# Mari (città antica)
Mari (in sumerico: 𒈠𒌷𒆠 MA-RIKI; oggi in arabo: تل حريري Tell Hariri) è stata un'importante città mesopotamica, contemporanea di Uruk, fondata intorno alla fine del IV millennio a.C. (primi insediamenti intorno al V millennio a.C.). Lo sviluppo crescente del commercio e la sempre maggiore richiesta di materie prime provenienti da nord, crearono, nella fase subito precedente al periodo protodinastico, la necessità di fondare nuove città e centri commerciali in grado di controllare e rendere sicure le vie mercantili. Mari fu fondata con lo scopo di controllare una zona nevralgica, situata nella confluenza di importanti vie commerciali fluviali, provenienti da nord lungo l'Eufrate, e carovaniere provenienti da ovest e da est. In breve divenne un'importante e ricco centro commerciale che collegava Sumer a sud con la Siria a ovest, i cui cittadini erano noti per l'agiatezza, l'eleganza nel vestire e la cura del proprio aspetto fisico.
Fu un importante centro sumerico tra il 2900 e il 1761 a.C. e arrivò al massimo splendore agli inizi del II millennio a.C., finché non fu distrutta dal re Hammurabi di Babilonia nel 1761 a.C.. Il sito archeologico della città forma una collina che si trova oggi in Siria, a circa 11 km dalla cittadina di Abu Kamal (o Al Bukamal) sulla riva ovest del tratto intermedio del fiume Eufrate, a circa 120 km sud-est di Deir ez-Zor e a circa 30 km dalla frontiera con l'Iraq, costituisce uno fra i più importanti siti archeologici mesopotamici.
La prima Mari fu abbandonata all'inizio nella metà del XXVI secolo a.C. per motivi sconosciuti, ma fu ricostruita prima del 2500 a.C. e divenne la capitale di un regno che controllerà l'est semitico. Questa seconda Mari, città cosmopolita ma di organizzazione e cultura sumerica, ingaggiò una lunga guerra con la sua rivale Ebla, con alterne fortune, fino a quando fu conquistata e distrutta nel 2300 circa a.C. da Sargon di Akkad.
La città fu ricostruita durante il dominio accadico e posta sotto il controllo di governatori che portavano il titolo di Shakkanakku (governatori militari). Nella fase di dissoluzione dell'impero accadico i governatori si resero indipendenti e fecero di Mari nuovamente un regno in grado di controllare la valle del medio Eufrate. Nella prima metà del XIX secolo a.C. la dinastia dei Shakkanakku si estinse e il controllo del regno passò alla dinastia amorrita di Lim che però ebbe vita breve e la città venne conquistata e distrutta nel 1761 a.C., in età paleo-babilonese. La città sopravvisse come piccolo centro durante l'impero Babilonese, Assiro e poi Persiano per spopolarsi in epoca ellenistica.
I Marioti veneravano sia dei sumerici sia semitici e fecero della loro città un centro dell'antico commercio un ponte fra mondo semita e sumero e, sebbene nel periodo pre-Amorrita la città fosse sotto l'influsso dalla cultura sumera, Mari non fu mai una città di immigrati sumeri, ma piuttosto una nazione di lingua semitica che parlava un dialetto simile all'Eblaita. Successivamente gli Amorrei, che erano semiti dell'ovest, iniziarono a colonizzare l'area poco prima del XXI secolo a.C. e durante il periodo della dinastia Lim (circa 1830 a.C.) divennero la popolazione dominante del regno mariota e di tutta la Mezzaluna Fertile.
La scoperta della città nel 1933 permise di approfondire la conoscenza della mappa geopolitica dell'antica Mesopotamia e Siria, grazie al rinvenimento di altre 25000 tavolette di argilla che contenevano importanti informazioni circa l'amministrazione dello stato durante il secondo millennio a.c. e la natura dei rapporti diplomatici fra le entità statali della regione. Esse rivelarono anche le vaste reti commerciali del XVIII secolo a.C., che connettevano territori lontani come l'Afghanistan nel sud asiatico e Creta nel Mediterraneo. La città sotto la dinastia Lim divenne una sontuosa capitale ricca di edifici maestosi, abbelliti da numerose statue e affreschi. Fra questi spiccava il palazzo reale, noto per la sua bellezza fin dai tempi antichi.

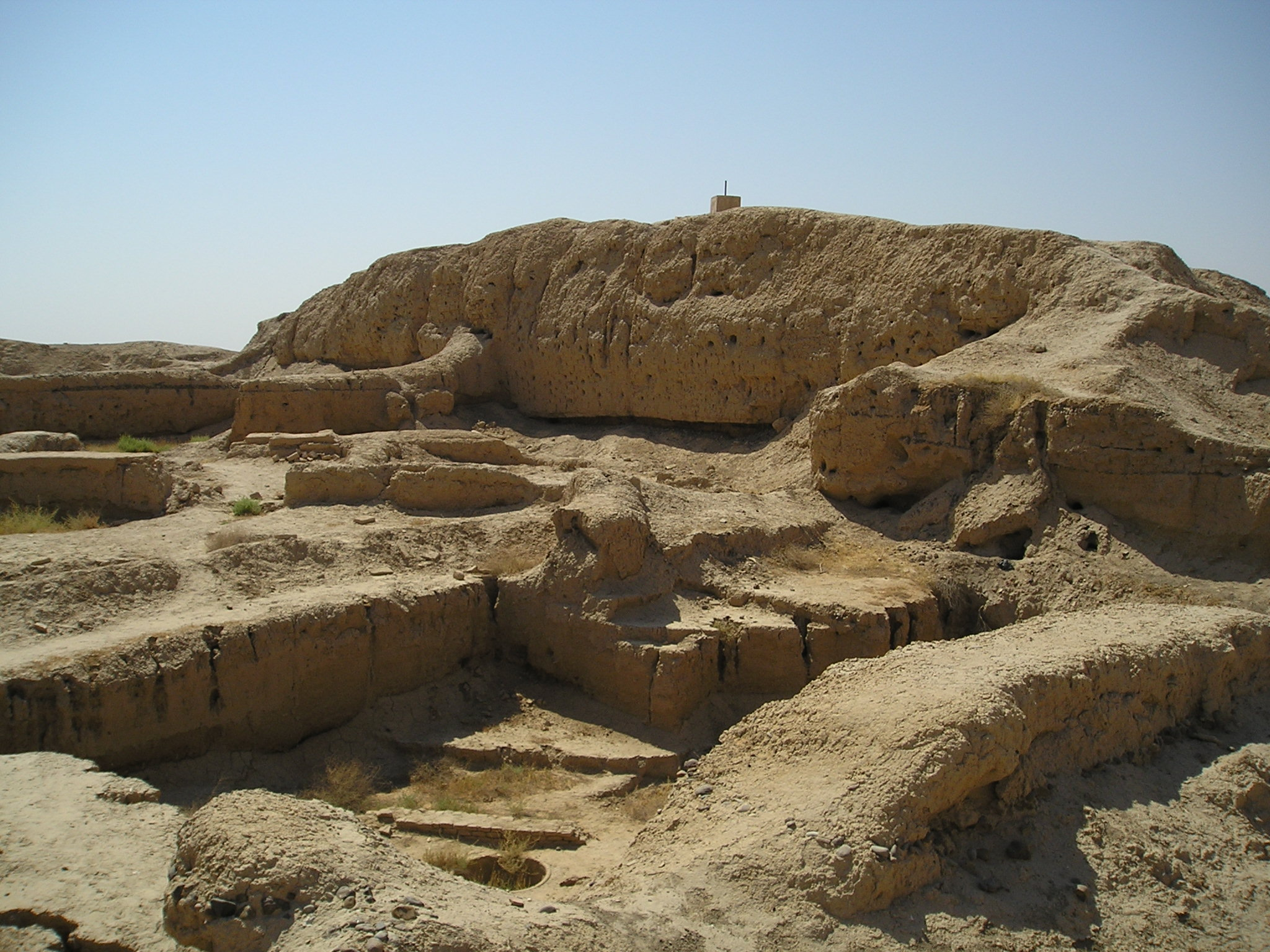
Rovine della zigurrat di Mari

## Geografia, clima e territorio

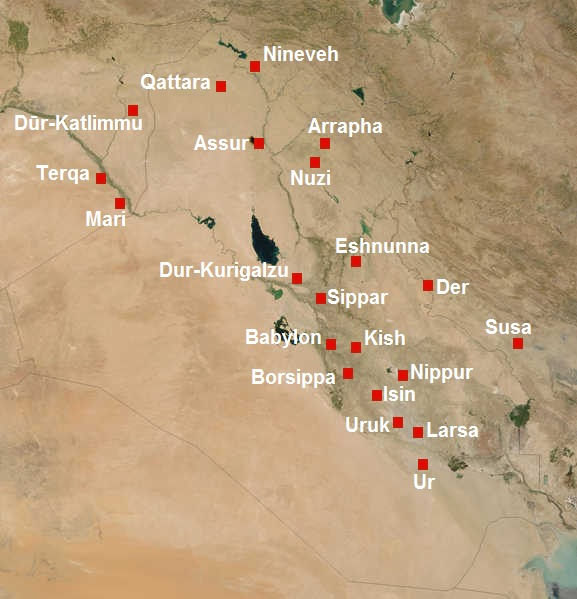
La Mesopotamia del II millennio a.C.

La città sorgeva a sud della moderna Deir el-Zor, nella valle del medio Eufrate in un punto in cui questa è particolarmente ampia. La steppa arida (con una piovosità di circa 150 mm annui) venne resa coltivabile attraverso un'ampia rete di canali di irrigazione e di dighe, permettendo di sfruttare il fertile suolo alluvionale.
La rete di irrigazione, che favorisce inoltre le comunicazioni per via fluviale, si appoggia su un bacino di ritenuta che in inverno veniva alimentato dall'acqua piovana.
Alcune tavolette sembrano attestare che durante l'epoca amorrita le casse statali fossero alimentate dai forti dazi (circa il 20% del valore) imposti alle merci di passaggio. Mari fu tuttavia un centro commerciale principalmente terrestre, a causa delle difficoltà nella navigazione dell'Eufrate in inverno (periodo di bassa portata) e durante le piene alluvionali primaverili.

## Origine del nome
Il nome della città può essere fatto risalite a Mer un'antica divinità delle tempeste, venerata nel nord mesopotamico e in Siria e che era considerata la divinità patrona della città. Fu l'archeologo George Dossin che notò che la pronuncia di Mer era la stessa di Mari e da qui concluse che la città derivava il nome dalla sua divinità patrona. Questa ipotesi è stata in seguito messa in discussione in quanto, il nome arcaico di quella divinità era Wer (non Mer). Ora l'ipotesi più accreditata è che la parola Mari derivi dal nome dato a questa località da suoi antichi abitanti presemitici e presumerici; va comunque notato che i Sumeri non avevano la venerazione che ebbero poi i Greci e i Romani per gli uomini fondatori delle loro città, perché ritenevano che queste fossero state costruite direttamente dal dio patrono, che poi ne faceva la sua dimora.

## Storia

### Primo Regno
Mari non va considerato come un piccolo insediamento che poi è cresciuto, ma piuttosto una nuova città fondata nel periodo proto-dinastico I mesopotamico, circa 2900 a.C., allo scopo di controllare le vie fluviali dell'Eufrate che erano parte delle vie commerciali che collegavano il Levante con il meridione di Sumer. La città fu costruita a 1 o 2 chilometri di distanza dal fiume Eufrate per metterla al sicuro dalle piene alluvionali, ed era connessa al fiume grazie a un canale artificiale lungo dai 7 agli 8 kilometri a seconda del numero di anse presenti nel suo tracciato, ora difficili da identificare.
I sondaggi hanno identificato diversi canali, alcuni dei quali sicuramente utilizzati per le colture agricole, altri per la navigazione
. L'opera fluviale artificiale più importante è il canale che metteva in comunicazione il fiume Khabur all'Eufrate, sfociando nel secondo, poco prima della chiusa di Baghouz, facilitando così il collegamento fluviale tra la piana mesopotamica e le pendici del Tauro (Khabur e la Siria settentrionale). Le ragioni che portarono alla fondazione di Mari sono facilmente comprensibili in questo contesto: la città appare come un punto ideale di controllo del traffico fluviale e carovaniero, nelle direttrici est-ovest ma anche nord-sud. Questa posizione strategica garantiva la riscossione di abbondanti tasse sui commerci che spiegano la ricchezza di questa città nelle sue fasi più floride. Grazie alla facilità con cui poteva rifornirsi di metalli e legno, Mari divenne anche un importante centro metallurgico, come attestato dal gran numero di forni per la fusione dei metalli, ritrovati nella zona artigianale.
L'urbanistica della città più antica è poco conosciuta, anche perché seppellita sotto gli strati delle abitazioni successive. Il sistema di difesa contro le piene fluviali era composto da un terrapieno circolare, che è stato riportato alla luce, in aggiunta a una spessa rampa interna circolare, alta 6,7 metri, per proteggere la città dai nemici. Un'area lunga 300 metri colma di giardini e di botteghe artigiane, separava l'argine esterno dal bastione interno, che aveva un'altezza di 8-10 metri, ed era rinforzato da torri difensive. Altri ritrovamenti includono una delle porte della città, una strada che iniziava nel centro e arrivava alla porta, in aggiunta ad abitazioni residenziali. Al centro del sito di Mari si trova un rilievo, comunque non sono stati ritrovati palazzi o templi, sebbene sia stato portato alla luce un grande palazzo, che sembra avesse funzioni amministrative, che aveva fondamenta di pietra e la dimensione di 32x25 metri, con stanze lunghe più di 12 metri e larghe 6. La città fu abbandonata alla fine del periodo protodinastico II, circa nel 2550 a.C. per ragioni sconosciute.

### Secondo Regno
| c. 2500 a.C. - c. 2290 a.C. |                     |
|                             |                     |
| Caratteristiche             |                     |
| Capitale                    | Mari                |
| Lingua                      | dialetto mariota    |
| Tipo di governo             | monarchia assoluta  |
| Religione                   | mesopotamica        |
| Periodo storico             |                     |
| Era                         | età del bronzo      |
| anno inizio anno fine       | 2500 a.C. 2290 a.C. |
| Sostituito da               |                     |
| impero di Akkad             |                     |
| Oggi situato in             |                     |
| Iraq e Siria                |                     |

Attorno all'inizio del periodo protodinastico III (prima del 2500 a.C.), Mari fu ricostruita e ripopolata.
La nuova città recuperò le strutture esterne della città primitiva, incluse la rampa interna e la porta. Fu recuperato anche l'argine circolare esterno del diametro di 1,9 km, che fu rinforzato con un muro spesso due metri che era utilizzabile anche per la protezione degli arcieri.
La struttura interna della città fu invece completamente mutata, con un piano urbanistico studiato con precisione; prima furono costruite le strade che dalla collina nel centro scendevano verso le porte, assicurando il drenaggio dell'acqua piovana.
Nel cuore della città fu costruito un palazzo reale. Quattro livelli architettonici successivi al palazzo del secondo regno sono stati riportati alla luce (il più antico contrassegnato con P3, mentre il più recente è P0), e gli ultimi due livelli risalgono al periodo accadico. Tra i reperti ritrovati nei primi due livelli vi è una struttura templare, la più grande della città ma di cui è ignota la divinità venerata. Sono stati rinvenuti anche una sala del trono con colonne e un ambiente con tre doppie file di colonne lignee che conduceva al tempio.
Sei ulteriori templi furono scoperti nella città, incluso un tempio chiamato Massiccio Rosso (non si sa a chi dedicato), e templi dedicati a Ninni-Zaza, Ištarat, Ištar, Ninhursag e Šamaš. Tutti i templi erano situati al centro della città eccetto quello di Ištar che probabilmente era il centro amministrativo del Grande Sacerdote.
Il secondo regno mariota si mostra come un centro politico prospero e potente. Molti sono i sovrani (che avevano titolo di lugal) di cui ci sono noti editti e lettere in questo periodo, ma il più importante documenti di questo periodo è la lettera inviata dal re mariota Enna-Dagan, circa nel 2350 a.C., al re eblaita a Irkab-Damu di Ebla. In questa lettera il re mariota cita i suoi predecessori ed elenca i loro successi militari nel conflitto fra Ebla e Mari, lasciandoci così un prezioso documento sulla storia dei quegli anni. L'interpretazione della lettera non fu semplice e molte diverse traduzioni furono pubblicate da diversi studiosi (a partire da Pettinato) fino ai tempi nostri in cui si è infine raggiunto un certo accordo sul suo significato e contenuto.

#### La guerra fra Mari ed Ebla

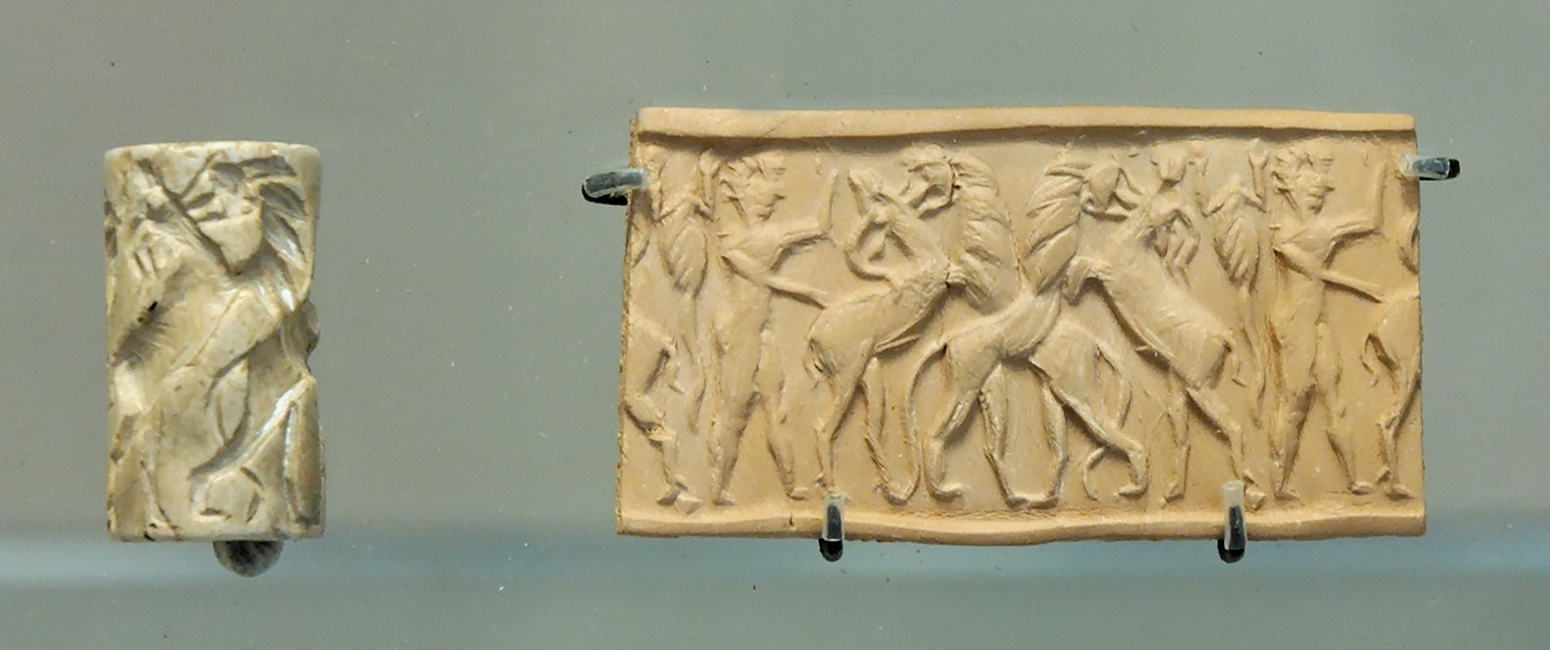
Sigillo cilindrico dell’era del secondo regno di Mari (XXV secolo a.C.)

Il conflitto che coinvolse, per più di un secolo, il regno di Ebla e la seconda dinastia del regno di Mari, era legato alla lotta per il controllo delle rotte carovaniere con collegavano la Siria soprattutto con il sud mesopotamico, Esistevano due vie principali; la prima (la più importante) seguiva la valle dell'Eufrate), attraversando il regno di Mari, arrivava fino al sud mesopotamico e poteva essere percorsa anche con navigazione fluviale; la seconda passava da nord, attraverso la valle del Grande Khabur, nel regno di Nagar. Ebla controllava la parte occidentale di entrambi tali percorsi, Nagar la parte nord, Mari la parte centrale e sud orientale, senza dimenticare Kiš che controllava la parte più orientale di tale percorso. Sia Ebla che Mari ambivano al controllo totale di queste vie, ma Mari si trovava nella posizione più favorevole e se non fosse stata ostacolata, nella sua azione, dalla minaccia sempre presente del regno di Kiš (che si trovava in una posizione geografica tale da poter ambire a sostituirsi al regno di Mari), probabilmente la guerra si sarebbe conclusa più rapidamente, con la sconfitta di Ebla. Anche in questa guerra fra città mesopotamiche si ripete lo schema di alleanze già visto nella storia di Lagash ed Umma e cioè: <<il mio vicino è il mio nemico, chi è alle sue spalle, il mio alleato>> e così Kiš sarà spesso alleata con Ebla mentre Uruk lo sarà con Mari. Per la vastità e l'importanza degli interessi in gioco, questa guerra ebbe le caratteristiche di un vero e proprio conflitto regionale, finendo per coinvolgere quasi tutti i più potenti regni della valle dell'Eufrate, oltre alla già citata Kiš, anche Emar, Abarsal, Nagar e, come abbiamo detto, Uruk, con conseguenze importanti per il prosieguo della storia mesopotamica.
Conosciamo molto di questa guerra e dei suoi protagonisti grazie al ritrovamento degli archivi reali di Ebla, quasi intatti, che forniscono informazioni non solo finanziarie ed amministrative (archivio dell'amministrazione), ma anche sui singoli personaggi coinvolti (archivio della cancelleria)

##### L'espansionismo mariota e la sconfitta di Ebla
Gli eventi di cui qui parliamo si svolsero negli anni compresi fra la fine del regno del re eblaita Enar-Damu (ca.2440 a.c.- ca.2420 a.c.) e i primi anni del regno del re eblaita Igriš-Ḫalab; in questo periodo il regno di Ebla si era ormai consolidato come stato regionale che includeva la città di Aleppo e i cui confini si estendevano a nord fino circa all'attuale confine fra Turchia e Siria e comprendeva le città di Amuq e Karkamiš a Nord (questi territori erano affidati al controllo di funzionari detti badalum) e, verso sud, si estendeva da Ḥama e Qatna fino a Damasco, a una distanza di più di 150 km. Lo stato centrale di Ebla era circondato da una ventina di città stato indipendenti, fra le quali Agagališ, Tuba, Iritum, Ḫarran. Nella valle dell'Eufrate a sudest sorgeva Emar, proprio sul confine con il regno mariota.
Di questo conflitto abbiamo notizie, per la sua prima fase (in cui Mari risulta prevalere), soprattutto dalla citata lettera del re mariota Enna-Dagan al re eblaita Irkab-Damu.
Il più antico re mariota citato nella lettera di Enna-Dagan è Ansud, che condusse campagne militari contro alcune città alleate di Ebla e le sconfisse, come per esempio Aburu ed Ilgi, nel territorio di Belan e lasciò rovine anche nel territorio del Labanan. Il successivo re citato nella lettera è Sa'umu, che proseguì le ostilità conquistando le città di Ra'aq, di Nirum, di Ašaldu, e Baul, vicino Naḫal. Ebla tentò di rispondere a queste aggressioni durante il regno di Kun-Damu ed un primo tempo ottenne qualche effimero successo, ma il re di Mari, Išhtup-Išar, proseguì nell'azione contro gli alleati degli eblaiti, conquistando le città di Emar e Lalanium.

Campagne militari di Iblul-Il, in rosso la prima, in giallo la seconda ed in verde la terza. A nord della linea rossa, i territori contesi

Fu con il re mariota Iblul-Il che il conflitto raggiunse il suo apice, con la conquista e la distruzione di molte città alleate di Ebla.
Nella figura a lato sono indicati i luoghi presunti dei principali scontri nelle campagne militari di Iblul-Il. La prima offensiva nella valle dell'Eufrate (in rosso nella cartina), fu diretta contro la città fortificata di Abarsal a nord di Emar, che controllava la riva sinistra dell'Eufrate, il cui esercito fu annientato, ma la città non fu conquistata né tanto meno distrutta. In una seconda campagna militare (in giallo nella cartina) furono conquistate le città di Šadab, Addalini ed Arisum, nel territorio di Burman nel paese di Sugurum, poi, ancora le città di Šaran e Dammium. Una terza campagna militare (in verde nella cartina) fu diretta contro il territorio di Karkamiš dove furono espugnate le due fortezze di Nerat e di Ḫassuwan. Nonostante questi notevoli successi Iblul-Il non si allontanò dalla valle dell'Eufrate, che consentiva veloci collegamenti con la sua capitale e rinunciò ad assediare Ebla. Con questa azioni militari, però, Mari dimostrò di essere in grado di attaccare con successo anche forti città molto lontane (Abarsal e Karkemiš distano oltre 500 km da Mari mentre Ebla solo 490); sui governanti eblaiti, questa dimostrazione di potenza, ebbe un effetto terrificante tanto che il re Igriš-Ḫalab di Ebla, nonostante non avesse ancora impiegato il suo esercito, preferì accettare condizioni di resa pesanti, versando ingenti tributi a Mari, pur di non rischiare che la sua capitale venisse attaccata e distrutta. Questo tributo fu versato presso Ma'NE a valle rispetto Emar, luogo che rimase il porto fluviale di Ebla anche negli anni successivi. Da quel momento i contatti diplomatici fra Ebla e Mari divennero molto intensi, come attestano le numerose tavolette ritrovate, relative a questo periodo di circa 40 anni, che comprende all'incirca gli ultimi 5 anni del regno di Irkab-Damu, fino alla fine del regno di Išar-damu.

##### Una pace precaria
Seguirà un periodo di circa quindici anni di relativa pace fra le due città, compreso fra gli ultimi anni del regno del re mariota Iblul-Il e i due brevi regni dei suoi successori Nizi ed Enna-Dagan (che durarono complessivamente circa un decennio), durante il quale gli eblaiti versarono nelle casse del regno mariota una notevole quantità di oro e di argento (1028,30 kg di argento e 63,15 kg di oro), oltre a gioielli e preziosi vari, regalati a membri della famiglia reale mariota, in occasione di cerimonie ufficiali (in particolare i matrimoni delle principesse). Questo periodo coincise, a Ebla, con gli ultimi anni del regno di Igrish-Halab e tutto il regno di Irkab-Damu. Un documento ritrovato negli archivi eblaiti dimostra che, nonostante il pesante trattato di pace, questi re non rimasero passivi; in fondo l'esercito eblaita era ancora intatto e questo permise a Irkab-Damu, nei primi anni del suo regno, di riassumere il controllo su Abarsal, che tornò tributaria di Ebla, come lo era stata fin dal regno di Kun-Damu.
Il gran numero di documenti ritrovati, relativi a questo periodo, ci consente di conoscere il nome e di ricostruire la carriera di molti eminenti funzionari (prosopografia), che ebbero un ruolo importante in questi e nei successivi eventi; per esempio, conosciamo il nome di due gran visir che operarono durante il regno di Igrish-Halab, Darmilu/Darmi’a prima e poi Tir (che fu artefice del nuovo trattato di pace con Abarsal).
Anche il re maiota Enna-Dagan, dunque, ricevette tributi da Ebla ma meno dei suoi predecessori, inoltre, mentre nei documenti marioti questi versamenti sono indicati come mu-DU, appunto tributi (contributi che un singolo o uno stato sono tenuti a versare a un'autorità superiore), i funzionari eblaiti cominciano a chiamarli nig-ba cioè doni (preziosi che i sovrani si scambiavano nel corso di cerimonie civili o religiose, su un piano paritario). Questo diverso atteggiamento, meno sottomesso, probabilmente fu il motivo per cui Enna-Dagan inviò la famosa lettera e forse c'era anche l'intenzione di dare un seguito militare alle minacce contenute nella lettera, ma il regno di Enna-Dagan fu breve ed egli non ebbe il tempo di organizzare una campagna militare complessa. Alla sua morte divenne re di Mari Ikun-išar. Inizia una seconda fase di questo conflitto, in cui Ebla riuscì a rovesciare la situazione, sconfiggendo l'esercito mariota.

##### La riscossa di Ebla
I protagonisti di questo riscatto saranno tre importanti funzionari eblaiti, che possono essere definiti gran visir in analogia al ruolo di questo funzionario durante l'impero ottomano) (ricoprivano un ruolo simile a primi ministri plenipotenziari), che si succederanno nella carica, assumendo il controllo effettivo del regno. Il primo di questi fu Arrukum/ArruLUM che era già un importante funzionario nel periodo corrispondente all'ultimo anno del regno del re mariota Nizi (partecipò alle cerimonie funebri di quest'ultimo, come capo della delegazione eblaita). Assunse l'incarico di gran visir poco dopo, sostituendo il già citato TIR, e poi lo mantenne durante tutto il periodo corrispondente al regno del re maiota Enna-Dagan (circa dal 2341 al 2336 a.C.). Arrukum fu l'artefice, assieme al suo re Irkab-Damu di un riconsolidamento del potere eblaita e del rinnovo degli accordi con i regni vicini. Fu rinnovata l'alleanza con Emar, quando il suo re Ruzi-Damu, sposò la principessa eblaita Tiša-lim. Sicuramente, in questa azione, giovò ad Ebla l'incapacità di reazione dei marioti sotto il regno sia di Nizi che di Enna-Dagan.

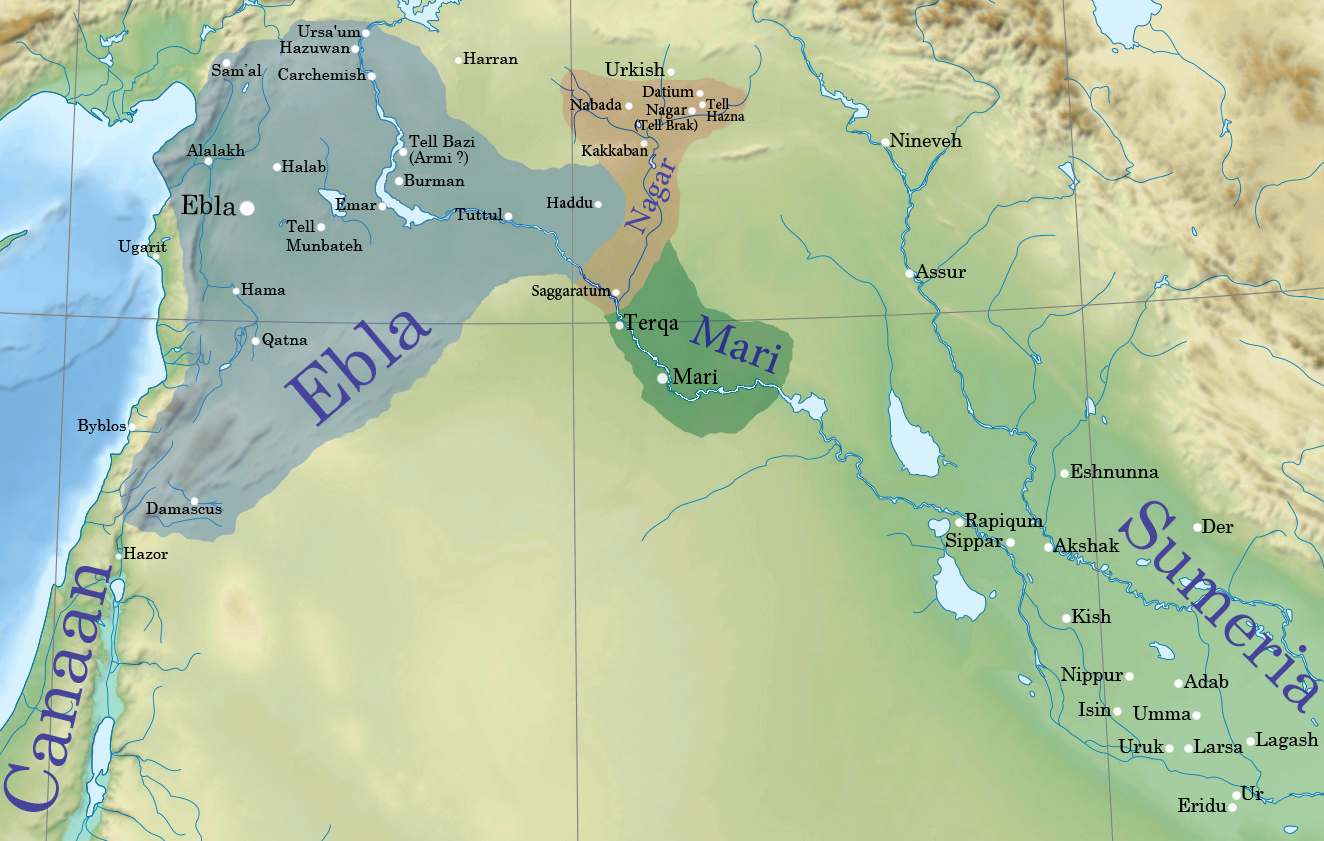
Regno eblaita al termine del regno di Irkab-Damu

Per una strana coincidenza i tre principali personaggi di questo periodo storico, morirono tutti nello stesso anno, prima Arrukum/ArruLUM che fu sostituito da un altro importante funzionario della corte eblaita, Ibrium, poi il re eblaita Irkab-Damu ed infine il re mariota Enna-Dagan (circa nel 2336 a.C.).
Sul trono eblaita salì il nuovo sovrano Išar-damu che era un bambino di appena 3 o 4 anni e perciò il controllo effettivo del regno fu assunto dal gran visir Ibrium e dalla madre del re, Dusigu, parente di Ibrium, la favorita di Irkab-Damu (la regina era deceduta pochi mesi dopo il matrimonio, ancora ai tempi del gran visir Arrukum/ArruLUM, probabilmente di parto), la quale, pur non diventando mai una regina, per molti anni fu la donna più potente del regno. Išar-damu si sposerà solo quattordici anni dopo la sua salita al trono (circa nel 2022 a.C., con una sua cugina, la principessa Tabur-Damu), ma Dusigu mantenne il suo ruolo di donna più importante del regno, per altri sette anni, fino alla morte (circa il 2015 a.C.). Il controllo che poté esercitare sulla politica eblaita, diede ad Ibrium grande potere e prestigio, tanto che, alla sua morte, riuscì a trasferire la carica di gran visir al figlio Ibbi-Zikir.
Torniamo però ai primi quattro anni del regno di Išar-damu (circa dal 2336 al 2332 a.C.), il gran visir Ibrium concentrò la sua azione al nord, conquistando la città di Ḫassuwan/Ḫazuwan (in seguito chiamata Ḫaššum), che sorgeva a sud di Urša'um/Uršum. Questo evento è indirettamente testimoniato dal fatto che dal quarto anno del regno di Išar-damu non si trovano più citazioni del regno di Ḫazuwan, che scompare dall'elenco delle città tributarie di Ebla. Da questo momento Ebla cessò di versare tributi a Mari. Tutte le principali città sulla riva est del tratto superiore dell'Eufrate, Burman e, più a nord, Kalbul, poi Iritum a est di Karkemiš, tornarono soggette all'autorità eblaita.
Nel terzo anno di regno di Išar-damu, Mari riuscì però a conquistare la città di Haddu (Tell Malḥat ad-Dārū, 70 km a Nord della moderna Der-ez-Zor), alleata di Ebla, provocando il blocco delle vie commerciali fra Ebla e il sud mesopotamico attraverso l'alta mesopotamia.
Si creò così una nuova situazione di stallo fra i due regni che portò alla firma di un nuovo trattato di pace, firmato dagli emissari del re mariota Ikun-išar, che giurarono presso il tempio del dio Kura, patrono di Ebla e lì depositarono una tavoletta d'argento con una copia del trattato (una cerimonia simile si svolse contemporaneamente a Mari).
L'azione diplomatica eblaita si spostò verso il nord della valle del Grande Khabur dove si trovava il regno di Nagar (nel triangolo del Khabur) che era da considerare la terza potenza regionale dopo Mari ed Ebla, questo regno includeva circa 18 importanti centri, ai tempi del regno di Išar-damu. Il ritrovamento di una statua di Iblul-Il (contenente un'iscrizione in cui si cita anche sua moglie Paba; Pa4ba4) dedicata dal re di Nagar, Mara-il, alla dea Eštar, viene interpretata come un atto di sottomissione anche del regno di Nagar a Mari, nello stesso periodo in cui Ebla versava tributi. Dunque fra il regno di Ebla e Nagar si strinsero accordi diplomatici, ai tempi del re eblaita Irkab-Damu e del suo gran visir Ibrium, favoriti dalla necessità di creare un contrappeso alla supremazia mariota dopo la morte di Iblul-Il.
I buoni rapporti con il regno di Nagar consentirono al gran visir Ibrium di stabilire relazioni con regni posti più ad est, come testimoniano una lettera ritrovata, indirizzata a Zizi, re di Ḫamazi, una importante città di Subartu, sulla riva sinistra del Tigri.
Le relazioni fra Ebla e Nagar continuarono ad intensificarsi fino al settimo anno del regno del re mariota Ikun-išar (circa il 2329 a.C.), quando Nagar subì una nuova sconfitta da parte dell'esercito mariota. Questa intensa attività militare mariota nei settori settentrionali fu favorita dal fatto che la pressione sulle frontiere meridionali si era alleggerita, essendo il regno rivale, Kiš, a sua volta sotto pressione da parte del regno di Uruk. Nel quarto anno di Ibrium (circa il 2332 a.C.), messaggeri portarono ad Ebla la notizia che Kiš era stata sconfitta; successivamente, nel nono anno di Ibrium (circa il 2327 a.C.), Uruk conquistò Akšak. Infine, nel dodicesimo anno del ministero di Ibrium (circa il 2324 a.C.), Kiš fu saccheggiata ed il suo re Enbi-Ištar catturato da Enšakušana re di Uruk, che si proclamò "signore di Sumer, re del paese" (en kien-gi lugal kalam-ma)]. Mari partecipò ad entrambe queste campagne militari, attaccando i confini settentrionali del regno di Kiš congiuntamente alle azioni militari di Uruk a sud. Nel quattordicesimo e nel sedicesimo anno del suo incarico come gran visir Ibrium riconquistò le roccaforti di Ilwium (circa nel 2222 a.C.) e Zaḫiran (circa nel 2320 a.C.), che erano passate sotto il controllo mariota durante il regno di Ansud. Si torna di nuovo in una situazione di stallo e così, sei anni dopo la sconfitta di Kiš, nel diciottesimo anno di Ibrium (circa il 2318 a.C.), l'alleanza fra Mari ed Ebla fu rinnovata: una grossa quantità di argento fu portata come dono dai membri della delegazione mariota, composta da diversi "Anziani" (ábba-ábba), che arrivò ad Ebla in occasione del rito dell'offerta dell'olio (in ud nídba ì-giš-sag) di Ebla e Mari” (TM.75.G.1923 obv. xii 1–17; Archi, Biga 2003: 12). In questo stesso anno Ibrium si ammalò gravemente e morì, ma, grazie alla sua influenza, riuscì a lasciare la carica di gran visir al figlio Ibbi-Zikir. Quest'ultimo prosegui nell'azione diplomatica del padre, mantenendo i rapporti pacifici con Mari, ma, al contempo, stringendo alleanze sempre più solide con i regni vicini, interessati a rompere l'egemonia mariota (due principesse eblaite sposarono i re di Kiš e di Nagar. Nel tredicesimo anno del suo visiriato, Ibbi-Zikir, cominciò ad organizzare una spedizione militare contro Mari (circa nel 2305 a.C.). Gli emissari di Mari tentarono di indebolire la coalizione eblaita, cercando di staccare da questa la potente città di Haddu, che, in un primo tempo, accettò di schierarsi con Mari, ma poi inviò un contingente per appoggiare l'esercito eblaita. Le operazioni militari cominciarono l'anno successivo (circa il 2004 a.C.); l'esercito eblaita, sotto il comando di Ibbi-Zikir, conquistò Tuttul e qui ricevette ulteriori rinforzi dagli alleati. Poi fu conquistata Terqa, lo scontro decisivo con l'esercito mariota avvenne poco a sud di Terqa, a soli 55 km da Mari. L'esercito della coalizione ebalita sconfisse quello mariota (probabilmente il re mariota Ḫidar fu ferito e fatto prigioniero), ma non avanzò per assediare Mari e si limitò (in presenza di NENE, fratello del re mariota Ḫidar) ad imporre un trattato di pace che sanciva la supremazia eblaita. Probabilmente questa scelta, dalle gravi future conseguenze, fu presa perché Ibbi-Zikir fu informato che la città di Armi aveva approfittato della situazione per attaccare la città di Ḫarran, alleata di Ebla e ad essa legata anche da vincoli di parentela fra le famiglie reali, quindi scelse di interrompere le operazioni militari contro Mari, ormai sconfitta, per portare aiuto all'alleato.

##### Ebla domina la Siria e l'ovest mesopotamico
La notizia della vittoria si diffuse rapidamente e Ibbi-zikir fu raggiunto dagli emissari dei regni vicini quando ancora si trovava a Tuttul. Tornando con l'esercito verso Ebla, fu accolto con tutti gli onori dal suo re Išar-damu, che venne a lui incontro lungo la strada. Seguirono ad Ebla lunghi festeggiamenti durante i quali ricevettero doni tutti i membri della famiglia di Ibbi-zikir (i suoi figli, i fratelli e gli zii cioè i fratelli dello scomparso Ibrium). Ibbi-zikir proseguì nella sua azione diplomatica negli anni successivi, rinforzando l'alleanza con i regni di Kiš (la principessa eblaita Kešdut sposò il figlio del re di Kiš, cioè il figlio di Sargon di Akkad) e di Nagar (la principessa eblaita Tagriš-damu sposò il figlio del re di questa città Ultum-ḫuḫu) e rendendo Ebla capitale di una vasta coalizione che controllava tutte le vie carovaniere dalla Siria alla Mesopotamia. Infine Ibbi-zikir ottenne che il figlio del re ed erede al trono eblaita, Irag-damu, sposasse sua figlia Zaaše (che divenne la terza persona più importante di Ebla, superando la stessa principessa Kešdut), imparentando così la sua famiglia con quella dei più potenti regni dell'epoca. L'importanza ed il potere del gran visir sono testimoniati dal fatto che, l'anno dopo la vittoria, prima la regina Baba di Mari, moglie del re Ḫidar, e poi uno dei suoi figli Ašiḫu si recarono in visita a Ebla; che una regina si impegnasse direttamente in una missione diplomatica era un caso assolutamente eccezionale.

##### Mari torna a vincere
Inaspettatamente, pochi anni dopo (circa nel 2300 a.C.), mentre si trovava all'apice del suo potere, la città di Ebla fu saccheggiata e distrutta in un modo così violento che non riuscirà più per almeno un secolo, a recuperare il potere che aveva. Si è molto discusso, da parte degli studiosi su chi sia stato l'artefice di questa impresa, nessuno dei regni limitrofi era infatti così potente da poter compiere un'impresa del genere. Nel 2001 durante gli scavi archeologici in Mari, guidati dall'archeologo Margueron, fra le rovine del palazzo reale, fu ritrovato un sigillo in creta con impresso il nome del re Ḫidar ed altri con il nome del re mariota Isqi-Mari; questo ritrovamento confermava che il palazzo reale mariota era ancora attivo anni dopo la distruzione di Ebla. In base a questi dati archeologici, è probabile che contingenti marioti abbiano partecipato all'azione ancora durante il regno del re mariota Ḫidar, lo stesso che pochi anni prima aveva subito l'onta della sconfitta, ma è molto improbabile che in così pochi anni Mari sia riuscita a riorganizzare un così potente esercito, senza che ciò venisse segnalato dagli agenti eblaiti che sappiamo erano presenti in Mari, senza ottenere appoggio da alleati, e a distruggere definitivamente il potente nemico. È quindi probabile che un contingente mariota abbia accompagnato una forza militare molto più efficiente e potente, mentre attraversava i suoi territori, per attaccare Ebla: l'unica ipotizzabile è quella dell'esercito di Sargon di Akkad, come anche indicherebbe l'inaudito grado di distruzione a cui fu sottoposta Ebla (durante il secolare conflitto fra Mari ed Ebla, nessuna grande città era stata distrutta). Il progetto protoimperiale di Ibbi-Zikir, basato su un sapiente equilibrio fra forza militare, azione diplomatica, matrimoni dinastici, crollò di fronte all'assolutismo imperiale di Sargon, basato su una forza militare efficiente e sempre pronta, sulla distruzione sistematica di tutti i centri di potere locale anche violando trattati e legami famigliari (in uno degli ultimi documenti degli archivi eblaiti, appare abbastanza chiaro che una principessa eblaita sposò un figlio di Sargon che quindi era consuocero di Išar-Damu).

##### L'epilogo definitivo
Ḫidar governò ancora qualche anno e poi il trono passò al suo successore, Isqi-Mari, di cui è stato ritrovato il trono, sul quale sono illustrate scene di guerra e di trionfo, cosa che sembra indicare che questo re partecipò alla distruzione di Ebla, probabilmente quando era ancora solo un generale, circa nel 2300 a.C.. A questo punto si poteva credere che il conflitto si fosse definitivamente concluso, ma nonostante la vittoria mariota, questa lunga guerra lasciava una serie di problemi irrisolti e densi di conseguenze e cioè tutti i più potenti regni che dominavano la valle dell'Eufrate erano distrutti o fortemente indeboliti, il gran numero di caduti in battaglia aveva ridotto la forza lavoro disponibile e sul trono di Kiš si trovava il re Iškun-nunu (figlio di Sargon di Akkad), la cui regina, Kešdut, era una delle figlie del re di Ebla. In un primo tempo ad approfittare di questo vuoto di potere fu il re-sacerdote di Umma, Lugalzagesi, che, a prezzo di nuovi spargimenti di sangue e distruzioni riuscì a creare un vasto regno nel sud mesopotamico. Solo un decennio dopo la distruzione di Ebla, Mari subì la stessa sorte, fu incendiata e distrutta da Sargon di Akkad circa nel 2290 a.C. (2265 secondo la cronologia breve), che successivamente sconfisse Lugalzagesi e riuscì ad estendere il suo controllo dai territori del sud mesopotamico alla Siria. Il destino finale delle due città però sarà diverso. Il palazzo reale di Mari fu in parte restaurato già al tempo di Sargon di Akkad e la città ricostruita durante il regno di suo figlio Manishtushu e di suo nipote Naram-Sin; i sovrani akkadici infatti decisero di fare di Mari, per la sua posizione strategica, una loro capitale secondaria, affidata alla reggenza di un governatore militare, il šakkanakku. In pochi decenni Mari riacquistò la sua ricchezza e potenza, nella fase storica del terzo regno di Mari. Ebla tentò di riprendersi dalla distruzione, ma fu di nuovo conquistata e saccheggiata dal re di Akkad, Naram-Sin. Non era più il potente regno di prima, tanto che nella sua stele della vittoria Naram-Sin la paragona alla città di Armi (potente, ma di secondaria importanza). Ebla tornò ad essere un ricco centro dell'antica Siria ed ebbe un nuovo sviluppo demografico, ma il centro del potere siriano si era trasferito sulla vicina Aleppo ed anche Karkemiš, una volta liberata dalla sottomissione ad Ebla, divenne un importante e potente regno del nord sirano.

### Terzo Regno
Mari rimase deserta per due generazioni prime di venir ricostruita dal re accadico Manishtushu. Un governatore fu posto a dirigere la città con il titolo di Shakkanakku (governatore militare). Akkad manteneva il diretto controllo sulla città, come risulta evidente ai tempi di Naram-Sin di Akkad che nominò due sue figlie sacerdotesse della città.

#### La dinastia deišakkanakku

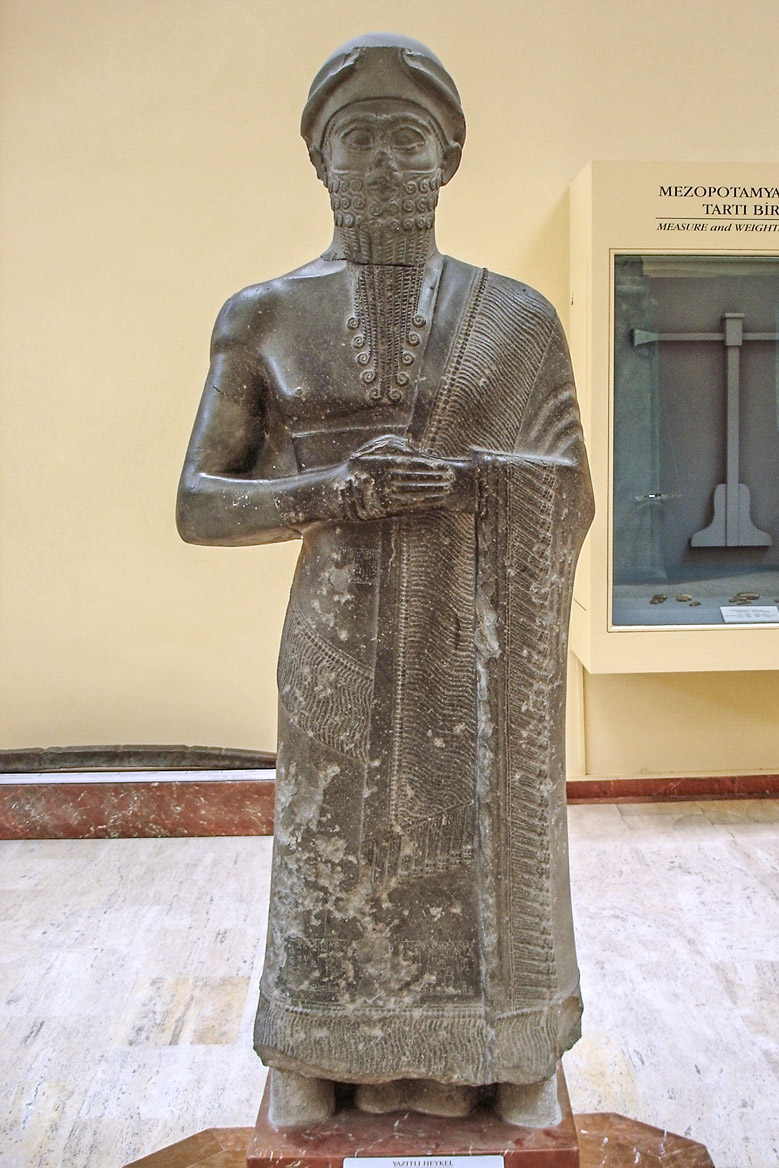
Lo šakkanakku Puzur, (Musei archeologici di Istanbul, fine del III millennio a.C.).

L'archivio dell'amministrazione mariota di questo periodo non è stato ancora ritrovato e quindi questo periodo è poco noto.
Il primo membro della dinastia dei Shakkanakku nelle liste è Ididish, nominato nel c. 2266 a.C.,  secondo gli elenchi, Ididish governò per 60 anni e riuscì trasferire la carica al figlio, rendendola così ereditaria.

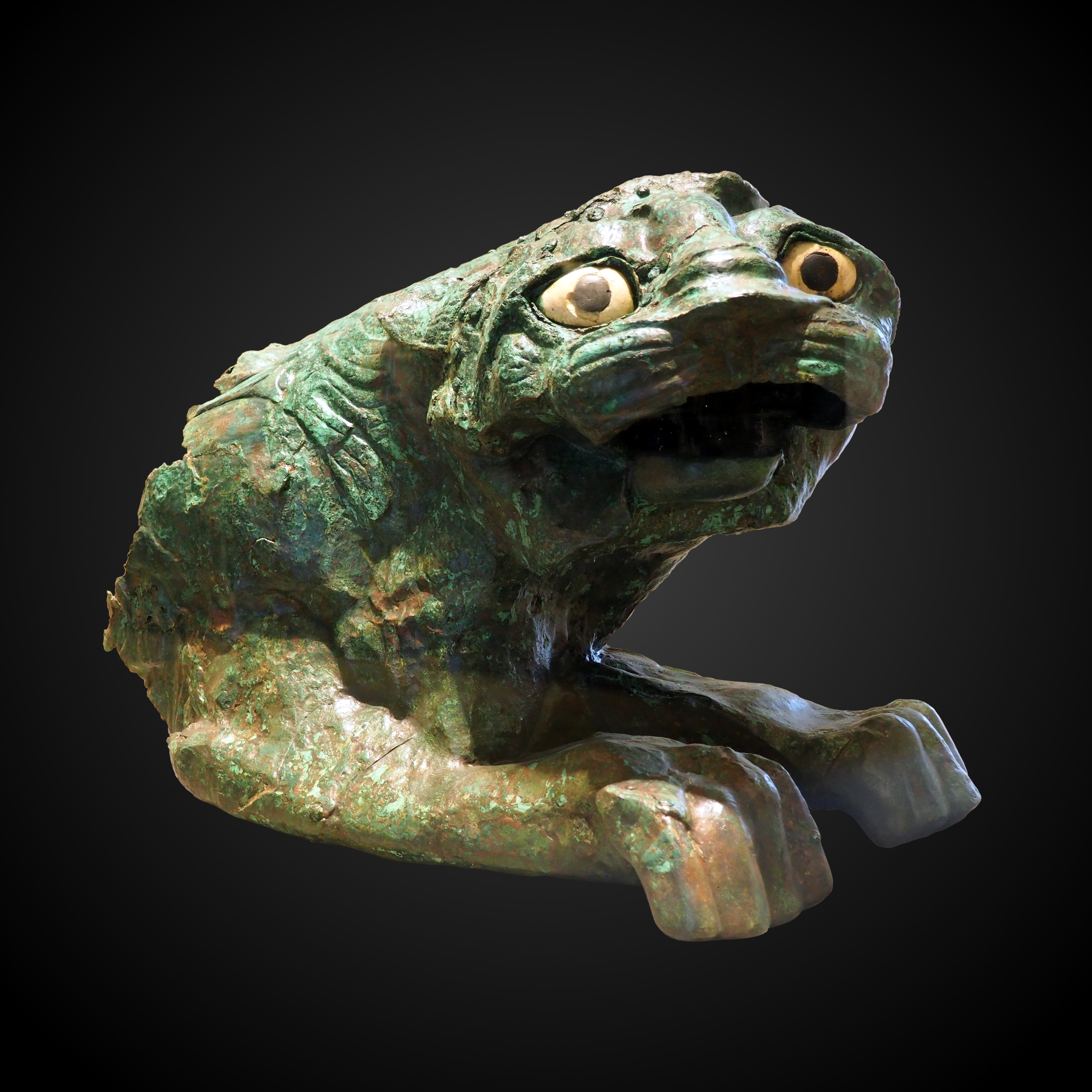
Il leone di Mari (XXII secolo a.C.).

La terza Mari seguì la seconda come struttura generale, la fase P0 dell'antico palazzo reale fu sostituita con un nuovo palazzo per il Shakkanakku. Un altro piccolo palazzo fu costruito nella parte orientale della città e conteneva le tombe reali del periodo precedente. I bastioni furono ricostruiti e fortificati mentre l'argine fu modificato e trasformato in un muro difensivo che raggiungeva i 10 metri di larghezza. Il precedente recinto sacro fu mantenuto, così come il tempio di Ninhursag. Comunque i templi di Ninni-Zaza e Ištar scomparirono{, mentre un nuovo tempio chiamato tempio dei leoni (dedicato al dio Dagan), fu costruito dal Shakkanakku Ishtup-Ilum e adiacente a esso, era la terrazza rettangolare (ziggurat) che misurava 40 x 20 metri per i sacrifici.
Ididish rimase in carica per sessantanni e quindi fu al servizio di almeno tre imperatori akkadici (Manishtushu, Naram-Sin e Shar-kali-sharri) durante il periodo di massima potenza dell'impero fino all'inizio della crisi, fu l'artefice della ricostruzione e ristrutturazione della città, in particolare durante il regno di Naram-Sin, che avviò lavori di ricostruzione in molte delle città conquistate. L'importanza recuperata della città e la sua provata sicurezza, sono dimostrate dal fatto che una delle figlie di Naram-Sin, risiedeva qui.
Ididish, probabilmente sfruttando la debolezza del controllo imperiale, riuscì a trasferire la carica al figlio Shu-Dagan, che però rimase in carica solo sei anni, fino a circa il 2200 a.C..
Alla sua morte fu, anche lui, sostituito dal figlio Ishme-Dagan, in un periodo in cui la pressione dei Gutei sui confini dell'impero si faceva sempre più intensa. Rimase in carica fino alla caduta dell'impero Akkadico, circa nel 2154 a.C.. Durante il suo governatorato, Mari comincia ad estendere il suo controllo verso il sud mesopotamico.
L'impero di Akkad si disgregò durante il regno di Shar-kali-sharri e Mari riacquistò la sua indipendenza ma mantenne l'uso del titolo di Shakkanakku anche durante tutto il periodo della terza dinastia di Ur..
Ormai il titolo di Shakkanakku aveva assunto il significato analogo a quello di re e, di fatto, a Mari si era installata una terza dinastia. Anche il regno di Nûr-Mêr, figlio di Ishme-Dagan, regnò solo per pochi anni (circa dal 2154 a.C. al 2148 a.C.) e fu sostituito da suo fratello Ishtup-Ilum. Il regno di questo Shakkanakku durò dieci anni (fino a circa il 2136 a.C.) e fu contemporaneo a quello di Gudea di Lagash. Ishtup-Ilum estese il controllo di Mari verso il sud mesopotamico.
Una principessa di Mari sposò il figlio di Ur-Nammu di Ur, e Mari passò sotto l'egemonia di Ur. Comunque l'indipendenza di Mari non fu ridotta da vassallaggio e alcuni Shakkanakku usarono il titolo di Lugal nelle loro iscrizioni votive, mentre usavano il titolo di Shakkanakku nella loro corrispondenza con la corte di Ur. La dinastia terminò per motivi sconosciuti non molto prima dell'insediamento di una nuova dinastia, che iniziò nella seconda metà del XIX secolo a.C..

### Epoca amorrea

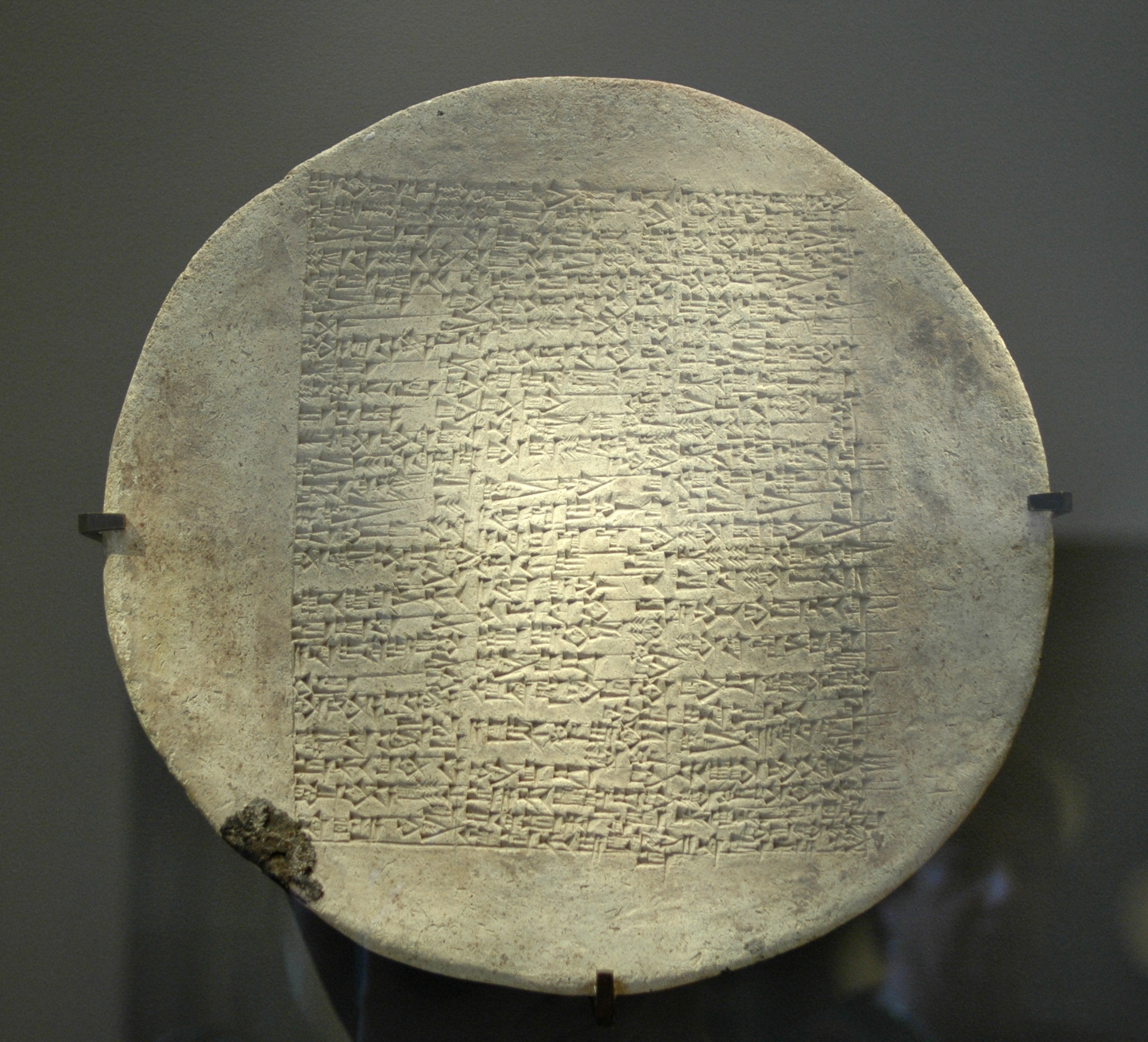
Disco iscritto del re Yakhdun-Lim (Museo del Louvre, 1800 a.C. circa).

Il secondo millennio a.C. nella Mezzaluna Fertile fu caratterizzato dall'espansione degli Amorrei che arrivarono a dominare e governare la maggior parte di questa regione, inclusa Mari, che divenne, nel 1830 a.C., la sede della dinastia amorrea dei Lym con il re Yaggid-Lim. Comunque le evidenze epigrafiche e archeologiche mostrano un alto grado di continuità fra l'era dei Shakkanakku e quella amorrea.

#### La dinastia Lim
Yaggid-Lim era il re della città di Suprum prima di stabilirsi a Mari. Egli strinse alleanza con Ila-kabkabu di Ekallatum, ma i rapporti fra i due monarchi cambiarono poi in guerra aperta. Il conflitto terminò con la cattura di Yahdun-Lim, figlio ed erede di Yaggid-Lim, da parte di Ila-kabkabi e, come riportato in una tavoletta ritrovata a Mari, con l'assassinio di Yaggid-Lim da parte dei suoi servi. Comunque nel 1820 a.C. Yahdun-Lim era saldamente al potere come re di Mari,

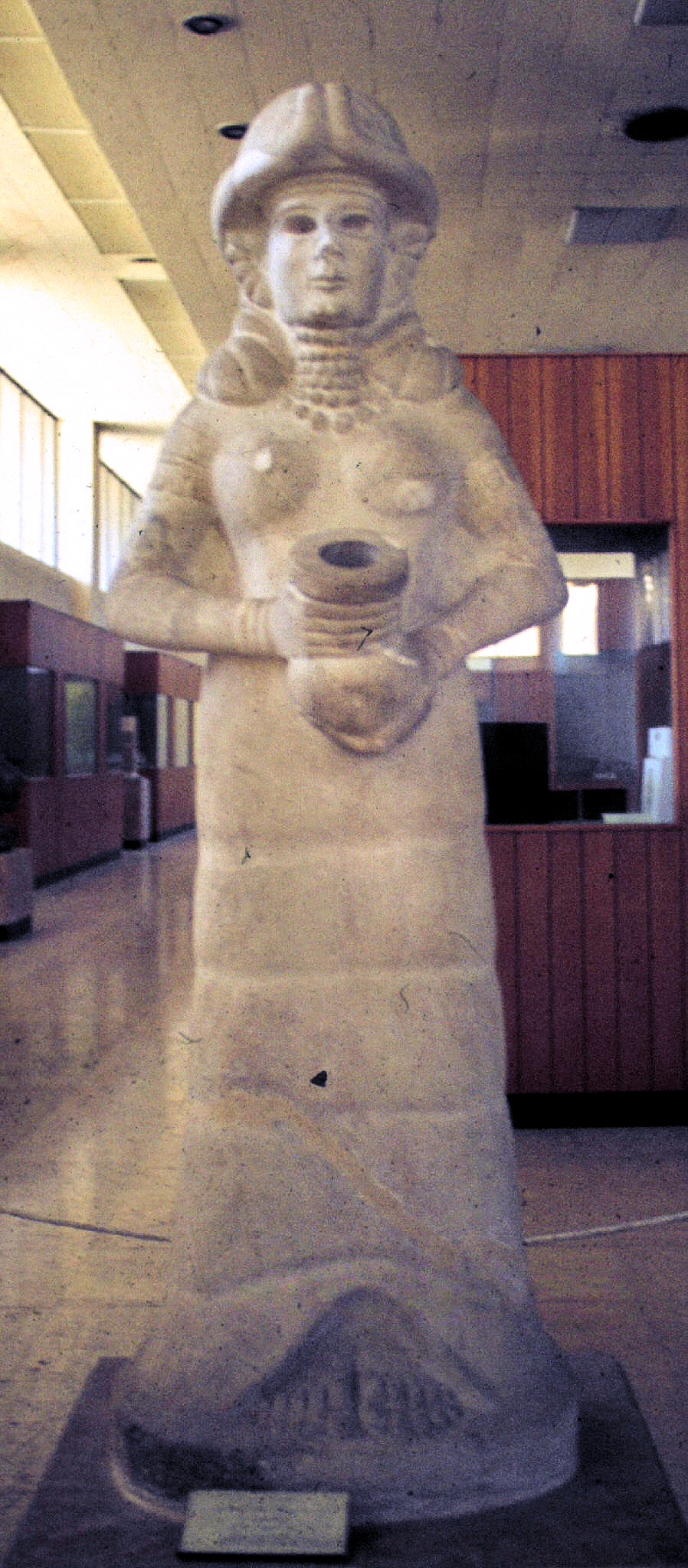
Dea del vaso (XVIII secolo a.C.).

Yahdun-Lim iniziò il suo regno sottomettendo i capi di sette tribù ribelli e ricostruendo le mura di Mari e Terqa oltre a costruire una nuova roccaforte che chiamò Dur-Yahdun-Lim. Poi estese i suoi domini verso ovest, proclamando di aver raggiunto il Mediterraneo, comunque in seguito dovette affrontare la ribellione dei nomadi Banu-Yamina (Benjaminiti) che occupavano i territori attorno a Tuttul. I ribelli furono appoggiati dal re di Yamkhad, Sumu-Epuh, i cui interessi erano minacciati dalla recente alleanza fra Yahdun-Lim e Eshnunna.
Yahdun-Lim sconfisse i Benjaminiti, fu però evitata una guerra aperta con Yamkhad perché un pericolo più grande si stava delineando a causa delle mire espansioniste del re assiro Shamshi-Adad I, figlio di Ila-kabkabi. Questa nuova guerra si risolse con una sconfitta per Mari, e Yahdun-Lim fu assassinato circa nel 1798 a.C. da suo figlio Sumu-Yamam, che fu a sua volta assassinato due anni dopo la sua incoronazione quando fu a sua volta sconfitto da Shamshi-Adad I che annesse Mari al suo impero, ponendo sul trono uno dei suoi figli, Yasmah-Adad.

### Il periodo assiro e il ritorno della dinastia Lim
Il nuovo re Yasmah-Adad sposò la figlia di Yahdun-Lim, ma il resto della famiglia Lim si rifugiò presso la nemica Yamkhad, cosa che Shamshi-Adad I denunciò pubblicamente come un tradimento per giustificare così l'annessione di Mari al suo impero. Per rinforzare la sua posizione contro il suo nuovo nemico Yamkhad, Shamshi-Adad I fece sposare a Yasmah-Adad, Betlum, la figlia di Ishi-Addu di Qatna. Yasmah-Adad però non trattò questa nuova moglie con gli onori e il rispetto necessari, causando una crisi diplomatica con Qatna.
Questo comportamento di Yasmah-Adad suscitò le ire di suo padre che, in varie lettere, lo accusa di essere un sovrano debole e incapace.
Shamshi-Adad I morì nel 1776 a.C, proprio mentre l'esercito di Yarim-Lim I di Yamhad si stava mobilitando in appoggio a Zimri-Lim, l'erede della dinastia Lym.

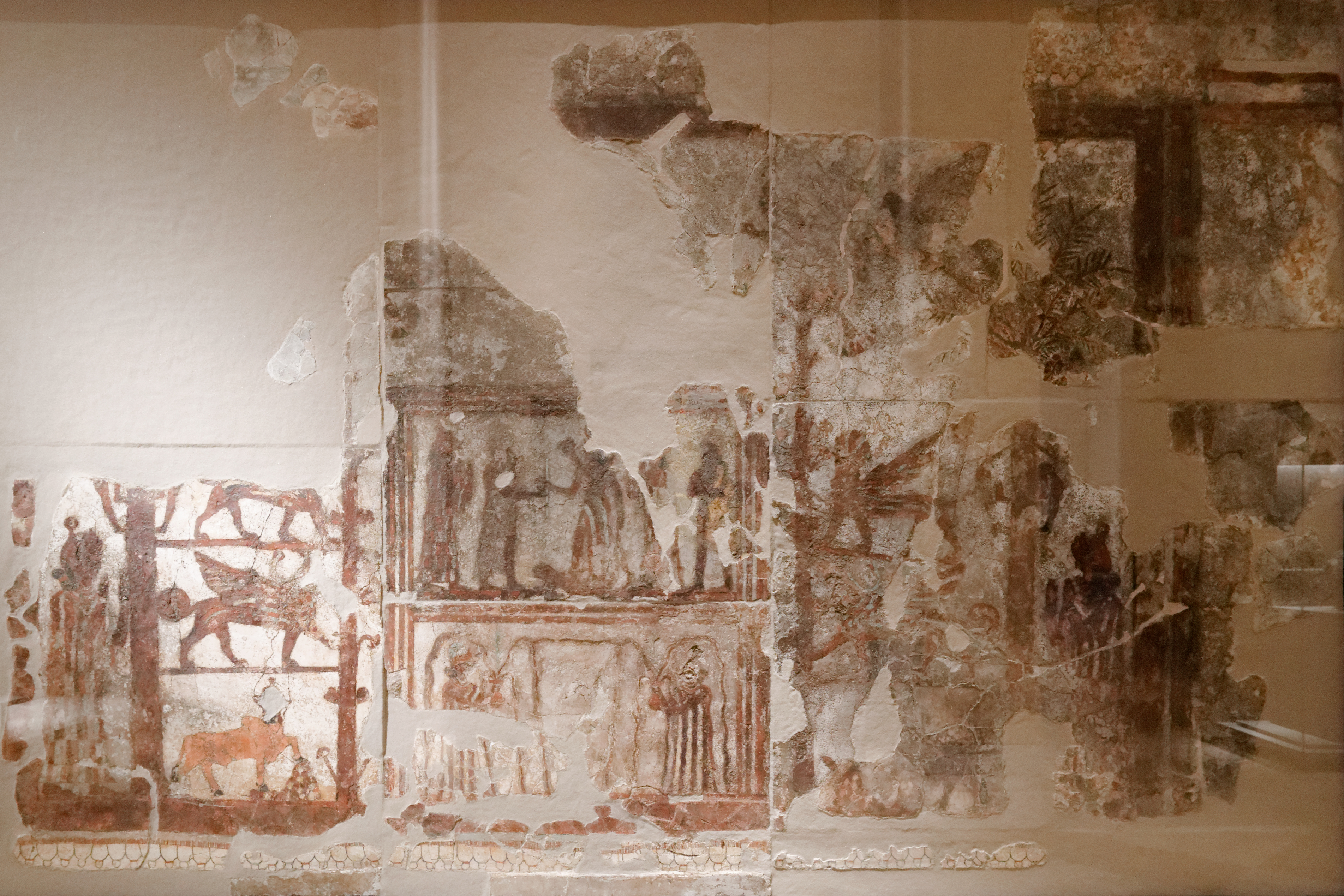
Investitura di Zimri-Lim. (XVIII secolo a.C.).

All'avvicinarsi dell'esercito di Zimri-Lim, un capo dei Banu-Simaal (la tribù di Zimri-Lim) detronizzò Yasmah-Adad, aprendo così la strada a Zimri-Lim che arrivò pochi mesi dopo la fuga di Yasmah-Adad. Questi sposò la principessa Shibtu, la figlia di Yarim-Lim I poco tempo dopo la sua investitura nel 1776 a.C.. L'ascesa al trono di Zimri-Lim, con l'aiuto di Yarim-Lim I, rese di fatto il regno di Mari subordinato a quello di Yamhad, Zimri-Lim considerava Yarim-Lim come suo padre e il re yamhadita fu in grado di ordinare a Zimri-Lim di dichiararsi servo di Hadad (la principale divinità di Yamhad).
Nei primi anni del suo regno Zimri-Lim condusse una campagna contro i Banu-Yamina (Beniaminiti), stabilì anche un'alleanza con Eshnunna e Hammurabi di Babilonia e inviò il suo esercito in aiuto dei Babilonesi.
Il nuovo re indirizzò la sua politica espansionista verso nord nella regione dell'alto Khabur, denominata anche Idamaraz dove sottomise i piccoli regni locali della regione come quelli di Urkesh e Talhayum, forzandoli al vassallaggio.
Questa politica espansionistica incontrò la resistenza di Qarni-Lim, il re di Andarig, che Zimri-Lim sconfisse, assicurando il controllo mariota sulla regione nel 1771 a.C, impresa che fortificò i confini del regno e portò a un periodo di pace, prosperità e nuovo sviluppo della città come centro commerciale.
Le più importanti eredità lasciateci da Zimri-Lim sono la ristrutturazione del Palazzo Reale, che fu notevolmente ingrandito fino a contenere ben 275 stanze, squisiti artefatti come la statua della dea del vaso e soprattutto un archivio reale contenente migliaia di tavolette.
Le relazioni diplomatiche con Babilonia peggiorarono a causa di una disputa sul controllo della città di Hīt che richiese lunghi negoziati, durante i quali entrambi i regni furono coinvolti in una guerra contro l'Elam nel 1765 a.C. circa. Alla fine, il regno fu invaso da Hammurabi che sconfisse Zimri-lim in battaglia nel 1761 a.C. circa e pose fine alla dinastia Lim, mentre Terqa divenne capitale di uno stato indipendente chiamato regno di Khana.

### Ultimo periodo

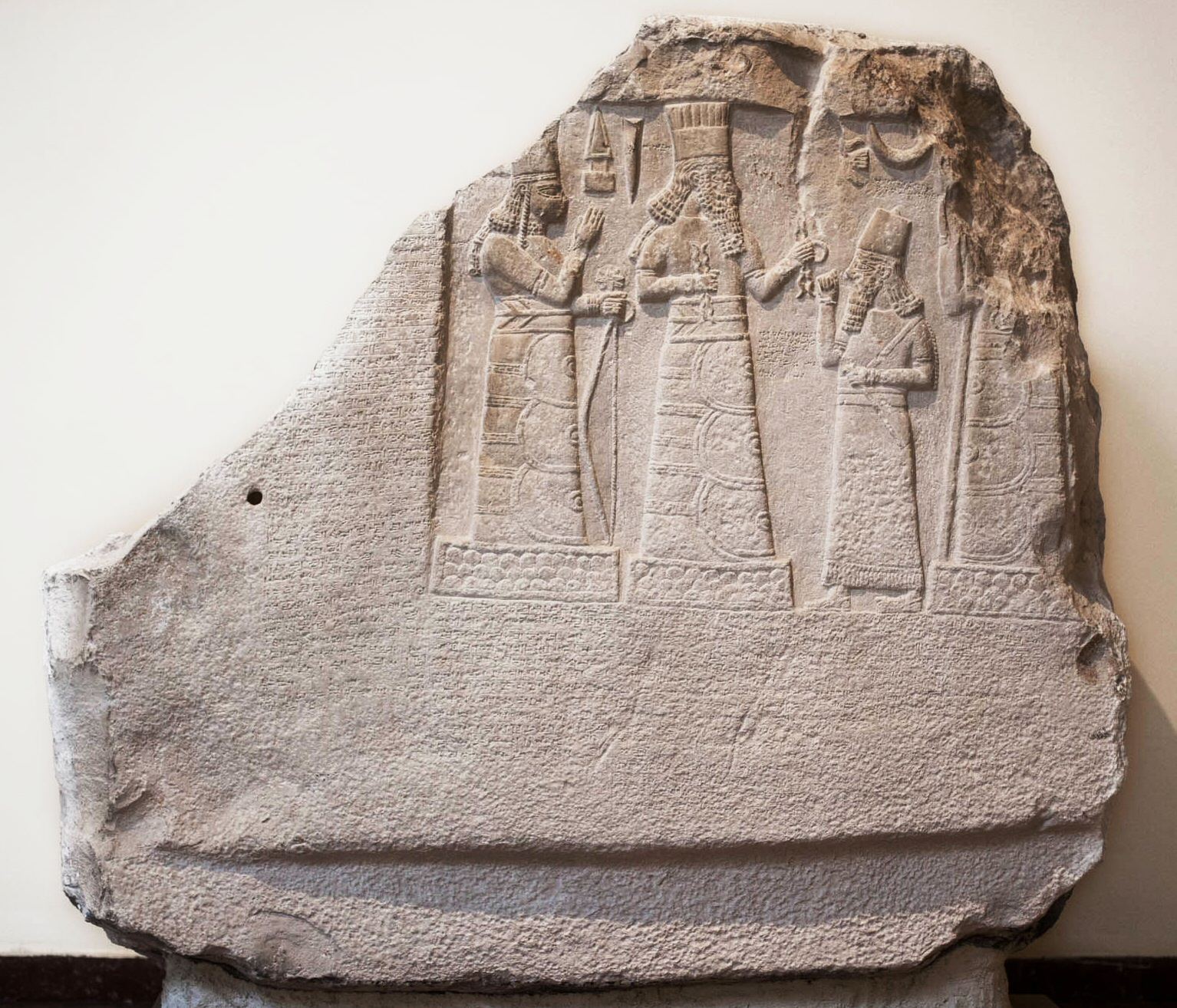
il governatore di Mari, Shamash-Risha-Usur (c. 760 a.C.).

La città sopravvisse alla distruzione e trovò la forza di ribellarsi a Babilonia nel 1759 a.C. circa, cosa che provocò una dura repressione da parte di Hammurabi che, questa volta, distrusse e rase al suolo l'intera città. Come atto di misericordia, Hammurabi permise a Mari di sopravvivere come piccolo villaggio sotto l'amministrazione babilonese.
In seguito Mari divenne parte dell'impero Assiro e fu elencata fra i territori conquistati dal re assiro Tukulti-Ninurta I (che regnò dal 1243 al 1207 a.C.). Negli anni successivi Mari passò più volte dal controllo assiro a quello babilonese e viceversa.
Alla metà dell'XI secolo a.C. divenne parte del regno di Khana, il cui re Tukulti-Mer assunse il titolo di re di Mari e si ribellò contro il dominio assiro, provocando la reazione dell'imperatore Assur-bel-kala che espugnò e riconquistò la città. Mari passò sotto lo stretto controllo del impero neoassiro e, nella prima metà dell'VIII secolo a.C., fu affidata a un governatore di nome Nergal-Erish che operava sotto l'autorità dell'imperatore Adad-Nirari III (che regnò dal 810 al 783 a.C.).
Nel 760 a.C. circa Shamash-Risha-Usur, un autonomo governatore di parte dei territori del medio Eufrate, sotto l'autorità nominale del re assiro Assur-dan III, si proclamò governatore della terra di Suhu e Mari e così fece suo figlio Ninurta-Kudurri-Usur. Però, in quel periodo, Mari era nota come parte del territorio di Laqe cosa che rendeva improbabile che la famiglia Usur potesse effettivamente controllarla, e suggerendo che il titolo fosse impiegato solo per ragioni storiche e politiche.
La città continuò a essere abitata, come piccolo insediamento, fino al periodo ellenistico per poi scomparire dai documenti storici.

## Sovrani di Mari
La Lista Reale Sumerica registra una prima dinastia di sei re in Mari che godette di piena egemonia dopo il periodo in cui Mari fu tributaria della città di Adab e quello della dominazione della dinastia di Kish. I nomi dei sovrani marioti sono danneggiati nelle copie più antiche della lista e quei re erano correlati a re storici appartenenti al secondo regno. Comunque, una copia integra della lista, risalente alla prima dinastia babilonese, fu scoperta a Shubat-Enlil, e i nomi qui elencati non assomigliano a nessun sovrano storicamente attestato del secondo regno, indicando che i compilatori di questa lista avevano in mente una più antica (e forse leggendaria) dinastia.
L'ordine cronologico dei re della prima dinastia è fortemente incerto; per i re della seconda dinastia, si assume che la lettera di Enna-Degan li riporti nel corretto ordine cronologico.
L'esistenza di molti di questi sovrani è attestata dai loro propri oggetti votivi ritrovati nella città, ma le date dei loro regni restano altamente incerte.
Per i Shakkanakku, le liste sono incomplete e dopo Hanun-Dagan, che regnò alla fine della terza dinastia di Ur, circa nel 2008 a.C., mostrano molte lacune.
Approssimativamente 13 altri Shakkanakku regnarono dopo Hanun-Dagan, ma solo alcuni sono noti, con l'ultimo della lista in carica non molto tempo prima dell'avvento di Yaggid-Lim che fondò la dinastia Lim circa nel 1830 a.C..
| Lista reale sumera |                   | |
| Anbu | 30 anni           | Il suo nome è anche letto come Ilshu. |
| Anba | 17 anni           | Il suo epiteto nella lista reale è il figlio di Anbu. |
| Bazi | 30 anni           | Il suo epiteto nella lista reale è il conciatore. |
| Zizi | 20 anni           | Il suo epiteto nella lista reale è Il più pieno. |
| Limer | 30 anni           | Il suo epiteto nella lista reale è il gudug (prete) . |
| Sharrum-iter | 9 anni            | |

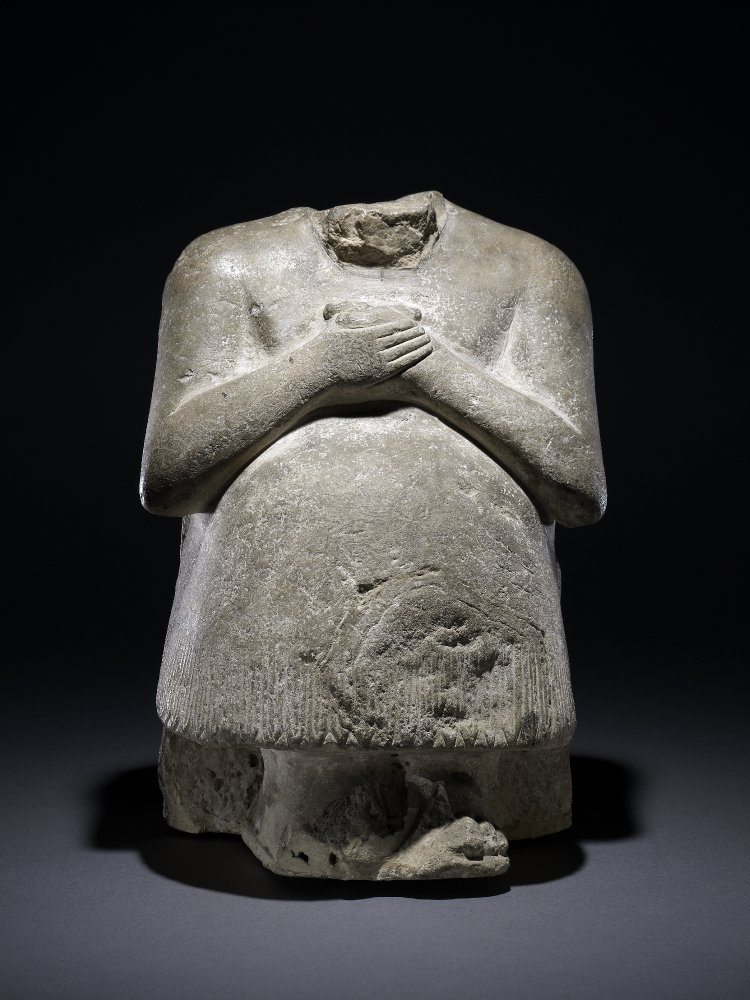
Statua di Ikun-Shamash

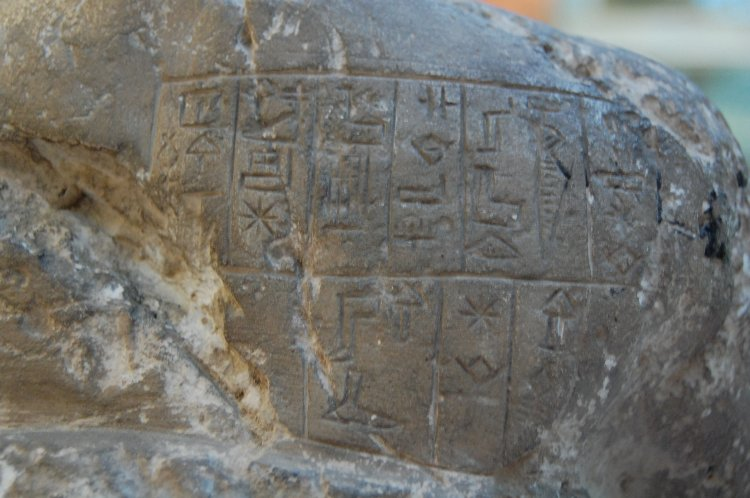
Iscrizione di Ikun-shamash

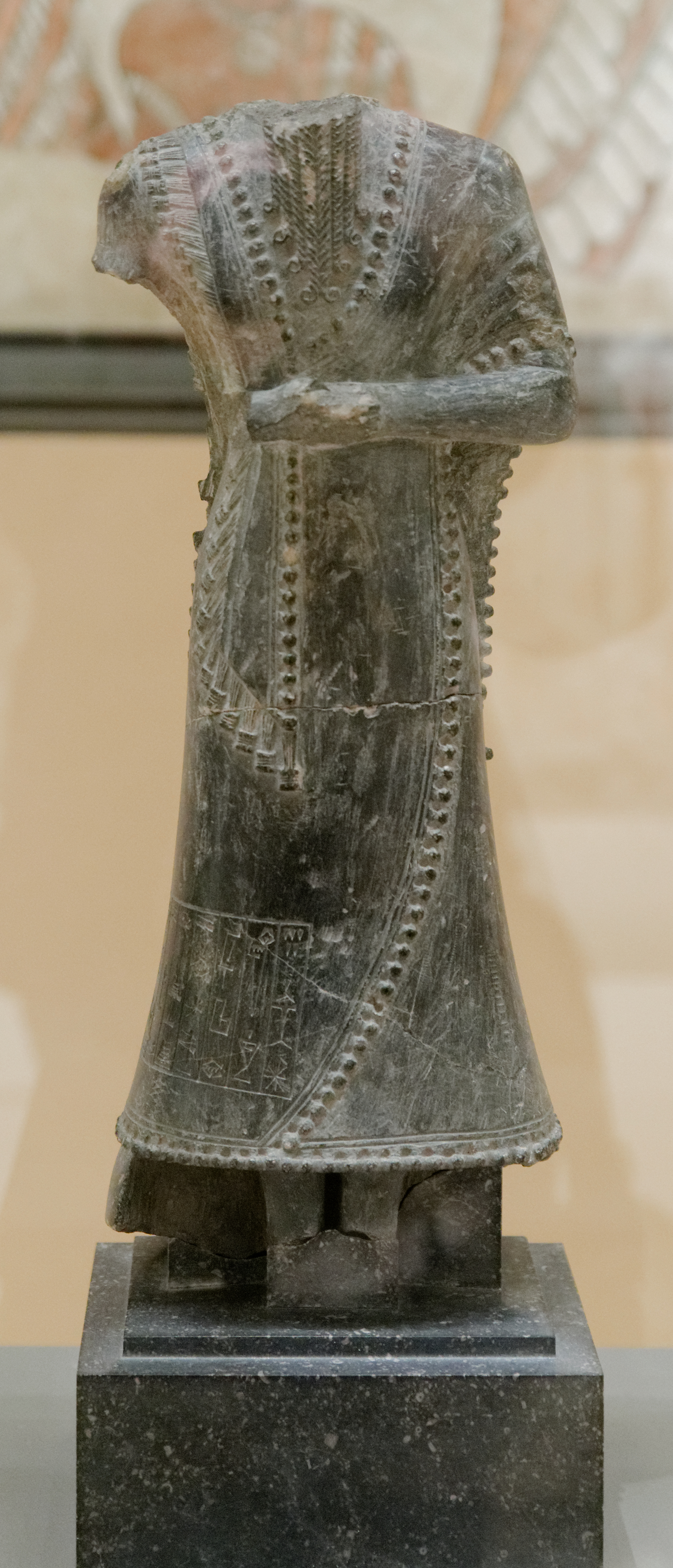
Statua di Iddi-Ilum. (c. 2090 a.C.)

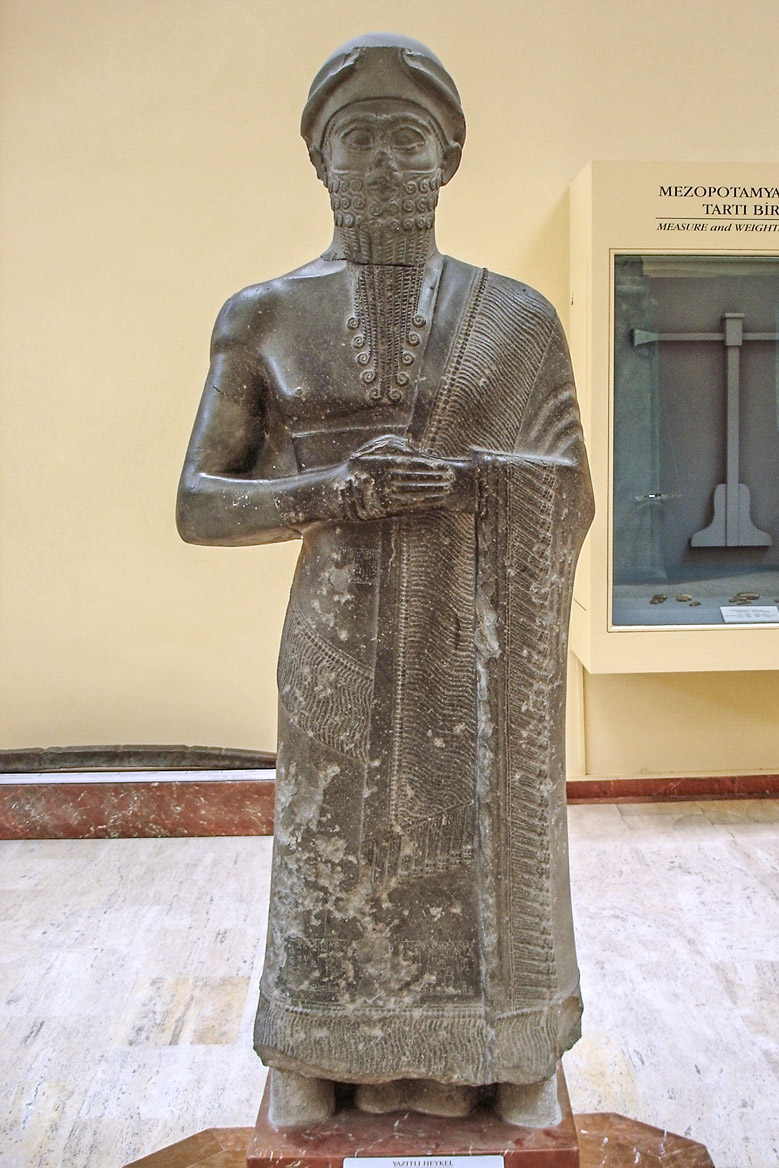
Puzur Ishtar, Shakkanakku di Mari. (c. 2050 a.C.)

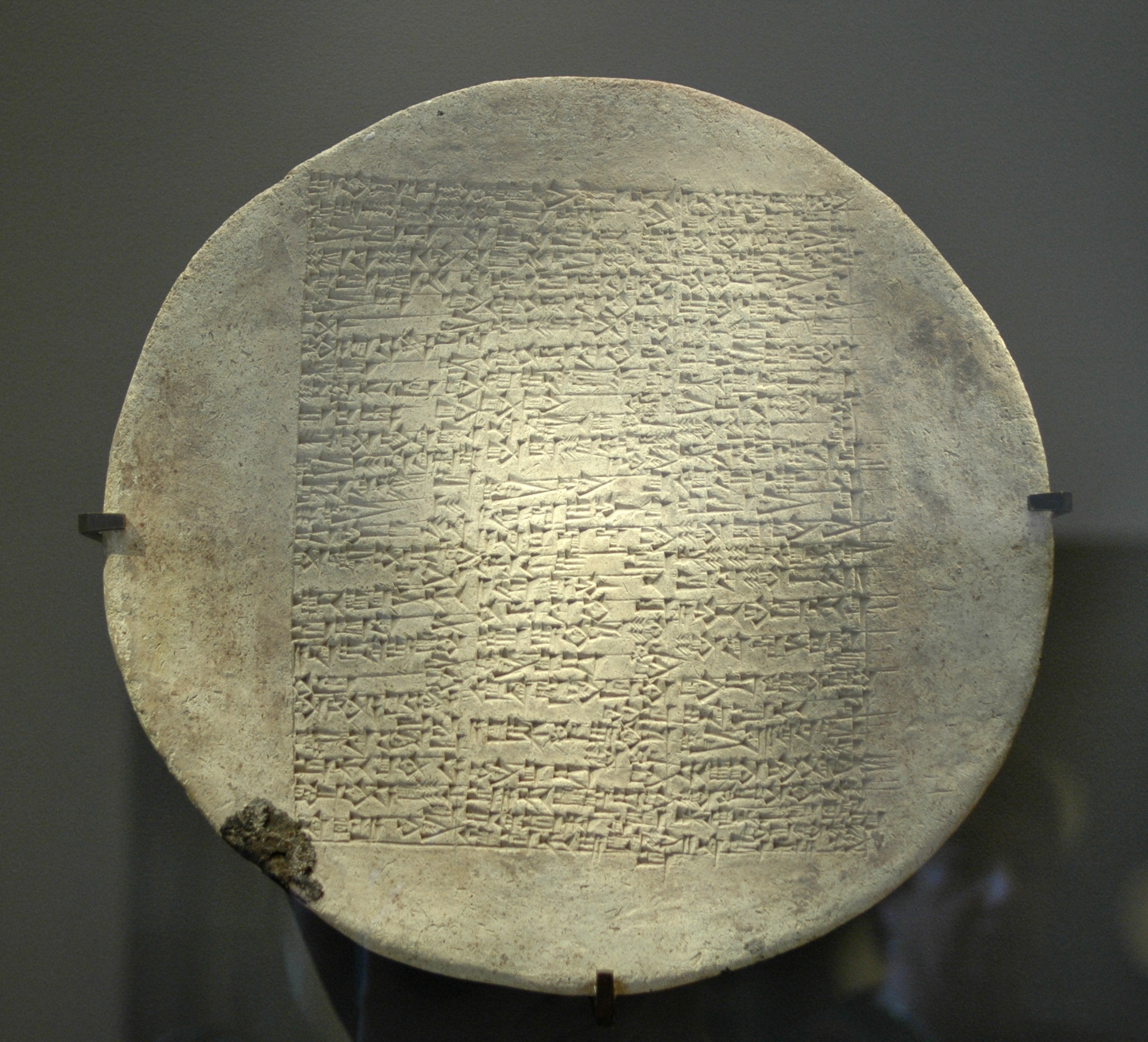
Iscrizione di Yahdun-Lim. (c. 1810 a.C.)

| Poi Mari fu sconfitta e passò sotto il dominio di Kish, nel 2480 circa, durante il regno di Kug-Baba di Kish, unica donna citata nella lista reale sumerica. |                   | |
| Secondo regno |                   | |
| Ikun-Shamash |                   | Regnò nel periodo di Ur-Nanshe di Lagash. Il suo nome è attestato da un'iscrizione e una statua votiva.                                                     |
| Ikun-Shamagan | c. 2453 a.C.      | Il suo nome si trova scritto sopra una statua votiva offerta dal suo ufficiale Shibum.                                                                      |
| Ansud | c. 2423–2416 a.C. | Il suo nome è scritto su una giara (come Hansum) inviata a Mari da Mesannepada di Ur. Il nome fu letto da Pettinato come Anubu.                             |
| Sa'umu | c. 2416–2400 a.C. | Il suo nome compare nella lettera di Enna-Dagan come conquistatore di molte terre].                                                                         |
| Išhtup-Išar | c. 2400 a.C.      | Il suo nome compare nella lettera di Enna-Dagan come conquistatore di Emar e di altri vassalli di Ebla.                                                     |
| Ikun-Mari |                   | Questo nome si trova scritto su una giara ritrovata a Mari.                                                                                                 |
| Iblul-Il | c. 2380 a.C.      | Rese di nuovo Ebla tributaria. |
| Nizi |                   | Il suo regno durò tre anni. |
| Enna-Dagan | c. 2340 a.C.      | Scrisse una lettera a Irkab-Damu di Ebla per riaffermare l'autorità di Mari.                                                                                |
| Ikun-išar | c. 2320 a.C.      | Il suo nome compare negli archivi di Ebla. |
| Ḫidar | c. 2300 a.C.      | Il suo nome compare negli archivi di Ebla, che fu distrutta durante il suo regno.                                                                           |
| Isqi-Mari |                   | Il suo nome fu precedentemente letto come Lamgi-Mari. Ipoteticamente ultimo re prima della dominazione akkadica.                                            |
| I Shakkanakku |                   | |
| Ididish | c. 2266–2206 a.C. | |
| Shu-Dagan | c. 2206–2200 a.C. | Era il figlio di Ididish. |
| Ishme-Dagan | c. 2199–2154 a.C. | Regnò 45 anni. |
| Nûr-Mêr | c. 2153–2148 a.C. | Era un figlio di Ishme-Dagan. |
| Ishtup-Ilum | c. 2147–2136 a.C. | Era il fratello di Nûr-Mêr. |
| Ishgum-Addu | c. 2135–2127 a.C. | Regnò per otto anni. |
| Apîl-kîn | c. 2126–2091 a.C. | Era un altro figlio di Ishme-Dagan. È menzionato con il titolo reale di Lugal Lugal in un'iscrizione votiva voluta da sua figlia.                           |
| Iddin-El | c. 2090–2085 a.C. | Il suo nome è letto anche come Iddi-Ilum; il suo nome si trova inciso sulla sua statua votiva (vedi sopra).                                                 |
| Ili-Ishar | c. 2084–2072 a.C. | Il suo nome fu trovato inciso su un mattone di fondazione, era figlio di Apîl-kîn.                                                                          |
| Turam-Dagan | c. 2071–2051 a.C. | Era figlio di Apîl-kîn e fratello di Ili-Ishar. |
| Puzur-Ishtar | c. 2050–2025 a.C. | Era figlio di Turam-Dagan e nipote di Apîl-kîn e pronipote di Ishme-Dagan. Utilizzò il titolo reale.                                                        |
| Hitlal-Erra | c. 2024–2017 a.C. | Era figlio Puzur-Ishtar (prosegue la dominazione della famiglia di Ishme-Dagan). Anche lui utilizzò il titolo reale di Lugal.                               |
| Hanun-Dagan | c. 2016–2008 a.C. | Era figlio di Puzur-Ishtar e fratello di Hitlal-Erra. Anche lui utilizzò il titolo reale di Lugal.                                                          |
| Isi-Dagan | c. 2000 a.C.      | Questo nome è iscritto in un sigillo. |
| Ennin-Dagan |                   | Era figlio di Isi-Dagan. |
| Itur-(...) |                   | Questo nome è danneggiato e fra il periodo presunto del suo regno e quello di Ennin-Dagan c'è un lasso di tempo in cui non si conosce il nome del reggente. |
| Amer-Nunu |                   | Questo nome è iscritto in un sigillo. |
| Tir-Dagan |                   | Era figlio di Itur-(...). |
| Dagan-(...) |                   | Questo nome è danneggiato, comunque è l'ultimo Shakkanakku citato nella lista reale.                                                                        |
| La dinastia Lim |                   | |
| Yaggid-Lim | c. 1830–1820 a.C. | Probabilmente regnò a Suprum piuttosto che a Mari. |
| Yahdun-Lim | c. 1820–1798 a.C. | |
| Sumu-Yamam | c. 1798–1796 a.C. | |
| Periodo assiro |                   | |
| Yasmah-Adad | c. 1796–1776 a.C. | Era uno dei figli di Shamshi-Adad I di Assiria. |
| Ishar-Lim | c. 1776 a.C.      | Era un ufficiale assiro che usurpò il trono per pochi mesi fra la fuga di Yasmah-Adad e l'arrivo di Zimri-Lim, a cui cedette il potere.                     |
| Il ritorno della dinastia Lim |                   | |
| Zimri-Lim | c. 1776–1761 a.C. | Ultimo sovrano di un regno indipendente a Mari, fu sconfitto da Hammurabi di Babilonia e la città saccheggiata e incendiata nel 1761 a.C.                   |

## Popolazione e lingua

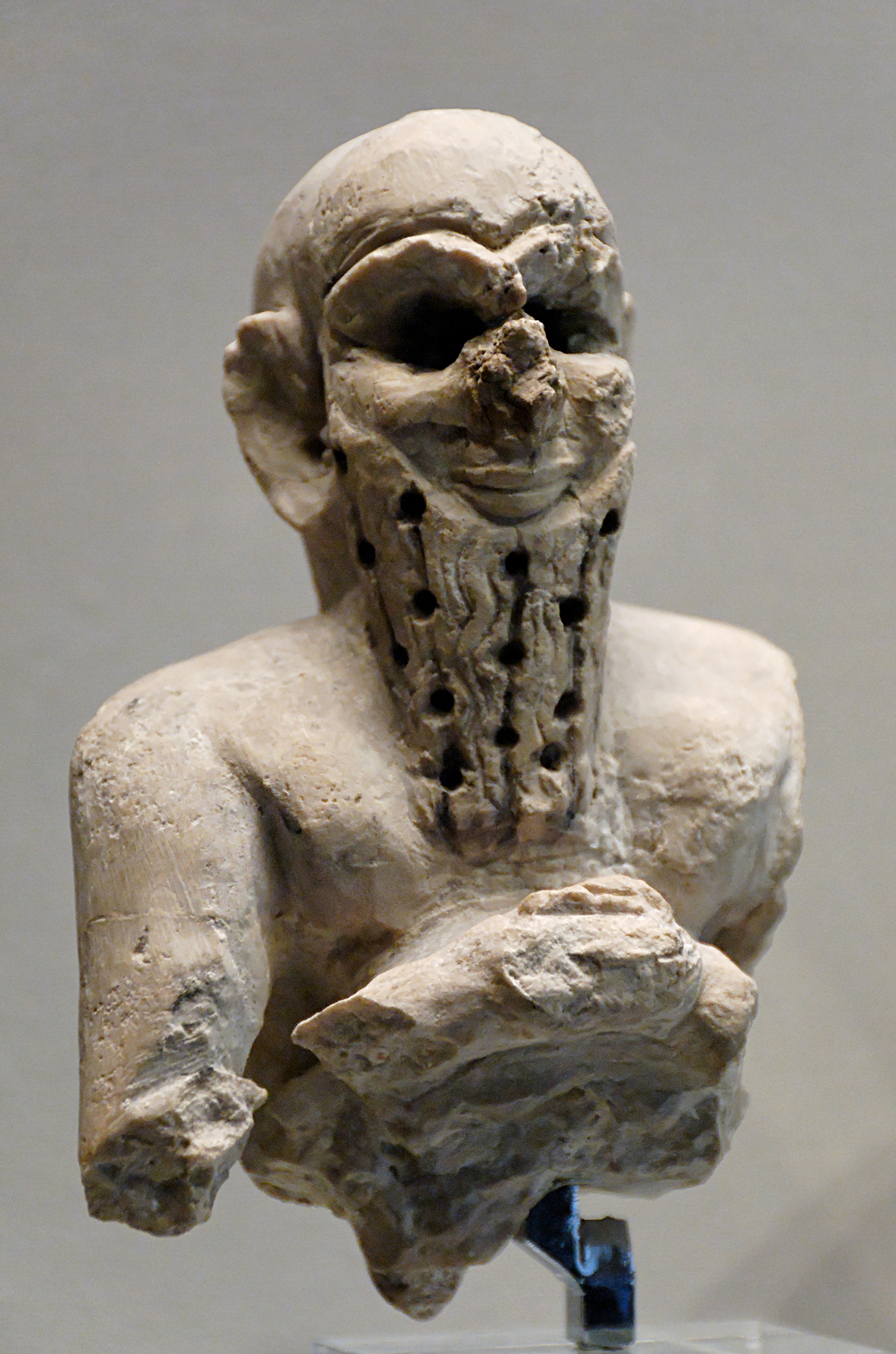
Un cittadino mariota del secondo regno (XXV secolo a.C.)

I fondatori della prima città dovevano essere sumeri o, più probabilmente semiti orientali, che parlavano la lingua di Terqa, nel nord. L'archeologo I. J. Gelb collega la fondazione di Mari con la civiltà di Kish, che era un'entità culturale costituita da una popolazione che parlava una lingua semitica orientale e che si estendeva dal centro della Mesopotamia fino a Ebla nella parte più occidentale del levante mesopotamico.
Al suo apice, la seconda città ospitava circa 40 000 abitanti. Questa nuova popolazione era semitica orientale e parlava un dialetto simile a quello di Ebla. Nel periodo dei Shakkanakku la lingua parlata era l'accadico. Nomi semitici occidentali cominciano a diffondersi a Mari fin dal secondo regno e, dalla metà dell'età del bronzo, le tribù degli Amorrei provenienti dall'occidente semitico, divennero la maggioranza dei gruppi pastorali del medio Eufrate e della valle del Khabur. I nomi in lingua amorrea incominciano a essere documentati nel periodo dei Shakkanakku, anche fra i membri della stessa dinastia regnante.
Durante il dominio della dinastia Lim la popolazione prevalente sarà amorrea, ma sono documentati anche nomi accadici e sebbene la lingua amorrea fosse quella più parlata, i documenti saranno prevalentemente scritti in accadico. Le tribù pastorali amorree a Mari erano chiamate Hanean, un termine che indica i nomadi in generale (letteralmente gente che abita nelle tende), questi Hanean erano divisi in Banu-Yamina (figli della destra) e Banu-Simaal (figli della sinistra), con i capi provenienti dal ramo Banu-Simaal. Il regno ospitava anche tribù di Sutei che vivevano nel distretto di Terqa.

## Organizzazione del regno
Grazie agli archivi in tavolette di argilla rinvenuti negli archivi del palazzo reale, l'organizzazione del regno all'epoca di Zimri-Lim è ben conosciuta.
A capo del regno era il re (šarrum), coadiuvato da un visir che controllava l'economia del regno (šukkallum) e da un consiglio che lo assisteva nel prendere le decisioni (pirištum).

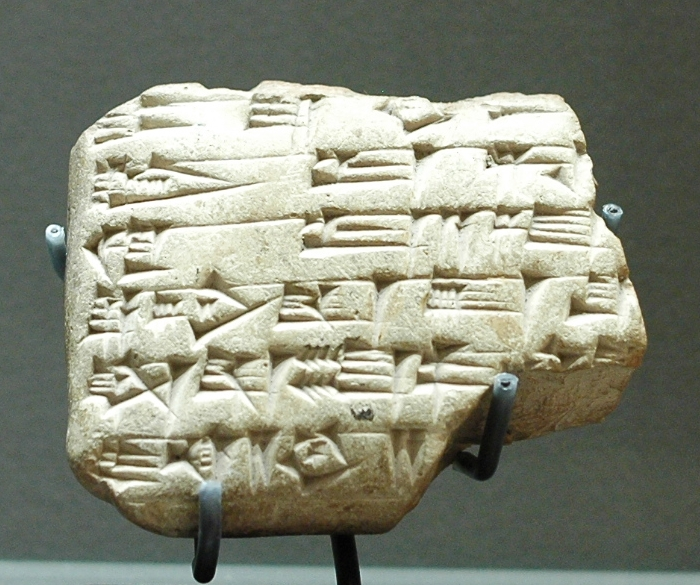
Tavoletta dell'archivio reale del re Zimri-Lim con la quale si ordina la costruzione di una ghiacciaia nella città di Terqa (Museo del Louvre, 1800 a.C. circa).

Mari era una monarchia assoluta con il re che controllava ogni aspetto dell'amministrazione, coadiuvato dagli scribi nel ruolo di amministratori. Durante l'era Lim, Mari era divisa in quattro provincie, ognuna con il suo capoluogo: Terqa, Saggaratum, Qattunan e Tuttul e ognuna con la sua burocrazia e il suo proprio statuto. Il governo forniva ai villaggi aratri e attrezzatura agricole in cambio di una parte dei raccolti.
A capo di ciascuna provincia era posto un governatore (šapitum), coadiuvato da un intendente (abu bītim), da un responsabile dei domini (ša sikkatim) e dal capo dei pascoli, che controllava le tribù nomadi (merhūm).
Ogni provincia aveva la propria burocrazia; il governo locale forniva agli abitanti del villaggio aratri e attrezzature agricole, in cambio di una parte del raccolto, che veniva in parte inviato alla capitale.
L'esercito riprendeva l'organizzazione utilizzata nel corso della terza dinastia di Ur. Era suddiviso in unità di dieci uomini (eširtum, comandata da un waklum) che potevano essere raggruppate per cinque (comandate da un laputtum) o per dieci (pirsum, comandata da un rab pirsim). Esistevano raggruppamenti di due o tre pirsum, con duecento o trecento soldati (comandati da un rabi amurrim) e infine un'armata di circa mille uomini (ummānum) era comandata da un generale (âlik pān ṣābim) che faceva parte dei grandi dignitari del regno. Esistevano inoltre diversi tipi di unità: guarnigioni cittadine (sāb birtim), guardia di palazzo (sāb bāb ekallim), un corpo di genieri (sāb tupšikkānim), e ancora corpi per spedizioni militari e corpi formati da etnie specifiche.

## Cultura e religione

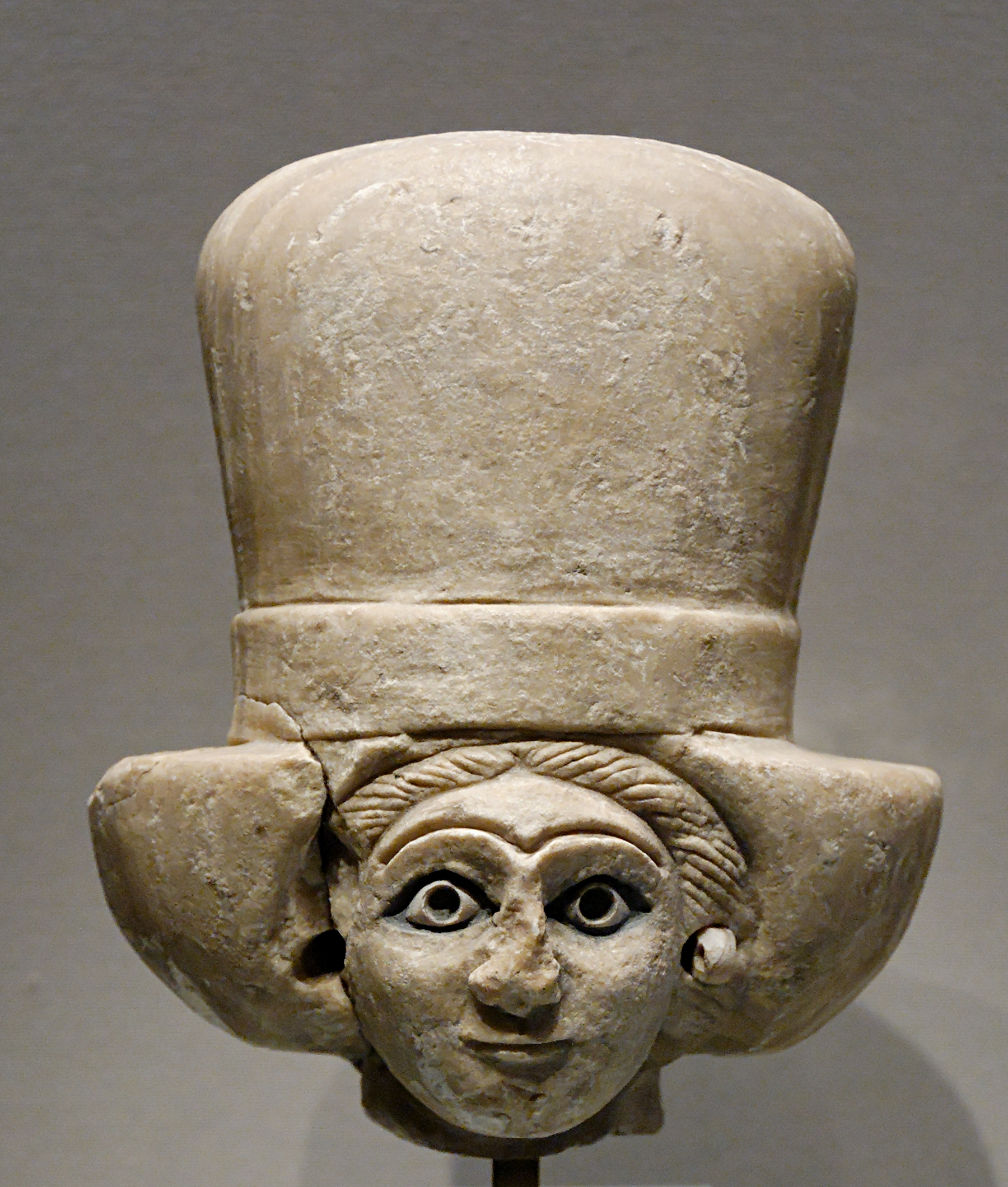
Donna mariota del XXV secolo a.C.

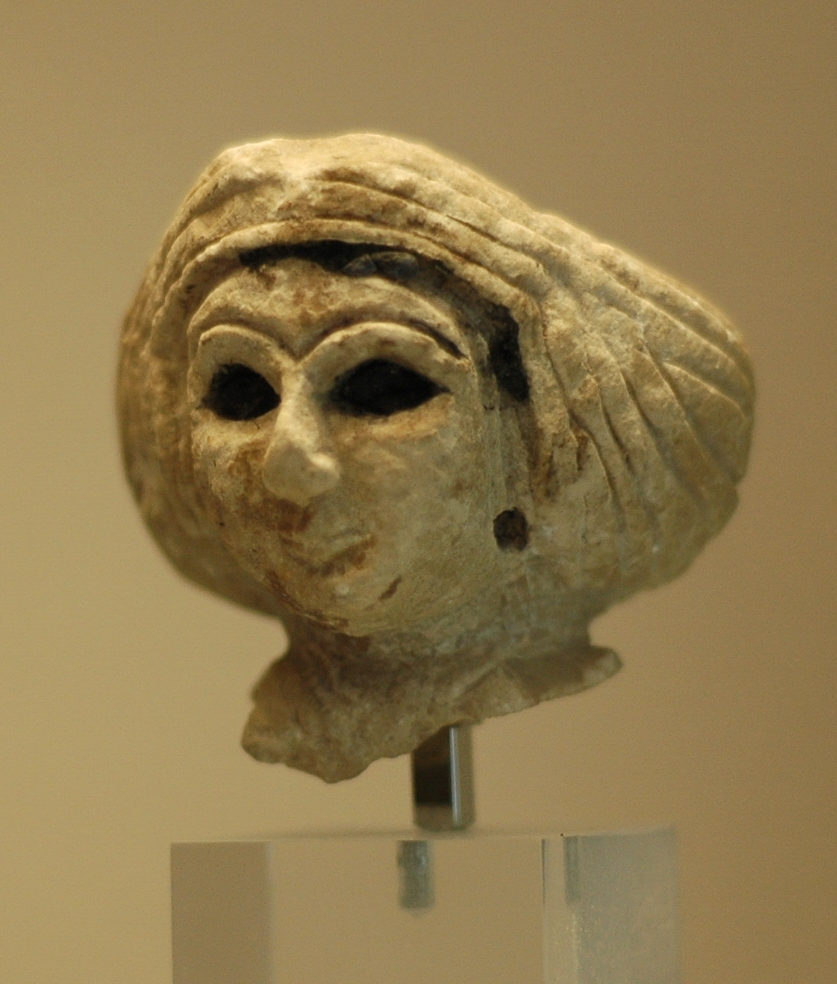
Altra testa di donna mariota con diversa acconciatura, Louvre AO17563

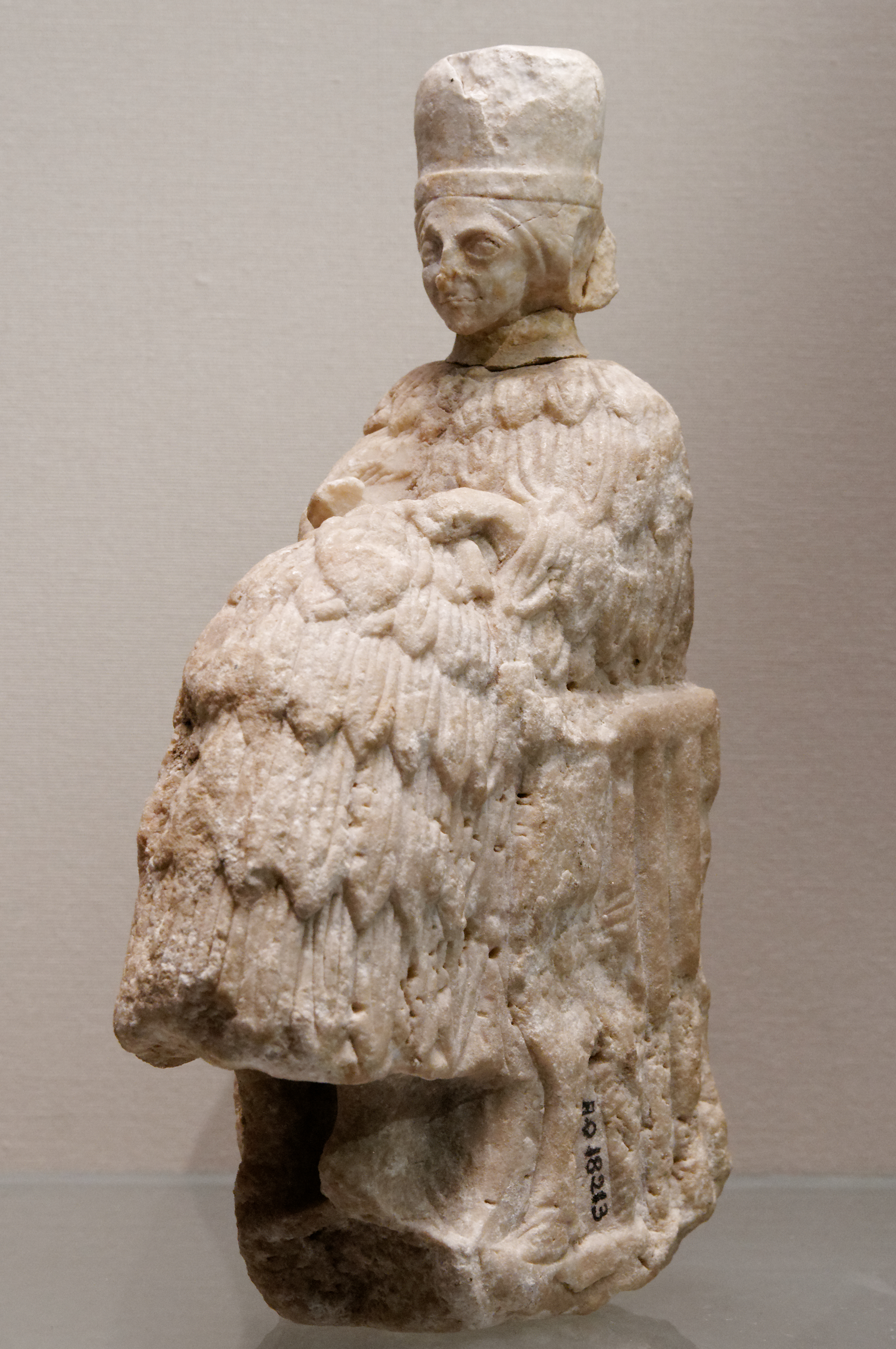
Dignitaria in preghiera che veste il Kaunakes, Louvre AO18213

Il primo e il secondo regno furono fortemente influenzati dal sud di Sumer. La società era governata da un'oligarchia urbana e i cittadini erano ovunque noti per le elaborate acconciature, le barbe molto curate e i vestiti molto appariscenti. Il calendario era calcolato utilizzando l'anno solare diviso in dodici mesi, ed era lo stesso calendario utilizzato a Ebla (L'antico calendario eblaita). Gli scribi utilizzavano la scrittura sumera e le opere d'arte erano simili a quelle del resto di Sumer, così come gli stili architettonici.

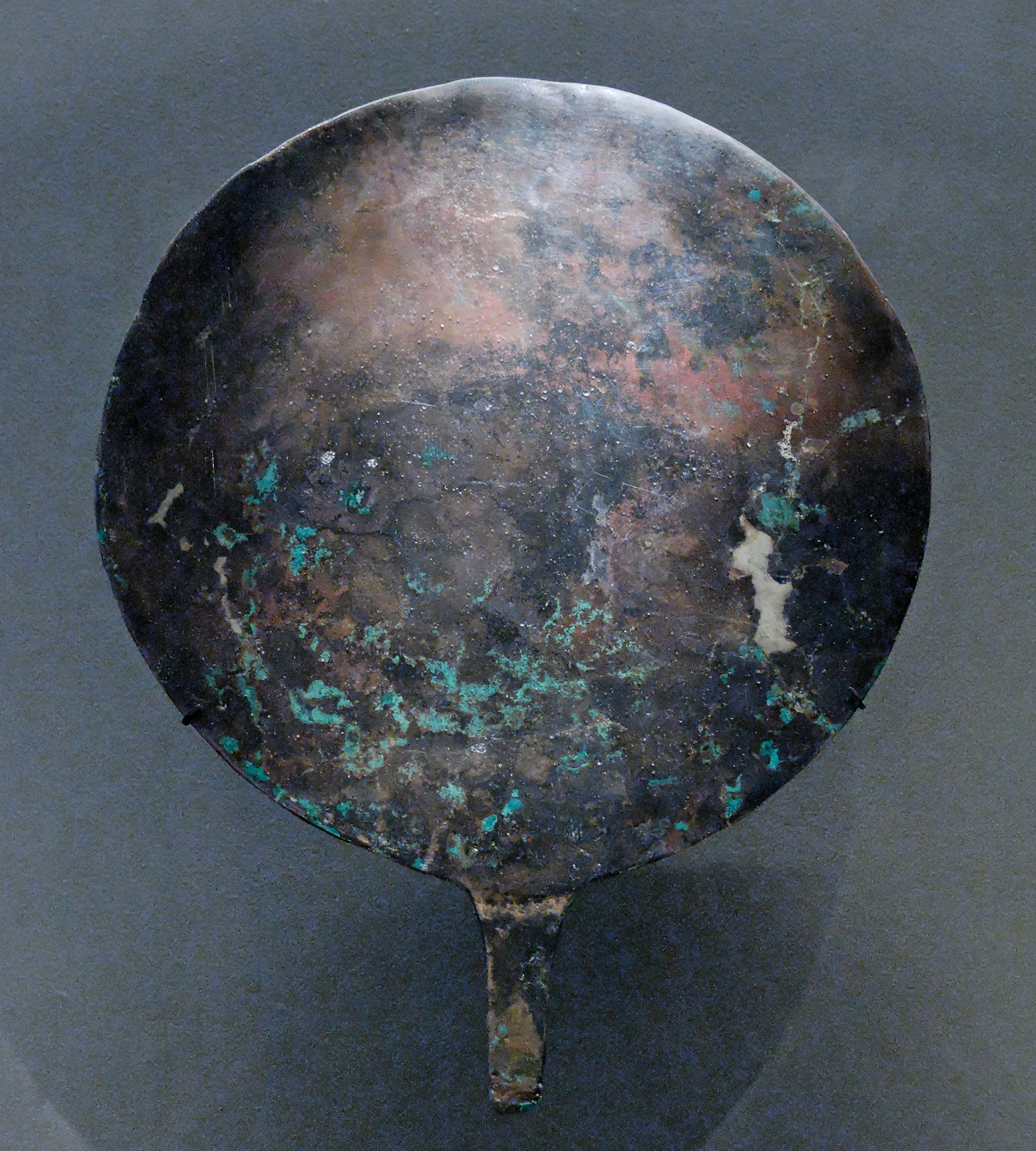
Specchio ritrovato a Mari, Louvre AO19081

L'influenza mesopotamica continuò a essere intensa su Mari anche nel periodo amorrita, come risulta evidente nello stile babilonese utilizzato dagli scribi.. Nonostante questa influenza, però, in questo periodo comincia a diffondersi e poi a prevalere uno differente stile siriano, che risulta evidente nei sigilli dei re, che riflettono chiaramente un influsso siriano. La società aveva ancora una struttura tribale e consisteva in massima parte di agricoltori e nomadi (Haneans) e, in contrasto con il resto della Mesopotamia, il tempio aveva un ruolo inferiore nella vita quotidiana rispetto al palazzo, che deteneva il potere politico ed economico. Le donne godevano di una relativa eguaglianza con gli uomini, la regina Shibtu regnò nel nome di suo marito mentre questi era impegnato lontano dalla città, aveva un ruolo amministrativo rilevante e un'evidente autorità sui più alti ufficiali di suo marito.
Il pantheon includeva sia divinità sumere sia semitiche e, per gran parte della sua storia, Dagan fu la divinità egemone a Mari, mentre Mer era la divinità patrona.
Altre divinità importanti erano la semitica Ištar (corrispondente alla sumera Inanna) dea della fertilità, il semitico Athtar e infine Šamaš, il dio del sole che era considerato come una delle divinità più importanti e ritenuto ogniscente e ogniveggente. Fra le divinità sumere il più venerate erano: Ninhursag, Dumuzi, Enki, Anu, ed Enlil.
La profezia aveva un ruolo molto importante a Mari, i templi ospitavano profeti che davano consigli ai re e partecipavano alle feste religiose.

## Economia
Alla prima Mari risale il più antico laboratorio per la produzione di ruote mai scoperto in Siria ed era un importante centro per la lavorazione del bronzo. Nella città erano anche presenti un distretti dedicati alla fusione dei metalli, alla tintura delle stoffe e produzione di ceramiche, il carbone necessario giungeva in città su chiatte fluviali provenienti dal corso superiore del fiume Khabur e dall'area dell'Eufrate.

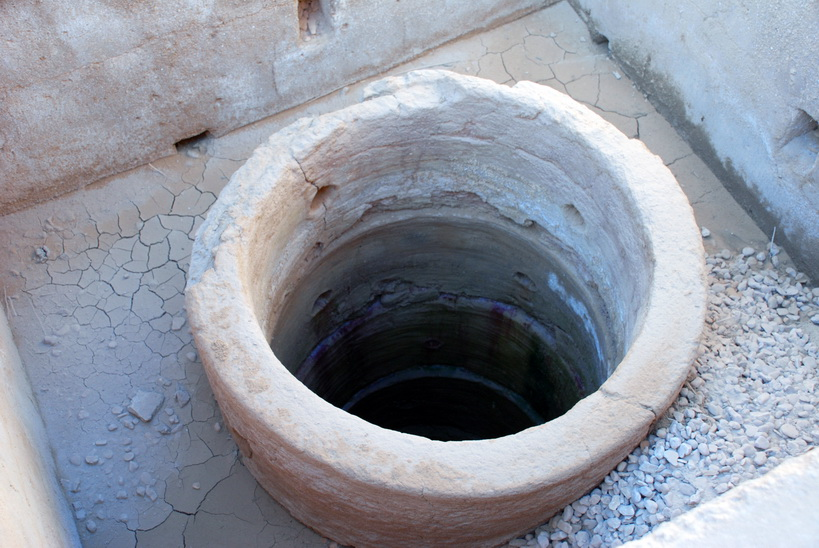
pozzo nella città di Mari

L'economia del secondo regno era basata sia sull'agricoltura sia sul commercio. L'economia era centralizzata e diretta da un'organizzazione statale e periferica (comunale), dove le sementi venivano immagazzinate in granai gestiti dalle autorità locali e poi redistribuite alla popolazione in base alla status sociale.
Lo stato controllava anche l'allevamento in tutto il regno. Alcune persone dipendevano direttamente dal palazzo, saltando le autorità periferiche, fra questi erano i produttori di metallo e tessuti e gli ufficiali dell'esercito.
Ebla era allo stesso tempo un importante partner commerciale e una rivale. Per la sua posizione Mari era un importante centro commerciale che controllava le vie che collegavano il Levante alla Mesopotamia.
La Mari amorrita conservò la precedente struttura economica, nella quale però pesavano un poco di più i prodotti dell'agricoltura irrigua della valle dell'Eufrate. La città mantenne il suo ruolo commerciale e fu un punto di scambio importante per mercanti provenienti da Babilonia e altri regni, riceveva merci da sud e da est attraverso le chiatte fluviali e le redistribuiva verso nord, nord ovest e ovest.
Le principali merci gestite a Mari erano i metalli e lo stagno importati dall'altopiano iraniano ed esportati a ovest fino a Creta. Altre merci includevano rame da Cipro, argento dall'Anatolia, lana dal Libano, oro dall'Egitto, olio d'oliva, vino e tessuti, oltre a pietre preziose, dall'attuale Afghanistan.

## Sito archeologico
Gli scavi delle rovine di Mari sono stati intrapresi a partire dal 1933 dall'archeologo francese André Parrot che, durante oltre vent'anni di ricerche e scavi, portò alla luce anche l'archivio reale con circa ventimila tavolette d'argilla, contenenti iscrizioni su argomenti amministrativi, economici e politici, la cui decifrazione permise, tra l'altro, di datare più esattamente il periodo di regno di Hammurabi.
Gli scavi furono poi ripresi nel 1979 da Jean-Claude Margueron. Nel corso di circa 40 campagne di scavo è stato esplorato solo un quindicesimo dell'estensione totale del sito, di circa 14 ettari. In una profondità di circa 14,5 metri si distinguono chiaramente tre livelli di occupazione, dei quali solo il più recente (Mari III) è stato largamente documentato, mentre i primi due non hanno ancora rivelato tutti i loro segreti.

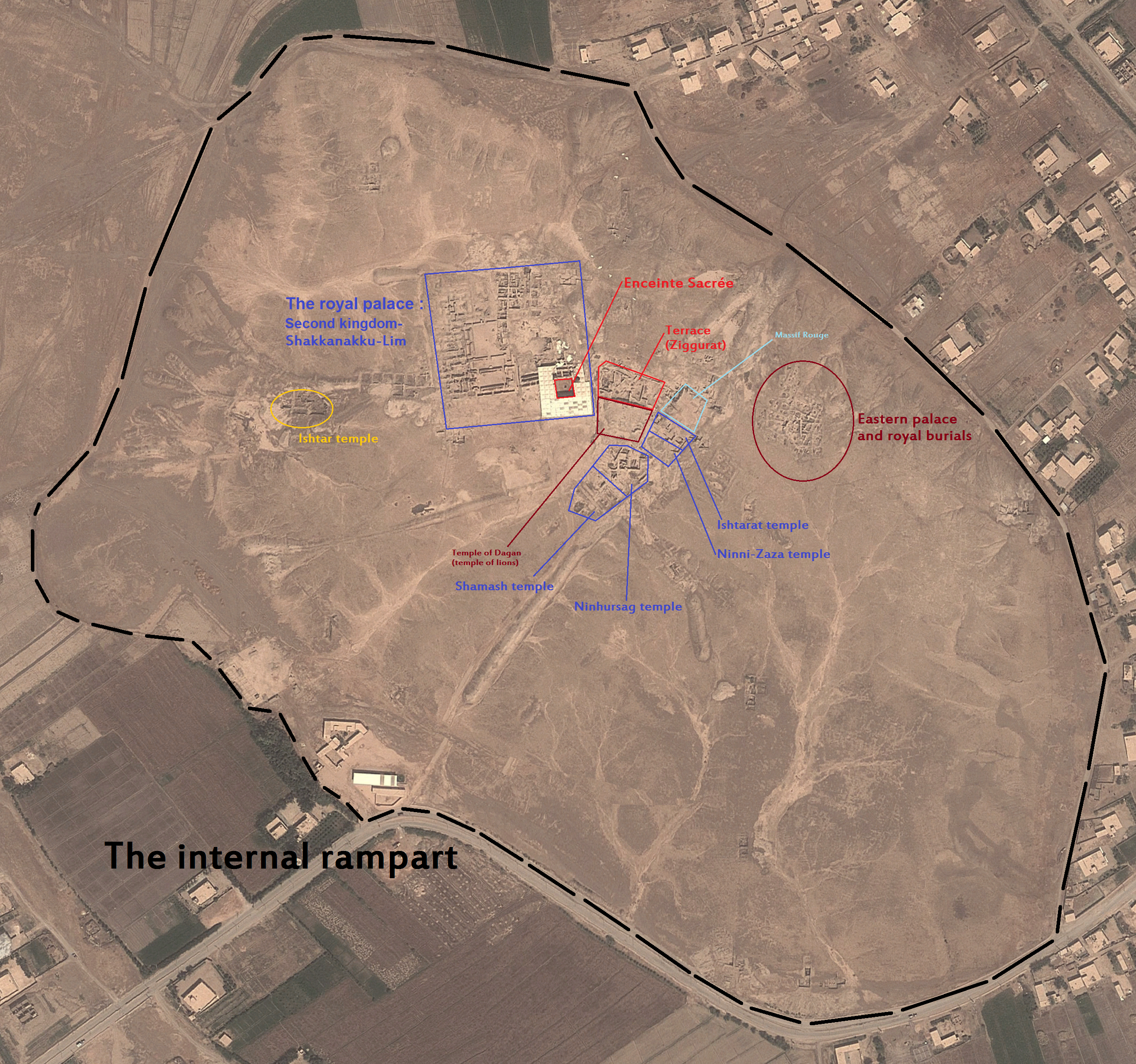
Sito archeologico di Mari.

### Mari I
I primi livelli di occupazione del sito risalgono alla fine del IV millennio a.C. e la città acquisì poi importanza agli inizi del III millennio a.C.. A quest'epoca si deve la creazione della rete di irrigazione sulla riva destra dell'Eufrate, che permetteva la coltivazione della valle.

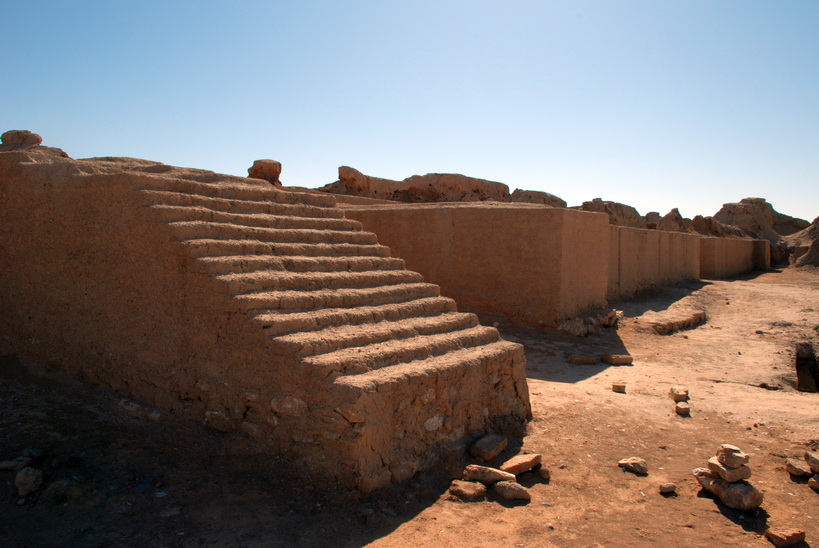
Mari:resti della cinta muraria della città

Secondo Jean-Claude Margueron, direttore degli scavi dal 1979, apparterrebbe a quest'epoca anche la costruzione di un canale di circa 120 km di lunghezza, che collegava il fiume Eufrate al fiume Khabur, a circa 10 km a valle di Mari. Secondo altri invece, poiché non viene citato in nessuna delle fonti antiche, sarebbe una realizzazione molto più tarda.
La città venne fondata a una certa distanza dal fiume per evitare il pericolo di inondazioni e per lo stesso motivo era circondata da una diga di contenimento di 1900 m di diametro. Un canale permetteva l'approvvigionamento d'acqua e l'accesso al porto della città.
Le difese erano assicurate da una cinta di mura di 1.300 m di diametro con numerose torri difensive e quattro porte d'ingresso. Della città originaria si sono rinvenute solo alcune abitazioni civili e botteghe artigiane, in quanto gran parte di essa è ricoperta dai livelli storici successivi. Gli oggetti in bronzo rinvenuti testimoniano un notevole sviluppo dell'attività metallurgica.

### Mari II

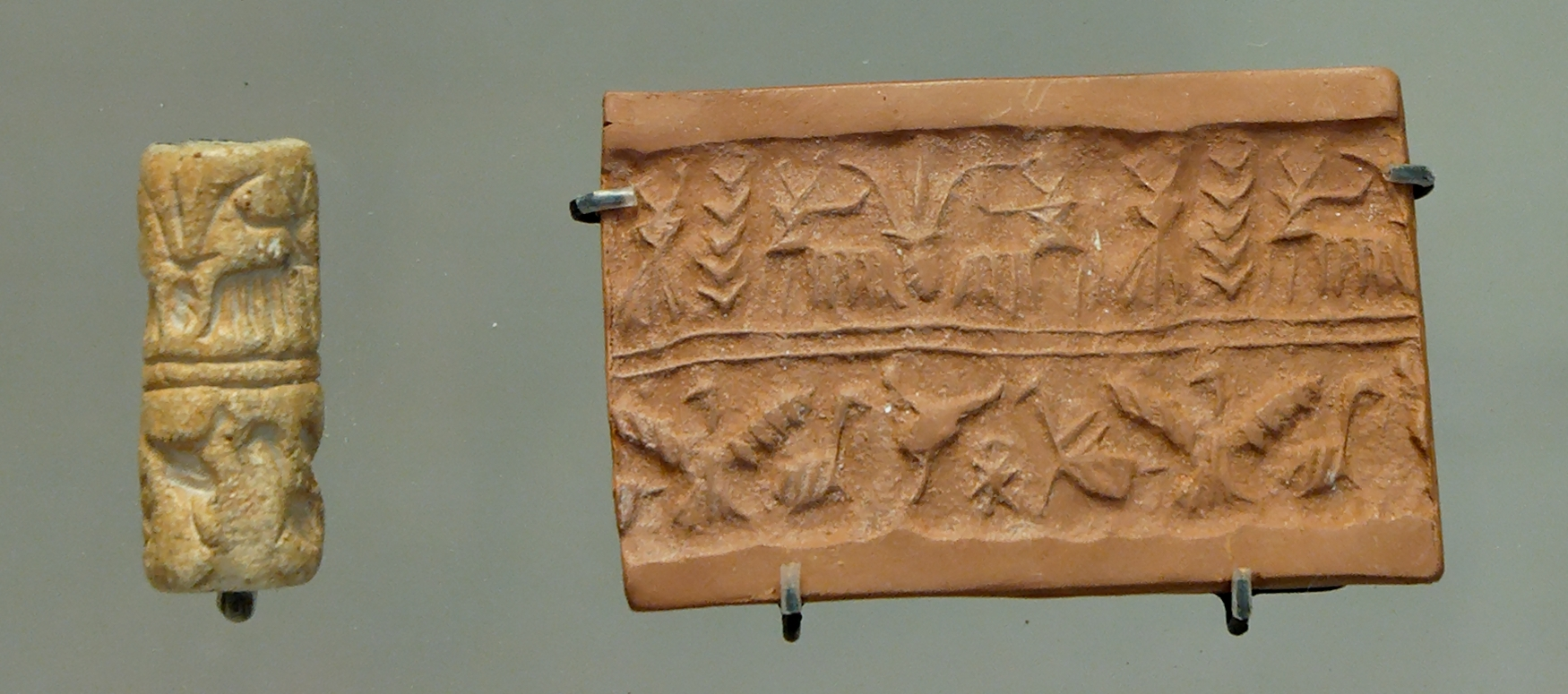
Sigillo rinvenuto a Mari della metà del III millennio a.C.

Per ragioni sconosciute la città perse di importanza, per riacquistarla poi a metà del III millennio a.C., con le stesse caratteristiche economico sociali. A quest'epoca risale un tempio dedicato alla dea Ištar, ritrovato nella parte ovest del tell principale. Altri templi sono stati riportati alla luce nella zona centrale, dedicati a divinità del pantheon sumero (Ninhursag, Šamaš, il re divinizzato Ninni-Zaza e ancora Ištar, Ištarat, e forse Dagon), a cui si aggiunge il "Massiccio rosso", un'alta terrazza che doveva anch'essa sostenere un tempio. Non è stato invece identificato il tempio, noto dai documenti, dedicato a Itur-Mêr, divinità tutelare della città.

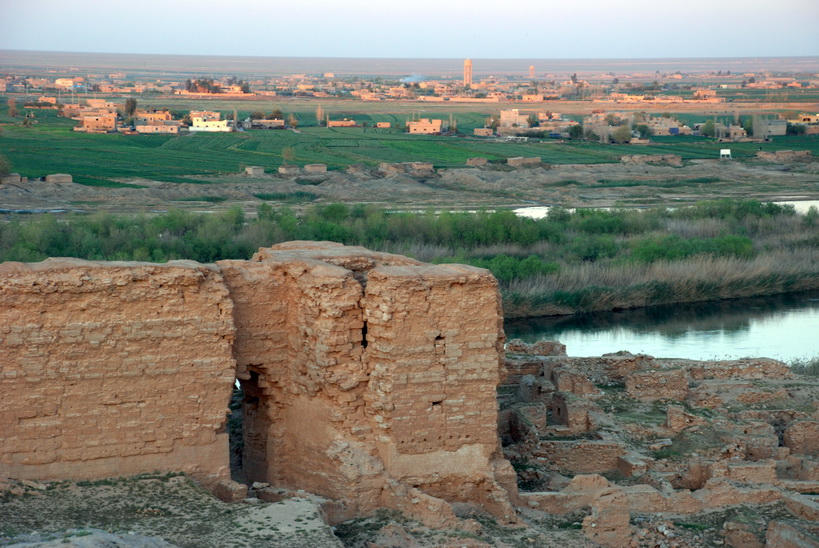
Panorama con le mura della città

Gli scavi archeologici hanno permesso di definire la struttura urbanistica della città in questo periodo. Accanto ai templi si collocava il "Recinto sacro", nel sito che in seguito sarebbe stato occupato dal palazzo reale del II millennio, costituito da numerosi piccoli ambienti che circondano uno spazio centrale. Nei pressi si trovava il primo palazzo ("palazzo presargonide"), anch'esso poi ricoperto dal palazzo reale successivo. Sono state rimesse in luce anche alcune abitazioni e statue e oggetti preziosi. In questo periodo cresce d'importanza anche la produzione statuaria mariota, che sarà apprezzata in tutto il vicino oriente antico.
La distruzione della città fu probabilmente dovuta a una ritorsione del re accadico Sargon o Naram-Sin nel XXIII secolo a.C. contro la città che si era ribellata.

### Mari III

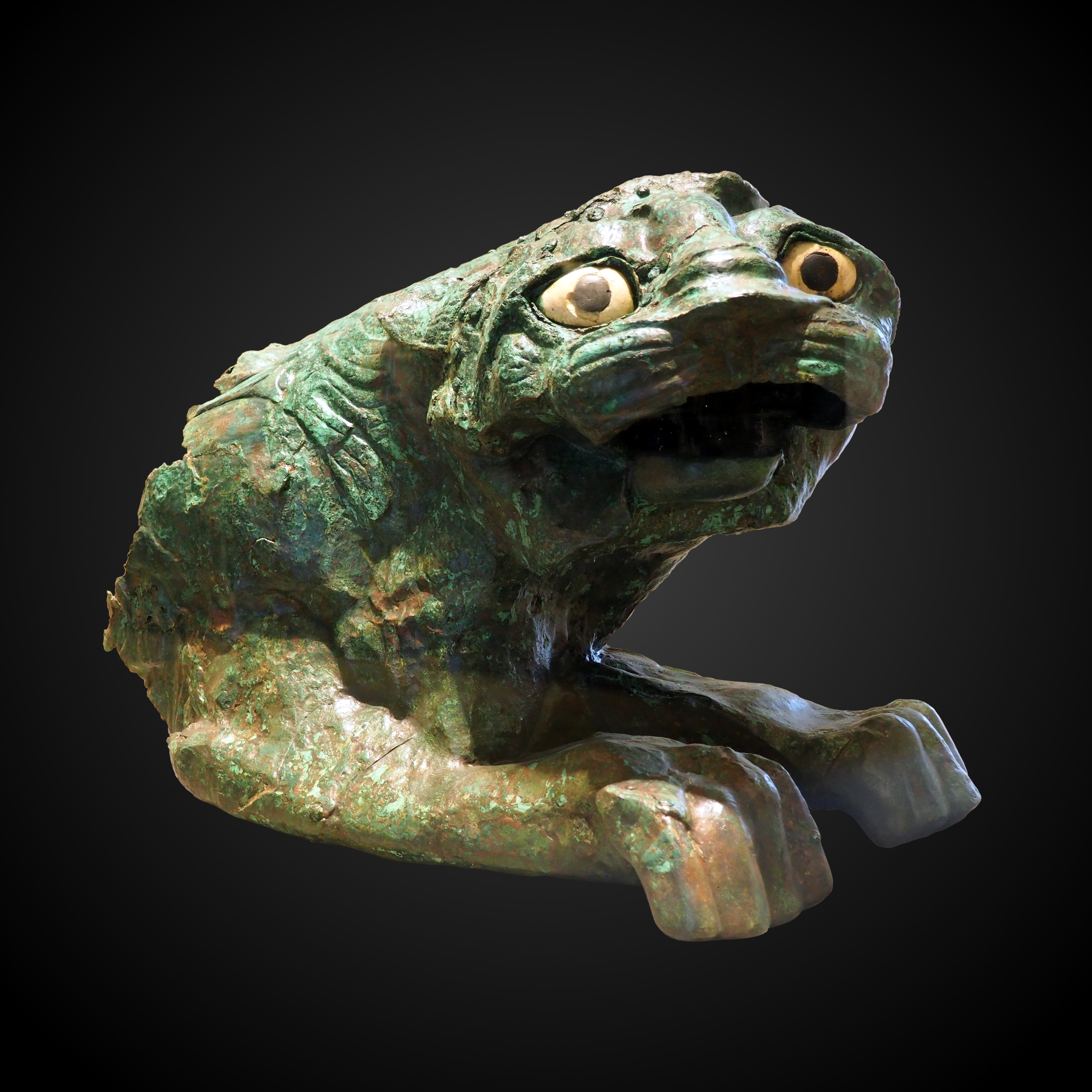
Leone in rame proveniente dal "Tempio dei leoni" di Mari (Museo del Louvre, II millennio a.C.).

All'epoca dei šakkanakku la città fu ampiamente rinnovata. Venne costruito una grande cinta in mattoni crudi e fu costruito un nuovo palazzo reale, che comprendeva all'interno il "Recinto sacro" dell'epoca precedente. Un secondo palazzo ospitava i membri della famiglia reale o la residenza del re stesso. Grandi ipogei sotterranei dovevano ospitare le tombe reali, saccheggiate in seguito. Vennero rinnovati alcuni dei templi e fu costruito su un'alta terrazza il "Tempio dei leoni".

### Le ultime fasi
Dopo la distruzione babilonese, Mari diviene una piccola borgata priva di importanza, in seguito allo spostamento delle rotte commerciali, che incominciarono a evitare il medio corso dell'Eufrate, la cui valle perse di importanza.
Il sito venne definitivamente abbandonato in epoca seleucide.

### Il palazzo reale del II millennio a.C.
(Tavoletta recuperata negli archivi di Mari e tradotta da Gerge Dossin nel 1937)
(Andrè Parrot 1974)

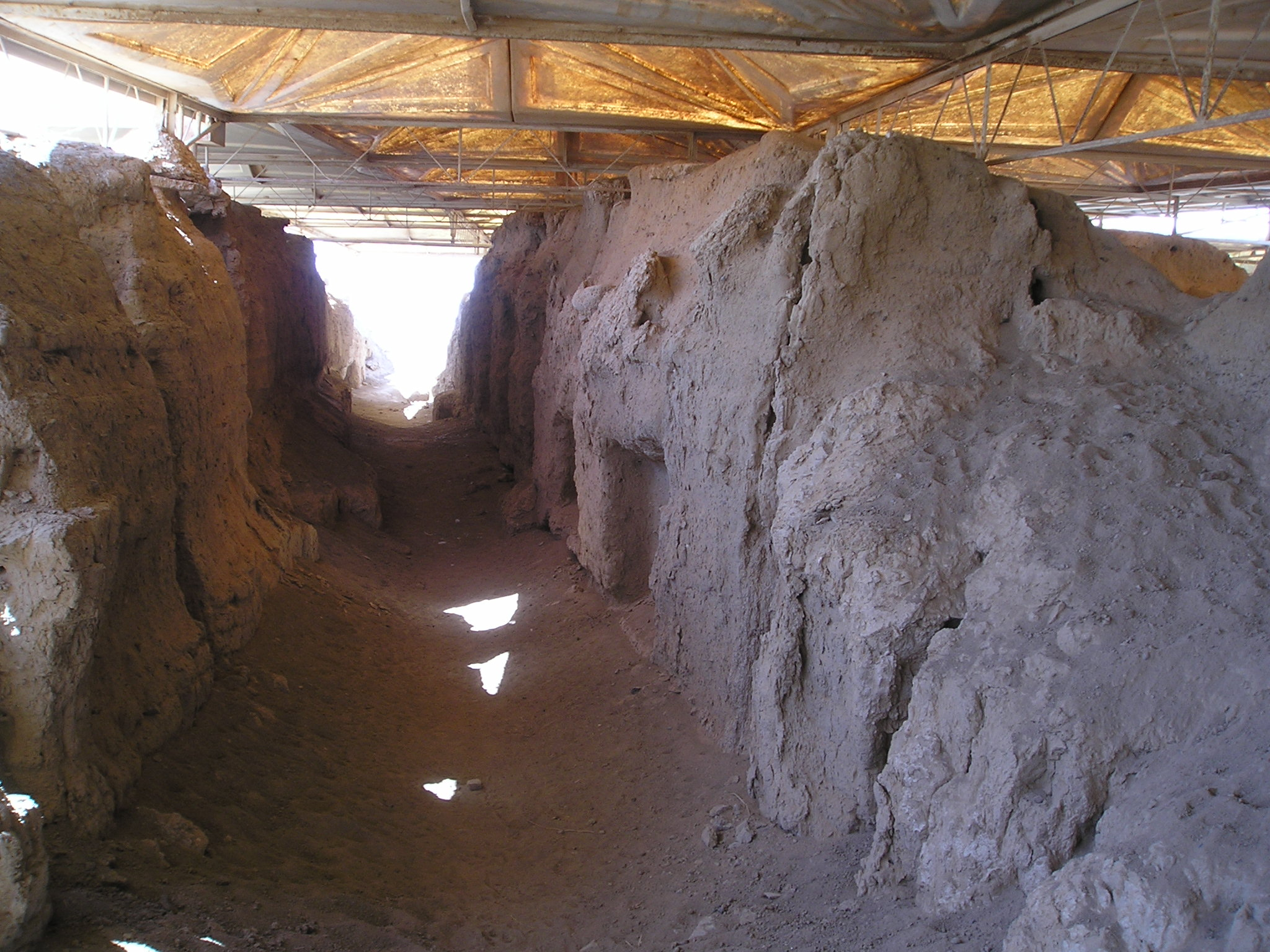
Corridoio del palazzo reale di Mari.

Considerato uno dei capolavori dell'architettura antica orientale e all'epoca una delle meraviglie del mondo, il palazzo reale (noto anche come palazzo di Zimri-Lim) costituisce il monumento più imponente della città. Fu costantemente rinnovato fino alla distruzione babilonese del 1761 a.C. e i livelli meglio conosciuti sono quelli immediatamente precedenti alla rovina, legati al regno di Zimri-Lim.
Lo stato di conservazione è sorprendente tanto che al momento della scoperta i muri potevano arrivare anche a cinque metri di altezza. Solo il lato meridionale risulta gravemente danneggiato e quasi del tutto scomparso.
Come la maggioranza degli edifici del Vicino Oriente antico, il Palazzo di Mari è costruito con mattoni crudi, fabbricati con argilla e paglia, un legante naturale che ne evita la rottura mentre essiccano al sole. Gli stessi materiali sono impiegati anche per preparare l’intonaco con il quale sono coperti gli alzati, mentre molti pavimenti sono di terra e i tetti sono costruiti con travi di legno e canne. In tutta la regione, l’uso della pietra, materiale più raro dell’argilla, è relegato alle fondazioni dei muri o a particolari elementi strutturali, come basi di colonne e bacini.
Purtroppo le campagne di scavo condotte da André Parrot fra le due guerre mondiali, riflettono le limitazioni dei metodi del tempo e inoltre furono centrate alla descrizione del palazzo ai tempi della sua distruzione e pochi scavi vennero progettati per la ricerca di reperti risalenti a periodi precedenti, per questo, quando si descrive il palazzo reale di Mari in realtà si descrive il palazzo ai tempi di Zimri-Lim.
Visto dall’esterno il palazzo doveva avere un aspetto compatto, poiché i tetti erano piatti e terrazzati e gli spessi muri perimetrali avevano solo qualche piccola apertura per dare luce agli ambienti interni. I tetti erano in parte utilizzati come postazioni di guardia (il palazzo era ben munito e sorvegliato), in parte adoperati dalla famiglia reale, per lo svago.
Copriva circa 3 ettari, con circa 260 fra sale e 40 cortili solo al piano terra, perché in origine aveva anche un secondo piano, crollato durante l'incendio, ma la cui esistenza è dimostrata anche dal ritrovamento dei resti di numerose scale. Sommando il primo e il secondo piano si raggiungeva il numero di circa 550 ambienti di diversa ampiezza. Era un insieme perfettamente organizzato in unità funzionali, ben delimitate architettonicamente e servite da grandi cortili: scuderie, magazzini, uffici amministrativi, alloggi per il personale e gli ospiti, cucine. Erano presenti bagni dotati di pavimentazione in bitume e scarichi per le acque reflue in argilla impermeabilizzata e stanze per gli ospiti. Questo insieme complesso permetteva sia lo svolgimento dei compiti di amministrazione del regno sia di garantire la sicurezza del re. Contrariamente ad altri palazzi reali del tempo non vi erano ospitati laboratori artigianali che invece si trovavano in quartieri dedicati della città.
André Parrot, nella relazione conclusiva delle sue campagne di scavi, identificò la funzione di tutte le stanze del palazzo, ciascuna contrassegnata con numero progressivo; altri archeologi riesaminarono i reperti e contestarono le sue deduzioni.

Palazzo Mari pianta: A ingresso principale B corridoio laterale C grande corte D sala delle udienze E corte della Palma F anticamera G sala del trono H santuario con la dea dell'acqua I quartiere dell'intendenza ed archivio di stato L forno M magazzini N scuola scribi O alloggi del re (Parrot) P affreschi Q scale R cappella palatina e alloggi del re (Margueron) S mura ben conservate T alloggi delle guardie e ostello per gli ospiti. In verde tragitto dall'entrata alla corte grande. In blu tragitto dalla corte grande alla corte della palma.

Nel descrivere il palazzo seguiremo la descrizione che ne fece Parrot nella sua relazione, indicando poi le diverse descrizioni di studiosi successivi (la planimetria in figura segue la descrizione di Parrot). Il Palazzo può essere suddiviso in quattro settori: nord-est (di rappresentanza e ricevimento), uno sud-est (dedicato al culto della dea Ištar), uno nord-ovest che ospitava gli alloggi della famiglia reale e della regina e infine uno sud-ovest in cui era situata la sala del trono e gli alloggi del re.

#### Ala nord-est
Il Palazzo aveva solo due ingressi, sul lato nord, uno che conduceva alle sale di rappresentanza e un secondo, verso l'angolo orientale del palazzo che, attraverso un lungo corridoio perimetrale (vedi figura e planimetria), conduceva agli ambienti posteriori del palazzo, dedicati al culto.
Il visitatore giungeva al palazzo grazie a una strada pavimentata, da qui, attraversato il doppio portale (difeso da torri) che costituiva l'ingresso del palazzo, accedeva a un vestibolo, presidiato da guardie (area 156 di Parrot), da qui veniva accolto in un primo cortile (area 154 di Parrot), che costituiva una sorta di sala d'attesa, dove era possibile dedicarsi a giochi e passatempo che si trovavano disegnati sul pavimento. Da qui, probabilmente in un'epoca più remota, si poteva accedere agli alloggi destinati agli ospiti, ma questo accesso fu in seguito sbarrato. Dall'area 154 quindi, attraversando un ulteriore ambiente (area 152) si giungeva a un grande cortile, la grande corte (area 131 di Parrot), la più grande del palazzo, rettangolare delle dimensioni di 32x48 metri. Per attraversare questi primi ambienti il visitatore doveva dunque compiere un percorso complesso, che lo costringeva ad ammirare la maestosità degli ambienti attraversati, ma che anche rendeva più difficile, ai nemici, tentare un attacco a sorpresa contro il sovrano.

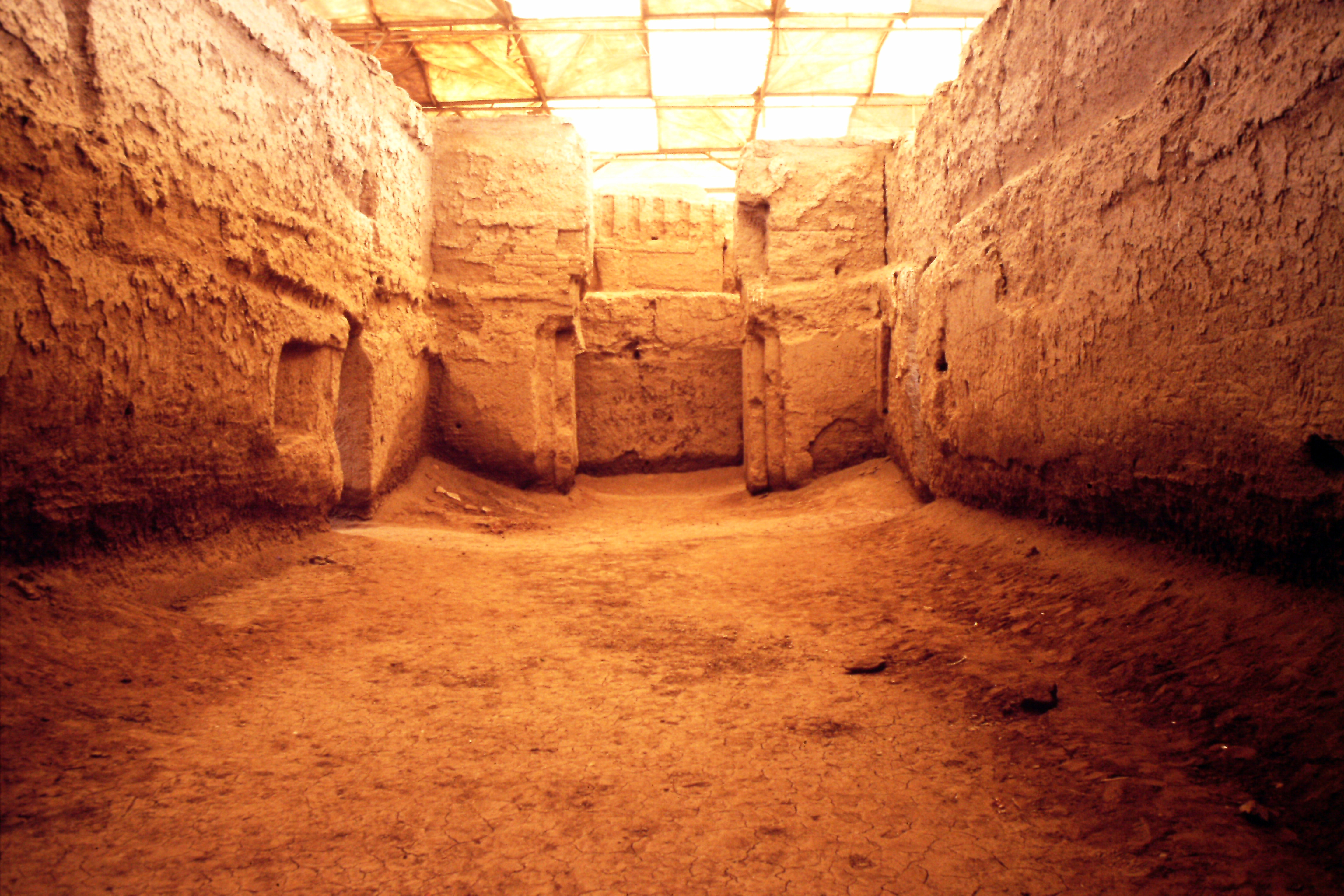
Mari, arco e vestibolo

La grande corte costituiva così un punto di passaggio obbligato verso tutti gli altri ambienti del palazzo. Da qui, attraverso una porta posta a nord est, si accedeva alle dieci stanze dell'ostello per gli ospiti (dalla stanza 158 alla 167 di Parrot). Gli alloggi per gli ospiti erano elegantemente decorati e forniti di ampi bagni che ricevevano l'acqua da cisterne poste superiormente; tutto era progettato per fornire all'ospite un soggiorno comodo e piacevole. I due ambienti posti più a nord di quest'area (stanze 165 e 167), delimitate dal muro perimetrale, dovevano ospitare la cucina per gli ospiti. Si completava così quest'area del palazzo, configurabile come un vero ostello di gran lusso.
Torniamo alla grande corte, anche questa con i muri riccamente decorati e affrescati, Parrot notò che la parte centrale di questo cortile non era pavimentata e ipotizzò che in questo punto si trovassero piantate palme da datteri (simbolo di prosperità) e ipotizzò che questa fosse la corte delle palme descritta in alcune tavolette; probabilmente, in questo grande cortile avvenivano le redistribuzioni (vedi avanti sull'organizzazione dello stato). Sulla parete sud della grande corte si trova l'accesso a un locale di non grandi dimensioni, leggermente sopraelevato (vi era una breve scala semicircolare) e riccamente affrescato con pitture murali probabilmente risalenti all'epoca di Shamshi-Adad I, raffiguranti scene di guerra e di pesca e riti legati alla dea Ištar (stanza 132). Parrot la interpretò come la stanza per le udienza private del re. Sulla grande corte si affacciavano anche altre stanze con la funzione di magazzini. Nell'angolo nord ovest della grande corte si trovava una porta che immetteva in un corridoio che conduceva ai locali posti nella parte più occidentale del palazzo.
Osservando la planimetria in figura è facile notare come la disposizione degli ambienti del palazzo contribuisse alla sua sicurezza. I corridoi sono pochi, in genere si passa da una stanza a un'altra, le porte di entrata e uscita dalla stessa stanza sono asimmetriche così che risulta difficile vedere oltre e orientarsi, in alcune sale del piano si accede solo passando dal piano superiore, esistono postazioni di guardia nei punti strategici e infine gli alloggi reali sono i più difficilmente raggiungibili. Dunque, una struttura a labirinto e complessa in cui era molto difficile per emissari stranieri potere arrivare furtivamente a minacciare il re.

#### Ala nord-ovest
Dalla grande corte, quindi, attraverso un lungo e buio corridoio (ambienti 114 e 112 di Parrot), si accedeva all'ala nord-ovest, che costituiva la parte ufficiale del palazzo. Il corridoio terminava nella luminosa e riccamente affrescata Corte della Palma (locale 106 di Parrot). Questo cortile quadrato, di dimensioni pari alla metà della grande corte, era decorato con grandi affreschi, protetti da un porticato, fra cui quello noto come l'investitura di Zimri Lim (vedi avanti), e, secondo l'archeologo Al Kalesi, al suo centro doveva trovarsi una palma realizzata in bronzo e argento su supporto di legno (quindi questa era la corte della palma e non l'area 131). 

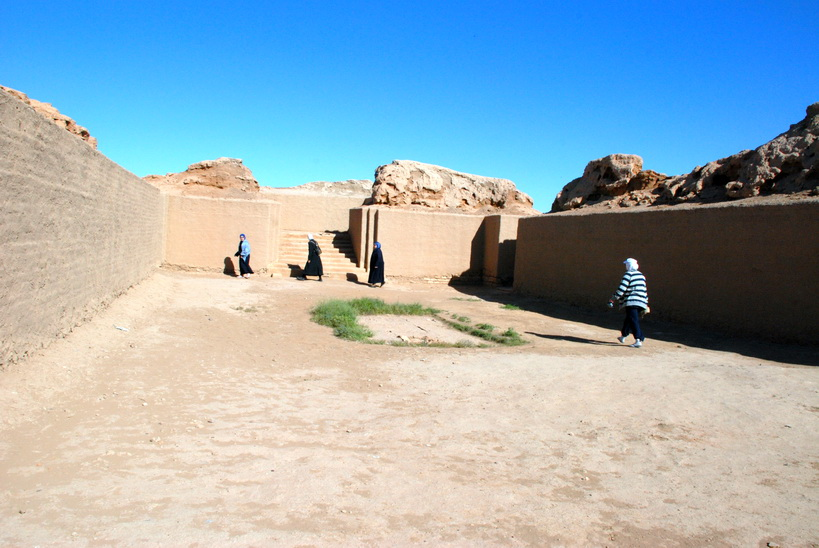
la sala grande del palazzo di Mari

Da questo cortile si poteva accedere sia all'archivio di stato, di lato (ove sono state ritrovate numerose tavolette), sia alla sala del trono, di fronte. Anche nelle stanze ove stava il trono reale(64, 65 di Parrot) sono stati ritrovati affreschi e statue (vedi avanti). Nei pressi della sala del trono si trovava inoltre un piccolo vano rialzato (locale 66 di Parrot) destinato ad accogliere le statue degli antichi sovrani (vi è stata trovata la statua di Ishup-Ilum e dove è stata ritrovata anche la statua della dea dell'acqua, che probabilmente costituiva una fontana, vista la pavimentazione di bitume con scanalature per il deflusso dell'acqua, quivi ritrovata. Questo piccolo santuario, ricco di acque zampillanti fu particolarmente devastato dalle truppe babilonesi nel 1761 a.C.. Questi ambienti erano isolati dal lato orientale del palazzo ma collegati agli altri ambienti posti a occidente. Nella parte più settentrionale di quest'ala si trovavano degli alloggi (attorno alla sala 31 di Parrot) riccamente decorati e dotati di numerose stanze da bagno che Parrot interpretò come gli alloggi del re. Gli alloggi della regina si trovavano un poco più a sud (stanza 15 di Parrot), e ancora più a sud gli alloggi degli alti funzionari. Sempre in quest'ala del palazzo si trovano due stanze (24 e 25 di Parrot) che furono interpretate come una scuola per scribi, con seggiole e scrivanie in pietra.

#### Ala sud-ovest

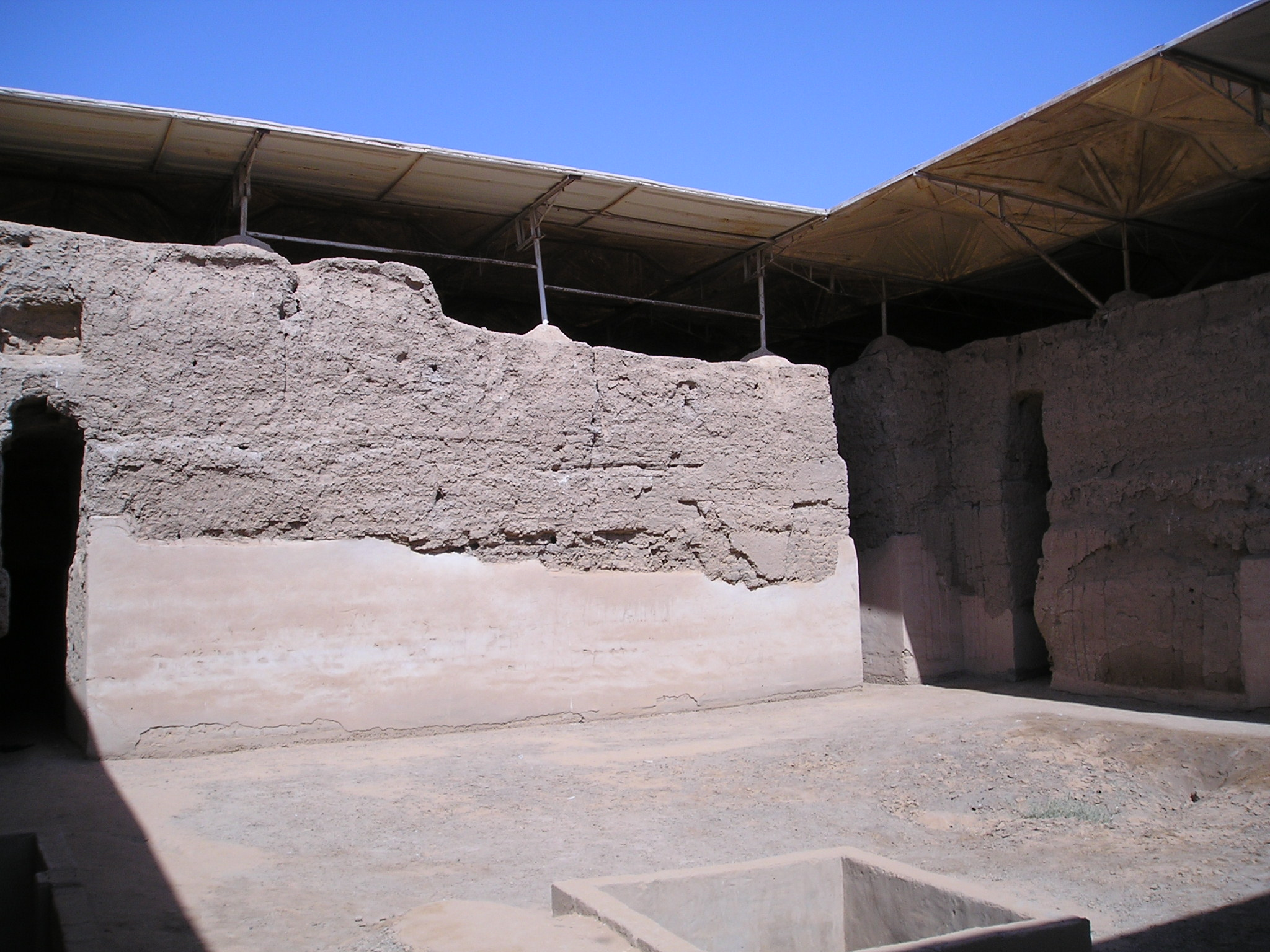
Ingresso alla sala del trono.

Dalla monumentale sala del trono (sala 65 di Parrot), delle dimensioni di 25 m x 11 m e alta almeno 12 m, si accedeva alla sala dei banchetti, dotata di panche in mattoni e collegata con le cucine reali, poste a sud e sviluppate attorno a un cortile nel quale si trova un grande forno circolare, dove si cuoceva il pane in stampi d’argilla dalle forme più disparate, trovati nella stessa area. Qui si trovavano anche gli alloggi della servitù. Proseguendo oltre, verso sud, si raggiungevano gli uffici amministrativi e i magazzini (stanze da 86 a 105 di Parrot). Dai magazzini si poteva accedere alle stanze più meridionale dell'ala sud-est, interpretate come laboratori (stanze attorno alla 220 di parrot). Infine in un edificio separato ("Casa delle donne") erano probabilmente ospitate le concubine reali..

#### Ala sud-est

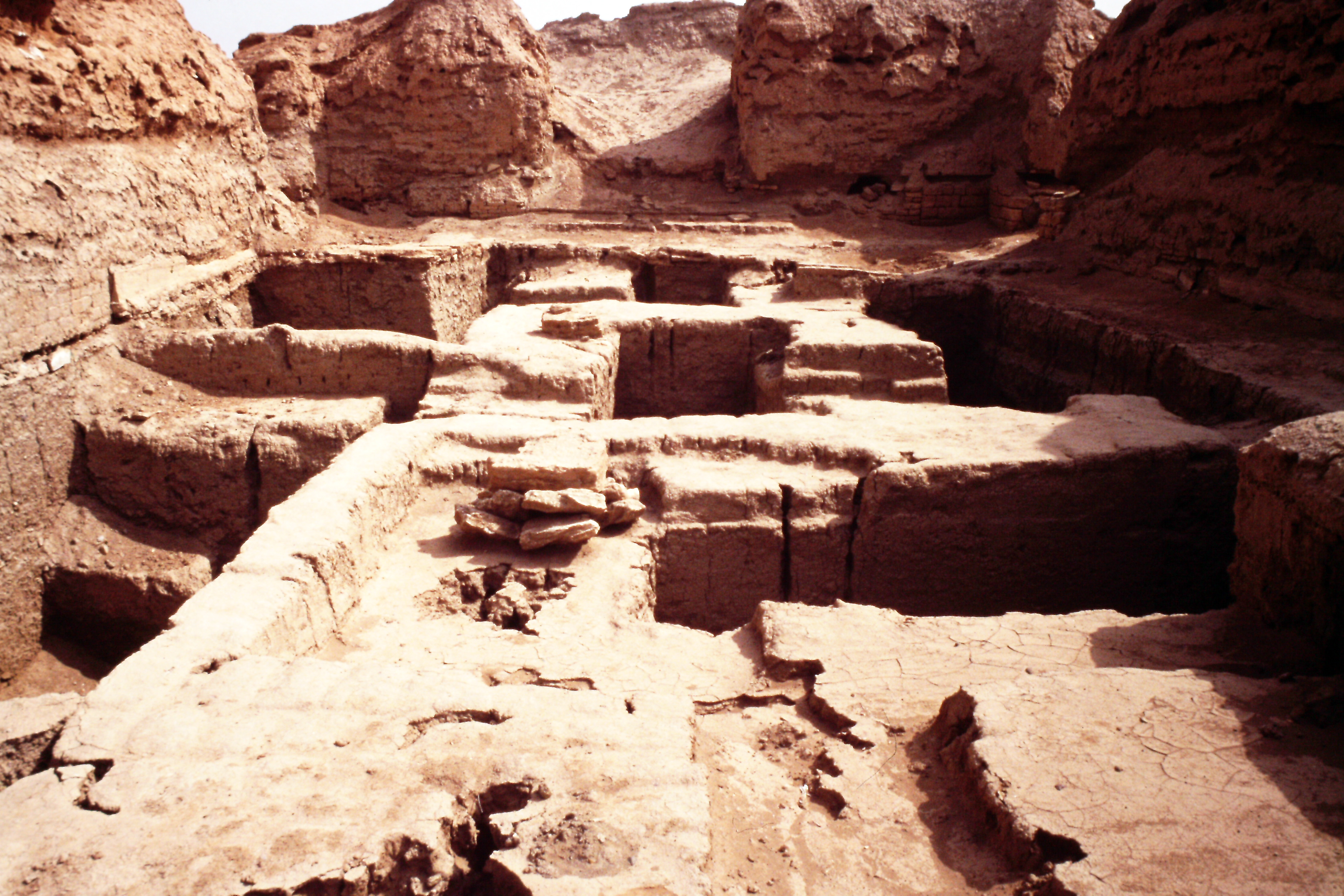
Mari, magazzini

A quest'ala si poteva giungere dai magazzini, ma più facilmente, dal lato sud della Grande Corte, da qui un'ampia porta conducevano alla cappella palatina, riccamente affrescata (vedi avanti) e che doveva ospitare una statua dedicata alla dea Ištar e dove fu ritrovata la statua di Idi-Ilum (stanze 149, 150 e 210 di Parrot). Sotto il pavimento di questa area sacra (che nella planimetria presente in queta pagina è coperta da una protezione), Parrot trovò i resti di un precedente palazzo.

#### Una differente descrizione
Archeologi successivi contestarono l'interpretazione di Parrot sulla destinazione funzionale delle stanze. In particolare Margueron ribaltò la descrizione del palazzo, ponendo gli alloggi reali nell'ala sud est (nei pressi della cappella palatina), a un piano superiore, a cui si poteva accedere, tramite scale, anche dalla sala del trono (zona R nella planimetria mostrata in queste pagine). In quelli che Parrot definisce come magazzini (stanze da 86 a 105), Margueron pone le stanze per la piccola servitù e gli schiavi del re e lo stesso accede per alcune delle stanze dell'ala nord-est (quelle più vicine all'ingresso) per la servitù legata alla regina e agli alti funzionari. Con questo riarrangiamento il palazzo risulta funzionalmente diviso in due parti, una meridionale, legata al re, con gli alloggi reali a est, al piano superiore, e gli uffici amministrativi a ovest ed al piano terra. La stessa disposizione per la parte settentrionale, con gli alloggi a est ed ai piani superiori (per gli alti funzionari e gli ospiti) e la zona amministrativa e gli alloggi della servitù a ovest, al piano terra. Solo l'ala nord ovest, assieme alla stanza del trono (la 65) quindi manterrebbero la funzione assegnate a loro da Parrot; anche la scuola degli scribi (24 e 25) diventa un semplice magazzino e la stanza delle udienze un terzo piccolo santuario. Sempre secondo Margueron le prime parti del palazzo a essere costruite furono quelle meridionali, con la costruzione che procedette, per aggiunte verso nord, con l'aggiunta della grande corte e le parti nord-est e nord-ovest, fino a raggiungere le sue finali dimensioni all'epoca di Shamshi-Adad I e suo figlio. Esistono dunque pareri diversi fra gli archeologi sulla destinazione funzionale delle varie stanze del palazzo, a parte qualche eccezione come l'area nord-est (considerata destinata all'ospitalità dei funzionari e forestieri) e la stanza 65 (la sala del trono, la G della planimetria allegata), da qui le diverse descrizioni del palazzo in testi diversi.

#### Affreschi ritrovati nel palazzo
Una delle maggiori testimonianze del palazzo includono le pitture murali, che sono state ritrovate in cinque sale del palazzo, in particolare nella sala delle udienze e nella corte della palma. Solo quattro di questi però si poterono restaurare. Probabilmente gran parte delle pareti del palazzo dovevano essere affrescate, come un'immensa pinacoteca

##### L'investitura di Zimri Lim
Fu ritrovata durante gli scavi eseguiti fra il 1935 e il 1936 dall'archeologo francese André Parrot, e fu il solo dipinto trovato ancora in situ, nel palazzo, nella corte della palma (ambiente 106), sul muro al lato occidentale della porta che conduce alla sala 64 (la F nella planimetria). Il dipinto si distingue, da tutti gli altri del palazzo (vedi avanti) per l'utilizzo di un più ampio range di colori: oltre al nero, rosso, bianco e giallo, qui troviamo anche il verde ed il blu. I colori furono stesi su un sottile strato di intonaco di fango applicato direttamente sul muro di mattoni del palazzo. Nell'affresco è raffigurata una dea guerriera, probabilmente Ištar, mentre sta consegnando a Zimri-Lim, un anello e un bastone, i simboli della regalità. I margini dell'affresco che proseguono in rosso e blu suggeriscono che questo fosse uno di numerosi altri che adornavano le mura della stanza. Recenti interventi di restauro da parte dei tecnici del museo del Louvre hanno rivelato nuovi dettagli come le smerlature sulla veste di Zimri-Lim e colori inaspettatamente vibranti, come un toro brillantemente arancione.
Nel dipinto sono rappresentate varie scene che danno un'idea dei riti eseguiti nel palazzo in varie occasioni. Il centro dell'affresco è costituito da un'area quadrata, delimitata da una cornice policroma e suddivisa orizzontalmente in due rettangoli. Nella parte superiore è rappresentata la già descritta scena della dea che porge al re i simboli della regalità. Tale scena si trova all'altezza degli occhi dell'osservatore e pertanto rappresenta il fulcro di tutto l'affresco. Nella scena compaiono anche altre divinità: due femminili, dietro ai protagonisti della scena, con le braccia alzate in preghiera e una maschile. Nel rettangolo sottostante sono invece rappresentate due dee, vestite con lunghi abiti, che reggono due ampolle zampillanti, dalle quali escono quattro getti di acqua, nei quali nuotano alcuni pesci, richiamando il tema della fertilità e della fecondità della natura. Questa scena richiamava probabilmente ciò che il visitatore poteva ammirare nel santuario presso la sala del trono, dove la statua della dea dal vaso, o delle acque zampillanti (vedi avanti), era parte di una fontana ove l'acqua zampillava dal vaso della dea. Si ritrovano questi simboli anche nei dipinti della cappella (vedi avanti).
Completano l'affresco due alti pannelli laterali, ciascuno raffigurante una dea orante, con un copricapo a quattro paia di corna. Vicino a ciascuna dea è raffigurata una palma da datteri, sulla quale due uomini si arrampicano per raccoglierne gli abbondanti frutti, simboli di prosperità. Fra queste palme e un altro albero più centrale, si trovano tre animali mitologici, un Lamassu, un grifone dalla strana coda a elica, nell’atto di toccare l’albero, e un toro che posa la zampa su un monte. Tutto l'affresco ha l'obiettivo di rendere gloria al re, grazie al quale, gli dèi, concedono fertilità e abbondanza alla città..

L'investitura di Zimri-Lim
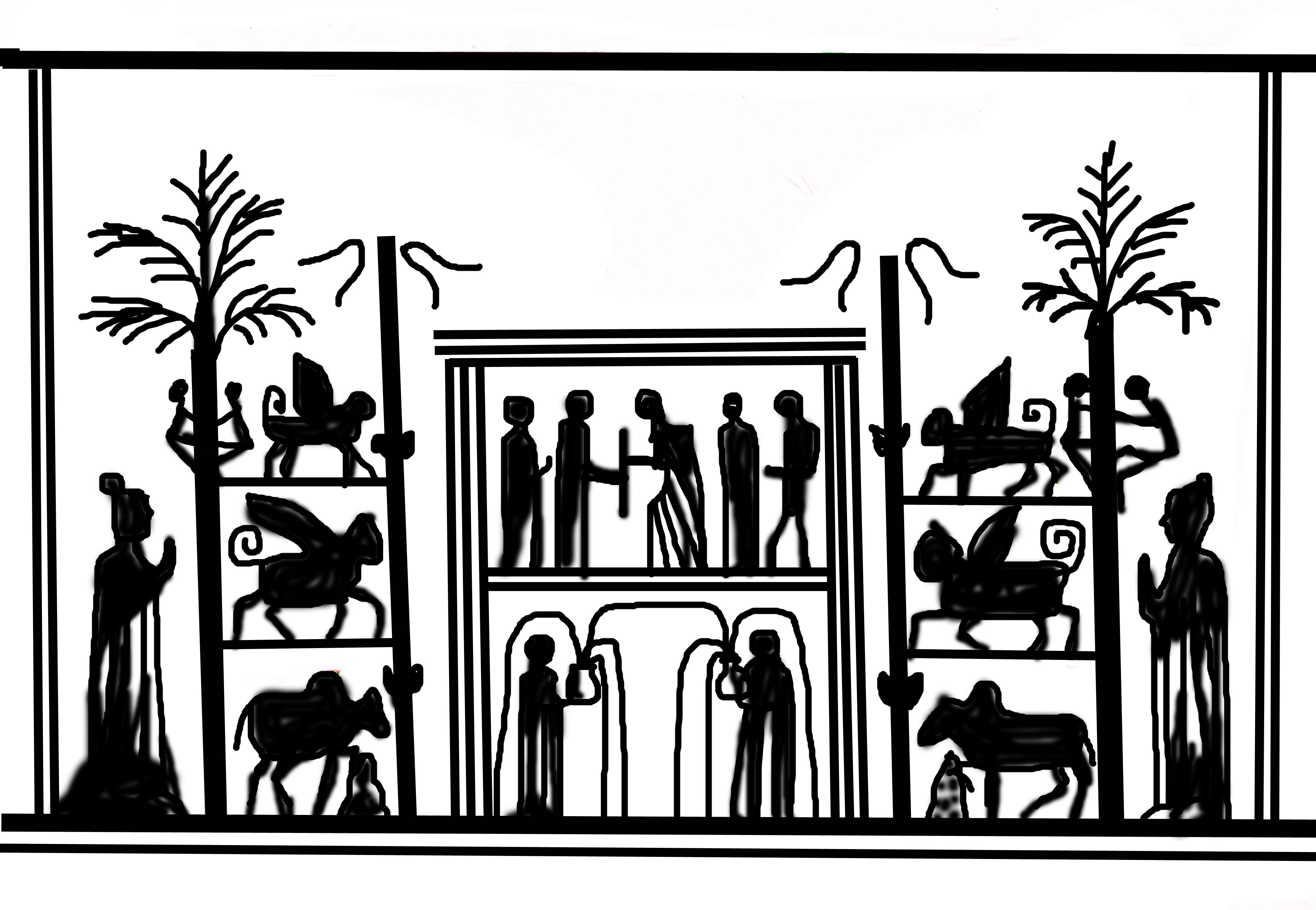
Diagramma della pittura murale
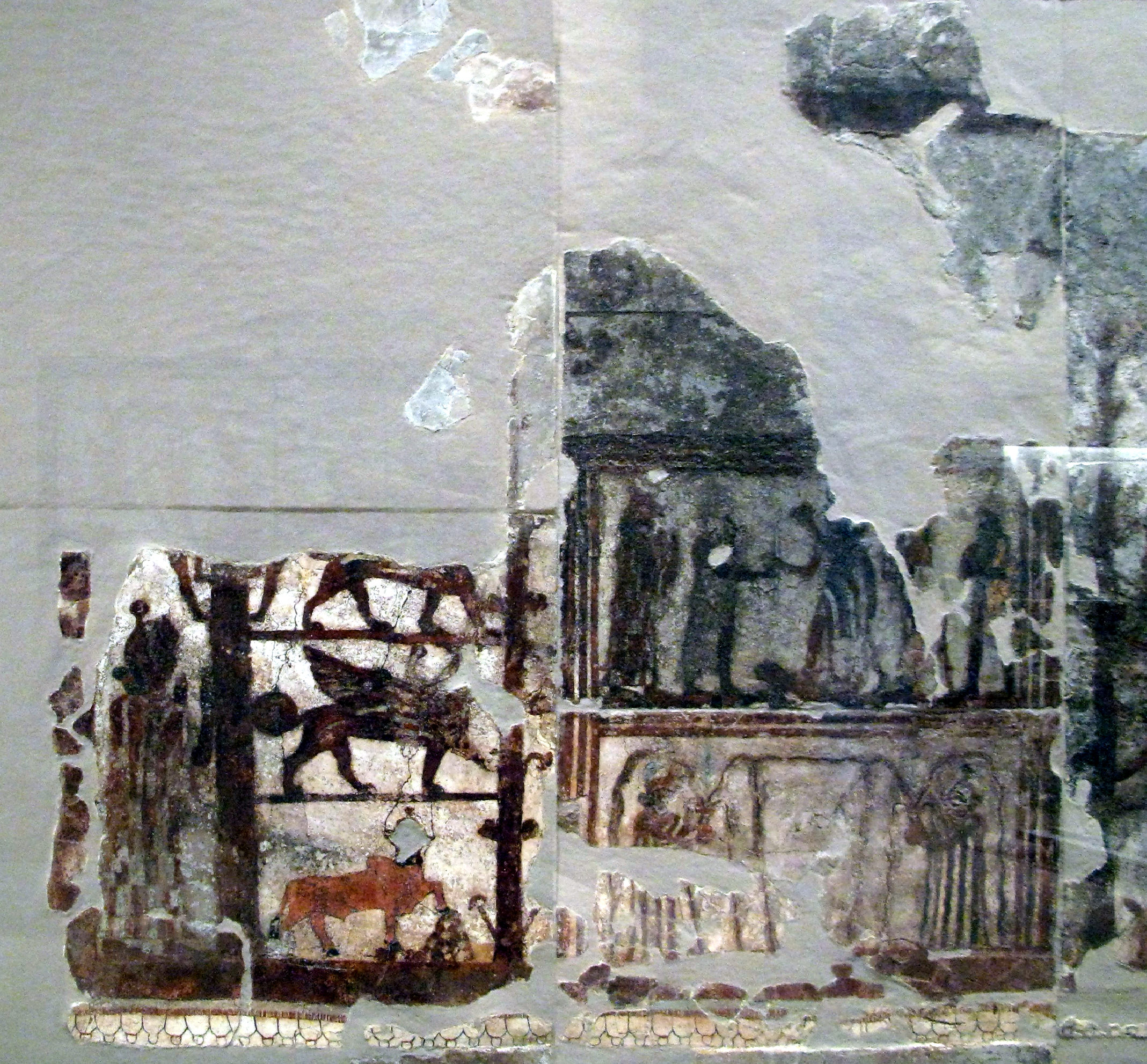
Dipinto
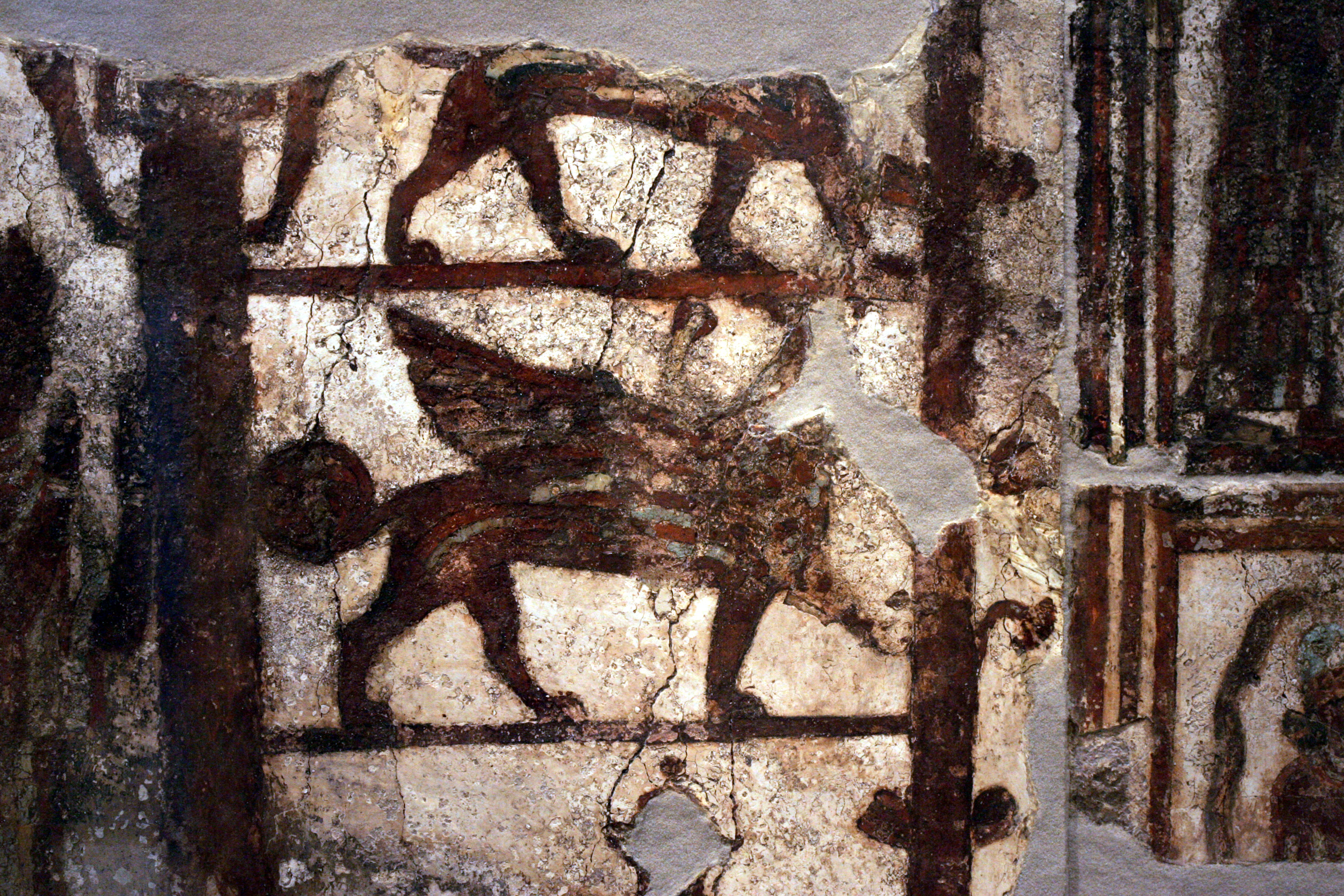
particolare
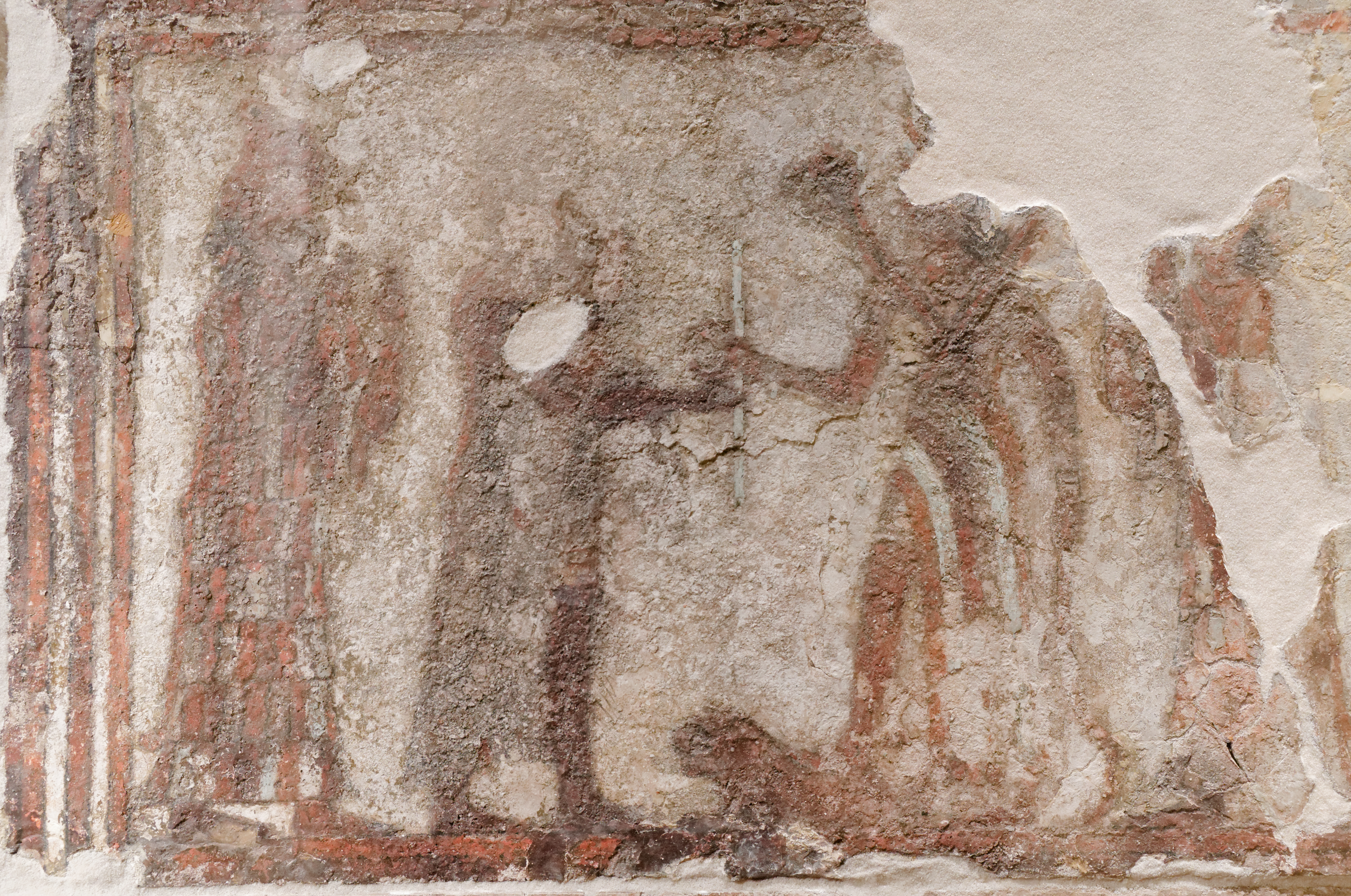
Registro centrale con la scena dell'investitura
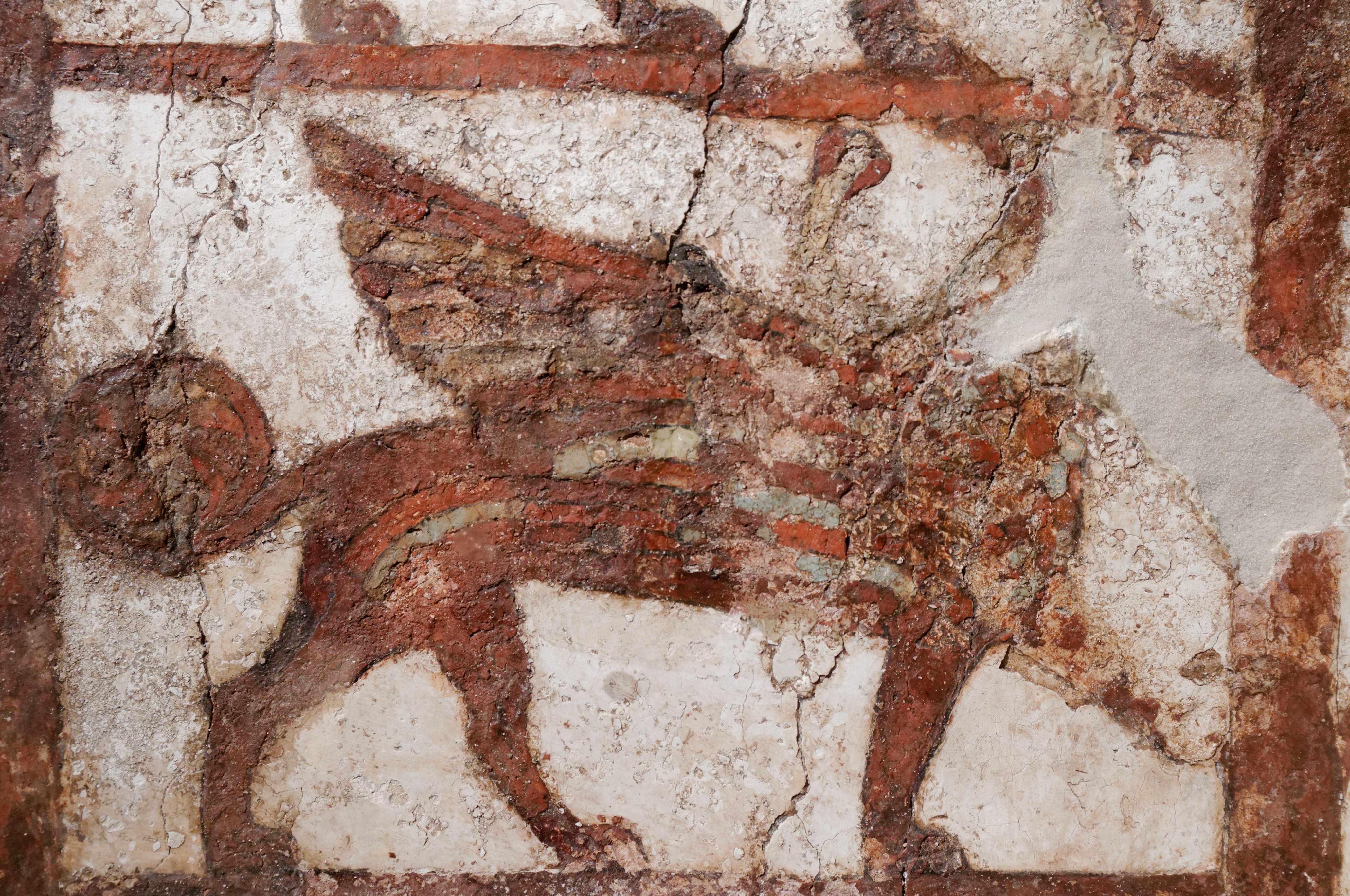
Il leone alato simboleggia il potere di Ištar
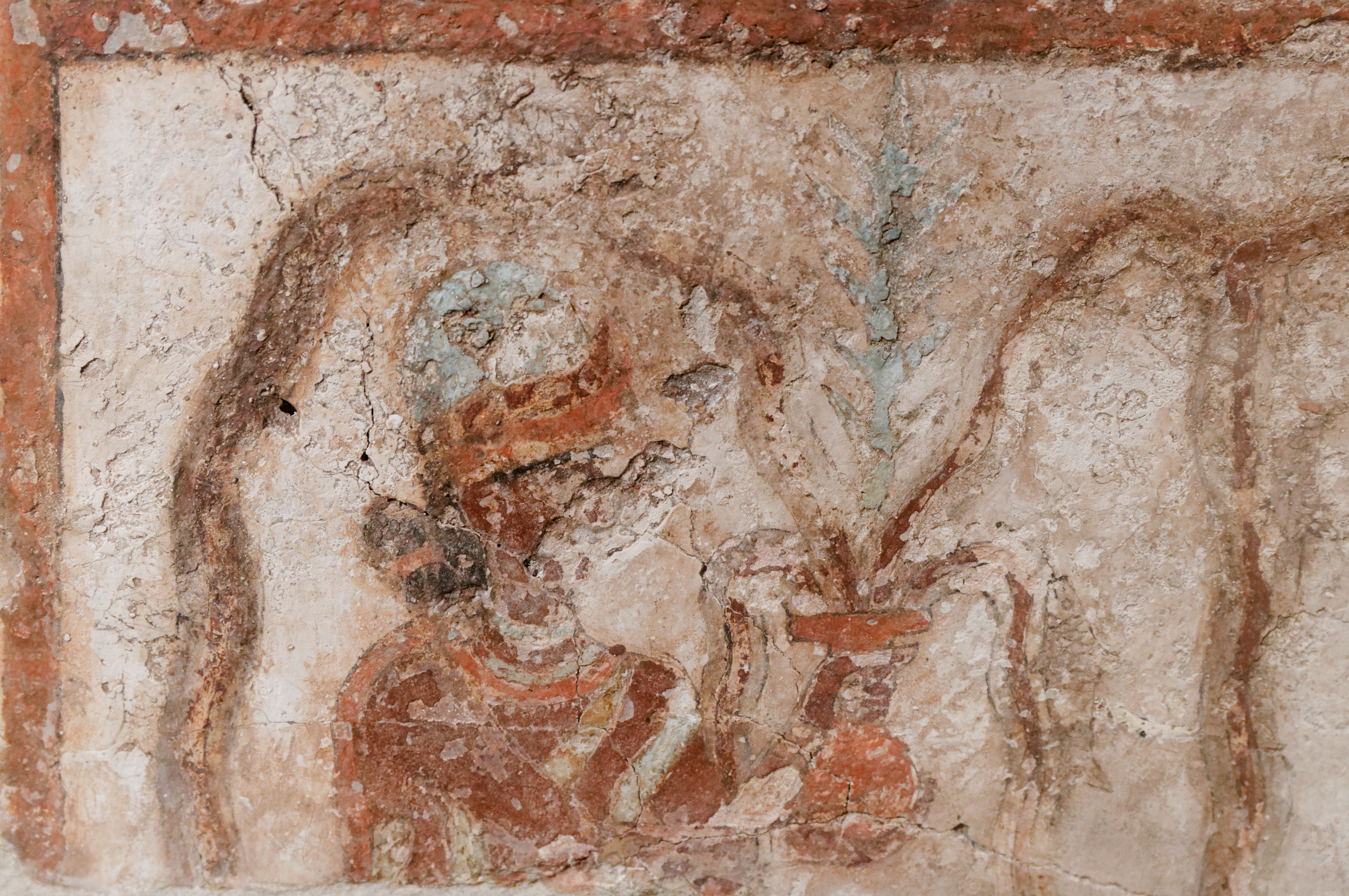
La dea Lama che dispensa acqua da un vaso rotondo

##### Altri affreschi ritrovati nel cortile 106
Altri frammenti di un affresco più recente raffigurante una processione sacrificale, furono trovati caduti alla base della metà orientale della stessa parete su cui fu trovata "L'investitura di Zimri-Lim". Il dipinto, suddiviso in più registri, mostra una figura a grandezza naturale che conduce uomini che a loro volta conducono una processione di animali sacrificali. I colori utilizzati sono nero, marrone, rosso, bianco e grigio.
La tecnica utilizzata per questi affreschi differisce dal sottile intonaco di fango utilizzato come base per altri affreschi nel palazzo. La scena del corteo sacrificale era affrescata su uno spesso strato di intonaco di gesso stratificato su una base di fango, che era stata graffiata per favorire la presa del gesso. La presenza di entrambi gli affreschi nella stessa stanza e la migliore conservazione della scena dell'investitura si potrebbe spiegare ipotizzando che quest'ultima fosse parte di un dipinto precedente, che era stato poi ricoperto successivamente da un altro affresco, andato perduto, ma che lo aveva preservato dai danni del tempo e delle distruzioni. Se questa ipotesi fosse verificata allora si porrebbe il problema di chi sia rappresentato nell'affresco dell'investitura.

##### Affreschi della sala 132
Anche sui muri della sala 132 (la sala delle udienze di Parrot) sono stati ritrovati numerosi frammenti di affreschi che, una volta ricomposti, si sono rivelati parti di un'opera di grandi dimensioni. Si tratta di un grande pannello delle dimensioni di 2,8 per 3,35 metri, diviso in almeno cinque registri risalenti a un periodo non molto successivo alla dominazione di Shamshi-Adad I. In questo grande affresco sono raffigurati vari personaggi di medie dimensioni. Gli affreschi furono dipinti utilizzando principalmente tre colori (l’ocra rosso, il nero e il bianco), con piccole quantità di grigio e di giallo su sfondo neutro (intonaco gessoso). Processioni di fedeli e di pescatori recanti doni e scene di guerra (fra cui un uomo trafitto da una freccia), costituiscono il contenuto dei registri laterali, ma è nei due registri centrali che si trovano le rappresentazioni più importanti. Nel superiore vediamo la dea Ištar seduta in trono mentre riceve offerte dal re e circondata da dee minori e altri personaggi. Nel registro inferiore vediamo il dio della Luna Sin seduto su un trono mentre riceve libagioni dal re a sua volta seguito da una dea intercedente e un sacerdote. Dietro il dio Sin un toro androcefalo transita sulle montagne su cui è seduto il dio, mentre dalla parte opposta un personaggio enigmatico in posizione frontale con le braccia allargate e vestito con il tipico kaunakes, rappresenta una figura cosmica che regge la volta celeste. Questi affreschi sono ora conservati presso il museo di Aleppo.

##### Frammenti di affreschi della sala 220
Numerosi frammenti di affreschi furono ritrovati fra i detriti della sala 220, posta nell'ala sud est del palazzo, probabilmente risultato del crollo del piano superiore, che doveva ospitare la cappella palatina. Tali affreschi hanno aspetti in comune con quelli della processione della sala 106 e di quelli nella stanza 132. Parrot notò che in alcuni frammenti la pittura era stesa sopra un precedente affresco.
Concludendo, gli affreschi ritrovati nel palazzo possono essere suddivisi in tre gruppi, uno risalente al periodo storico della terza dinastia di Ur, un gruppo risalente all'epoca della dominazione assira ed infine un gruppo risalente agli anni subito precedenti alla distruzione della città. Viene ulteriormente confermata la lunga storia di questo palazzo che fu continuamente modificato, ingrandito ed abbellito dei regnanti che lo abitarono.

#### Statue ritrovate nel palazzo

##### Statua di Iddi-Ilum

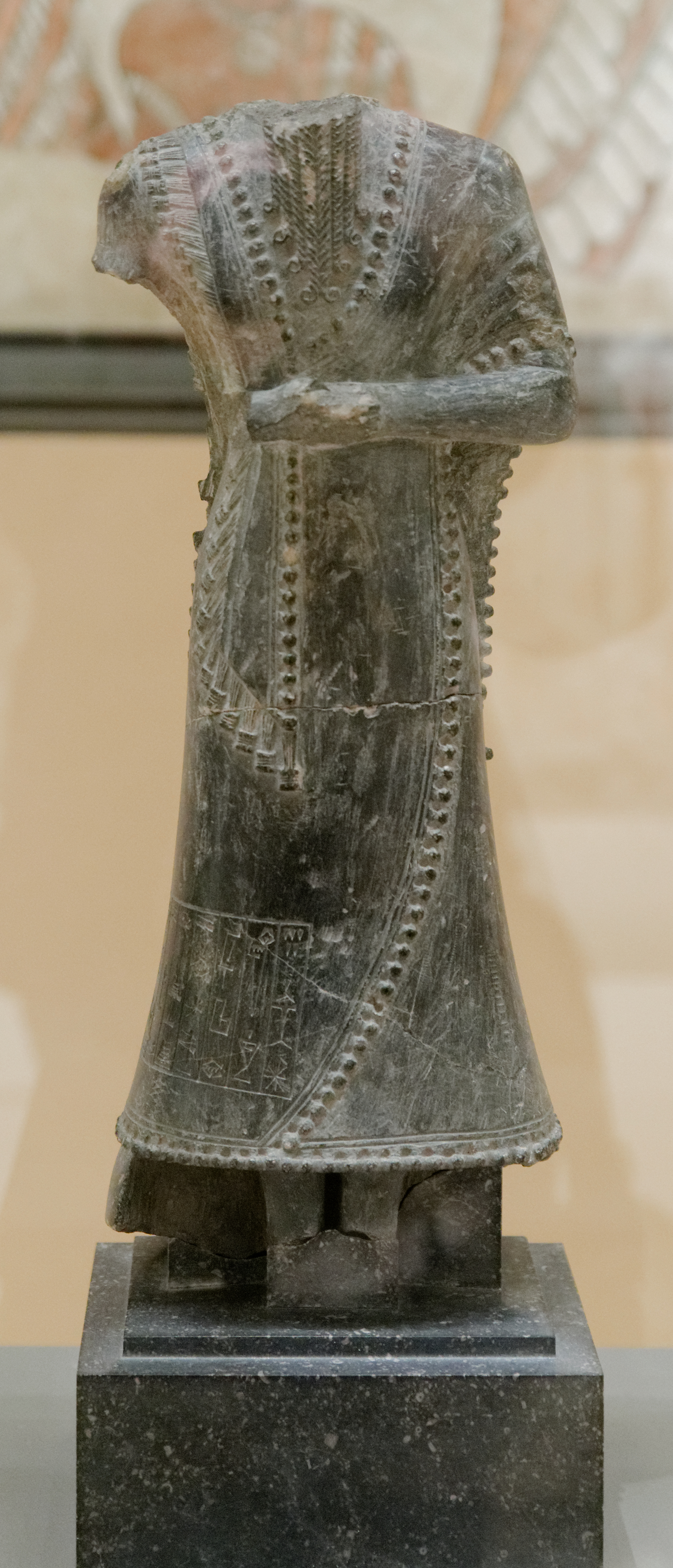
La statua di Iddi-Ilum al Louvre.

La Statua di Iddi-Ilum è un'opera del XXI secolo a.C. raffigurante il Shakkanakku Iddi-Ilum mentre prega. La statua fu ritrovata nel palazzo reale di Mari durante gli scavi condotti da André Parrot. La statua è scolpita in un blocco di steatite e riporta un'iscrizione che identifica la figura rappresentata e riporta una dedica alla dea Ištar o Inanna. La statua è ora esposta a Parigi nel museo del Louvre.

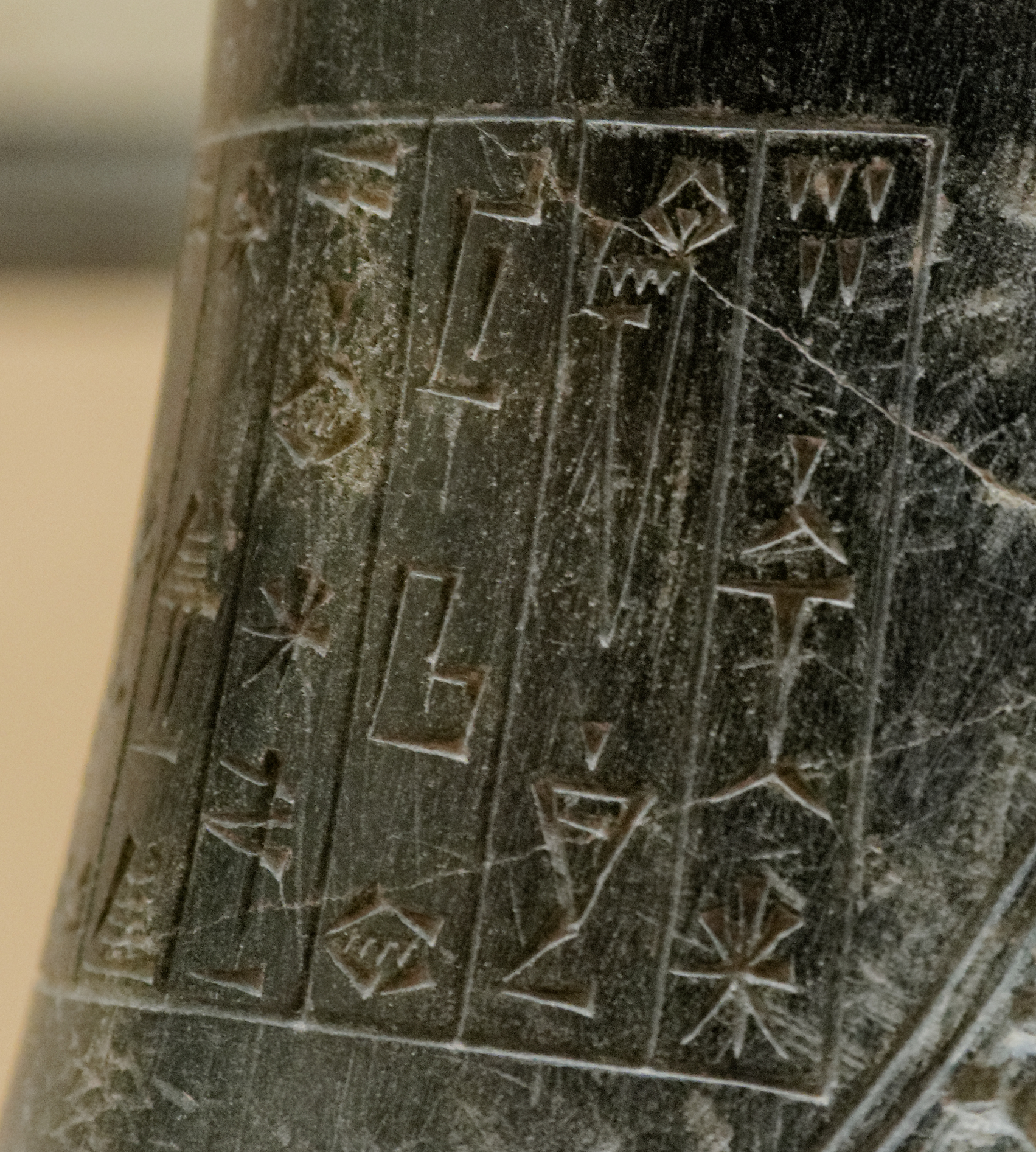
L'iscrizione nel fondo della statua (fronte).

La statua di steatite rappresenta un uomo nella tradizionale posizione di preghiera con le mani giunte davanti al petto. La testa della statua non è stata ritrovata, ma la sua barba è ancora visibile. La barba è scolpita in otto trecce simmetriche arricciate e tagliate alla fine. Anche il braccio e il gomito destro della statua non sono stati ritrovati. La figura è vestita con una lunga veste fatta di un unico pezzo di tessuto a trama sottile che è drappeggiato intorno al corpo.
I bordi della veste sono riccamente decorati con frange e nappe. Contrariamente all'antica moda tradizionale mesopotamica, la veste copre entrambe le spalle ed è legata alla vita con una cintura.

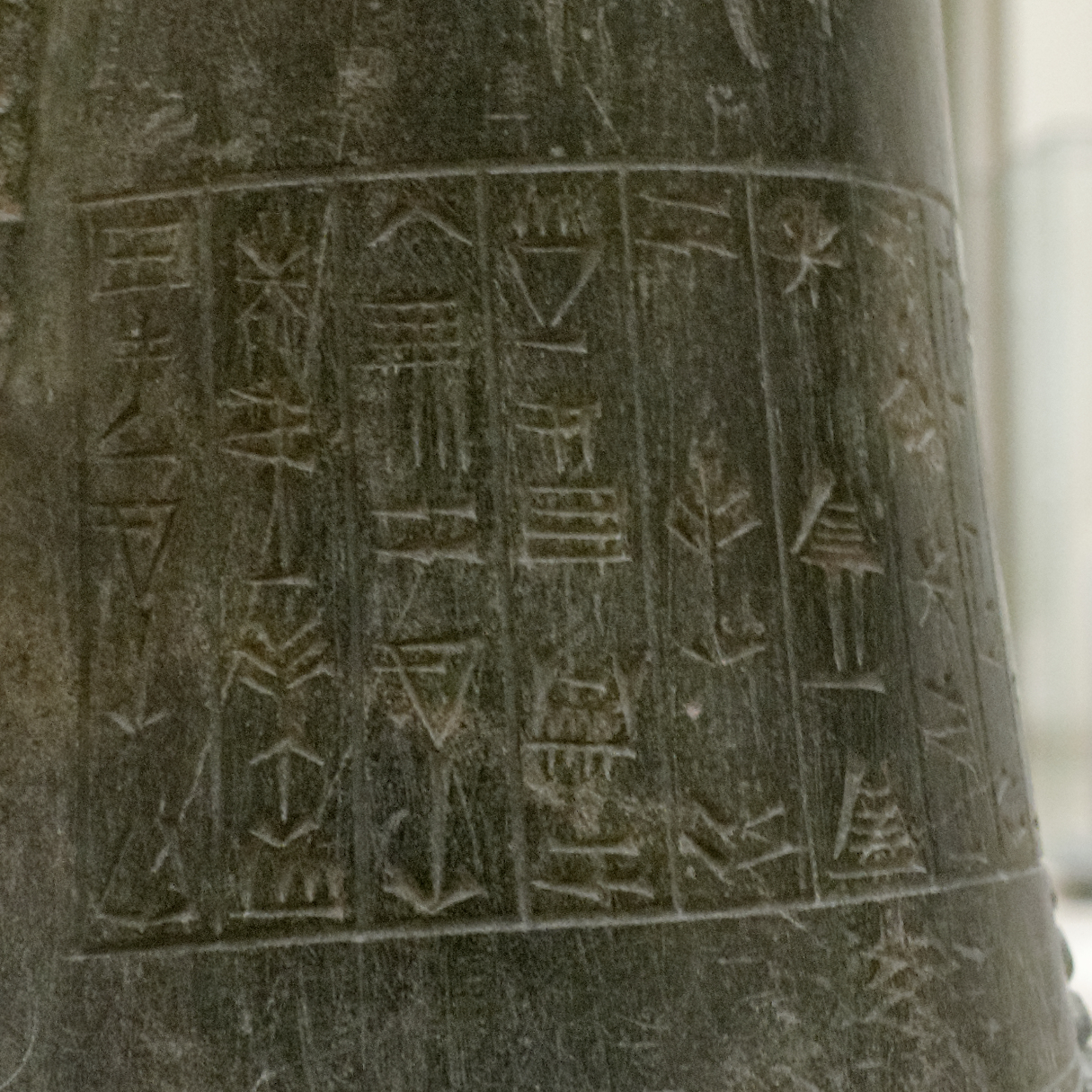
L'iscrizione nel fondo della statua (retro).

Il fondo della veste porta un'iscrizione cuneiforme in lingua accadica attestante il nome e la carica della persona raffigurata, e la divinità a cui la statua è dedicata. La divinità è stata identificata con l'accadica Ištar o la corrispondente divinità sumera Inanna. L'iscrizione incisa in dieci colonne, è la seguente: Iddi-Ilum, shakkanakku di Mari, ha dedicato la sua statua a Inanna. Chiunque cancelli quest'iscrizione avrà la sua vita cancellata da Inanna.
Questa statua è una delle tre conosciute di un Shakkanakku di Mari, le altre sono quella di Ishtup-Ilum e la statua cornuta di Puzur-Ishtar. Durante il regno dell'ultimo re di Mari, Zimri-lim, questi antichi reggenti erano venerati con rituali noti come kispum. Le statue erano allora esposte nella sala del trono del palazzo reale. Le corna della statua di Puzur-Ishar suggeriscono che questi era stato deificato, ma lo stesso non si può affermare con certezza per Iddi-Ilum e Ishtup-Ilum.
La statua fu trovata durante la quarta campagna di scavi a Mari, nell'inverno del 1936-1937, dall'archeologo francese André Parrot.. I due pezzi della statua furono ritrovati nel cortile 148 del palazzo.

##### Statua di Ishtup-Ilum
La statua di Ishtup-Ilum è in diorite ed è stata trovata nella stanza 65 del palazzo. La figura è identificata dall'iscrizione incisa in tre quadrati sulla sommità del suo braccio destro: Ishtup-ilum, shakkanakku di Mari. Ishtup-ilum significa "Il dio ha tenuto in vita". Questa statua è stata trovata distesa sul retro nella sala del trono del palazzo di Mari, ai piedi dei gradini della piattaforma situata sul piccolo lato est della stanza. Ishtup-ilum è il costruttore del tempio dei Leoni, dove ha inciso il suo nome su tre pietre di fondazione.
Ishtup-ilum è rappresentato nella posizione di pregare e il suo atteggiamento dà un'impressione di severità. Questa statua, come le altre due qui descritte raffiguranti sakkannaku, doveva essere oggetto di un culto dinastico almeno durante il regno di Zimri-Lim. Questo culto culminava nella festa chiamata kispum, poteva essere presenziato solo da sovrani che non appartenevano alla stessa dinastia del defunto. Data la posizione in cui la statua è stata trovata, è probabile che questa, come le altre simili, fosse esposte nella sala del trono del sovrano su una piattaforma. La statua è ora conservata presso il museo del Louvre a Parigi.

##### Statua di Puzur-Ishtar

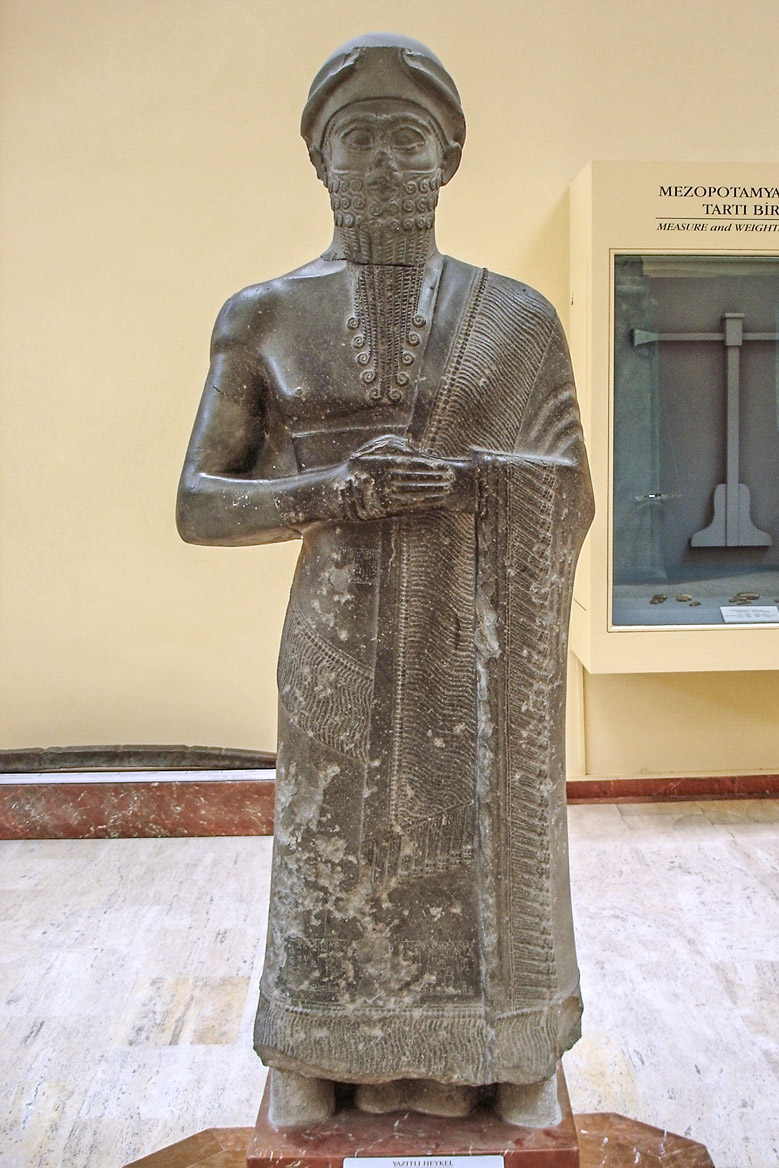
Statua del šakkanakku Puzur-Ishtar, ricomposta presso i Musei archeologici di Istanbul.

Questa statua non è stata ritrovata a Mari, bensì a Babilonia, ma apparteneva sicuramente a un santuario mariota e da lì trafugata durante il saccheggio avvenuto nel 1761 a.C.
La statua di Puzur-Ishtar, shakkanakku di Mari, nominato dall'imperatore di Akkad, è databile circa al 2050 a.C., ed è scolpita su un blocco di basalto. La statua fu probabilmente trafugata dalla città di Mari nel saccheggio avvenuto durante il regno di Hammurabi e portata a Babilonia, dove fu ritrovata dagli archeologi all'interno del museo di Nabucodonosor II nel palazzo reale, in due pezzi separati e in momenti diversi. Il corpo è ora conservato presso i Musei archeologici di Istanbul, la testa a Berlino presso il Museo Vorderasiatisches che fa parte del Pergamonmuseum. Attraverso lo scambio di calchi la statua è stata ricomposta ed è ora osservabile completa in entrambi i musei. Secondo l'iscrizione incisa sotto la mano destra nel corpo della statua, la scultura era un dono votivo. Il nome Puzur-Ishtar, shakkanakku di Mari, è menzionato due volte, assieme a quello di suo fratello, il sacerdote Milaga. La figura indossa un copricapo cornuto, simbolo di divinità, come a indicare la divinizzazione di un principe mortale. Probabilmente proprio la presenza di questo copricapo indusse i soldati babilonesi a portare la statua a Babilonia; era infatti considerato un simbolo di una vittoria definitiva deportare gli dei protettori delle città vinte. La statua, come quella di Iddi-Ilum indossa una ricca veste, composta da un unico pezzo di tessuto pregiato, stretto alla vita e che copre la spalla e il braccio sinistro come nella moda tradizionale dei tempi per questo tipo di veste. Le mani giunte sul petto in preghiera e il testo delle incisioni fanno pensare che la statua fosse parte dell'arredo di un santuario. Questa statua è una delle poche grandi sculture conservate del Vicino Oriente.

##### Statua della dea del vaso

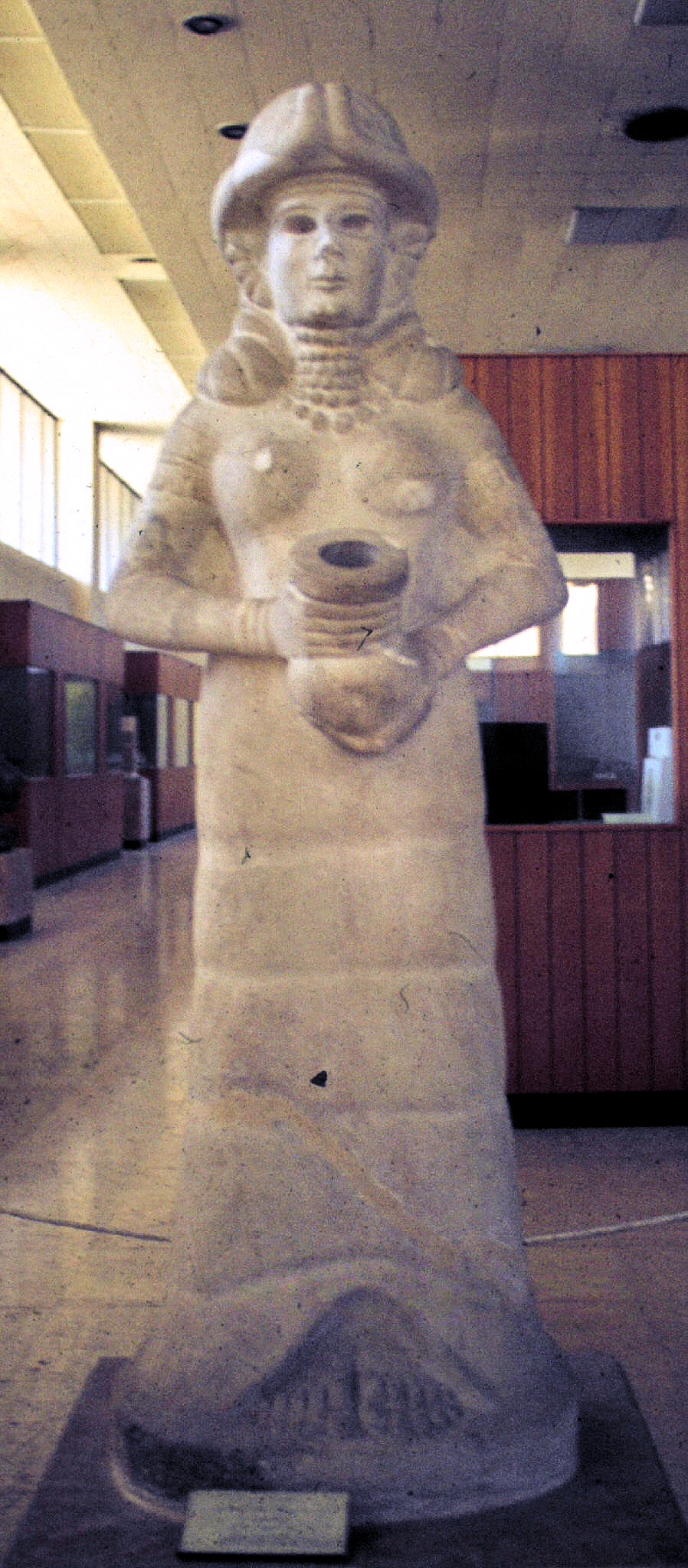
Statua della dea del vaso. Probabilmente era in origine parte di una fontana, con l'acqua che zampillava dal vaso.

Le raffigurazioni di dee che trasportano l'acqua erano comuni in Mesopotamia. Questa statua era molto probabilmente il soggetto centrale di una fontana, con l'acqua che zampillava fuori dal vaso. La statua è quasi a grandezza naturale, alta 1,42 m, e fu ritrovata rotta in vari frammenti nella cappella del palazzo. Nonostante il naso danneggiato e gli occhi mancanti, è considerata una dei più importanti esempi di statuaria mariota. La presenza di un cappello dotato di corna permette di identificare il soggetto della statua come una dea. Sul retro della statua è presente una tubazione che attraversa il corpo della statua e giunge al vaso, da questa tubatura, collegata ad un serbatoio, fluiva l'acqua che poi zampillava dal vaso. Questa statua è ora conservata nel museo di Aleppo.

### Il tempio del re del paese
Questo tempio era situato nella zona sacra della città ad ovest del palazzo reale e a sud della Ziqqurat. In base ai reperti archeologici trovati al suo interno e presso le sue fondamenta si può dedurre che fu costruito su ordine del shakkanakku Ishtup-Ilum, che regnò a Mari durante il XXII secolo a.C.
Questo tempio era dedicato a un dio noto come "Re della Terra", probabilmente il dio Dagon.

#### I leoni di Mari

Museo del Louvre. Statua di leone in bronzo (40x70 cm) ritrovata a Mari presso il tempio dei Leoni

Questa statua, ora conservata a Parigi presso il Louvre, assieme a una statua simile (ora custodita presso il museo di Aleppo), fu ritrovata da André Parrot nel 1934 ai lati dell'ingresso del tempio che, per questo, è chiamato anche tempio dei leoni.
I due leoni probabilmente furono installati quando il santuario fu ricostruito, all'inizio del secondo millennio.
André Parrot, trovò diverse dozzine di paia di occhi dello stesso tipo di quelli dei due leoni di bronzo nelle vicinanze del tempio, ed ipotizzò almeno una trentina di statue simili a quelle ritrovate occupassero la spianata di fronte a questo santuario. Studi successivi hanno dimostrato che non tutti questi occhi erano simili fra loro nella tecnica costruttiva e quindi non tutti appartenevano a statue progettate per adornare questo sito. Questi studi non escludono che di fronte al tempio fossero collocate più statue di leoni ma solo che questi erano meno numerosi di quanto inizialmente ipotizzato.

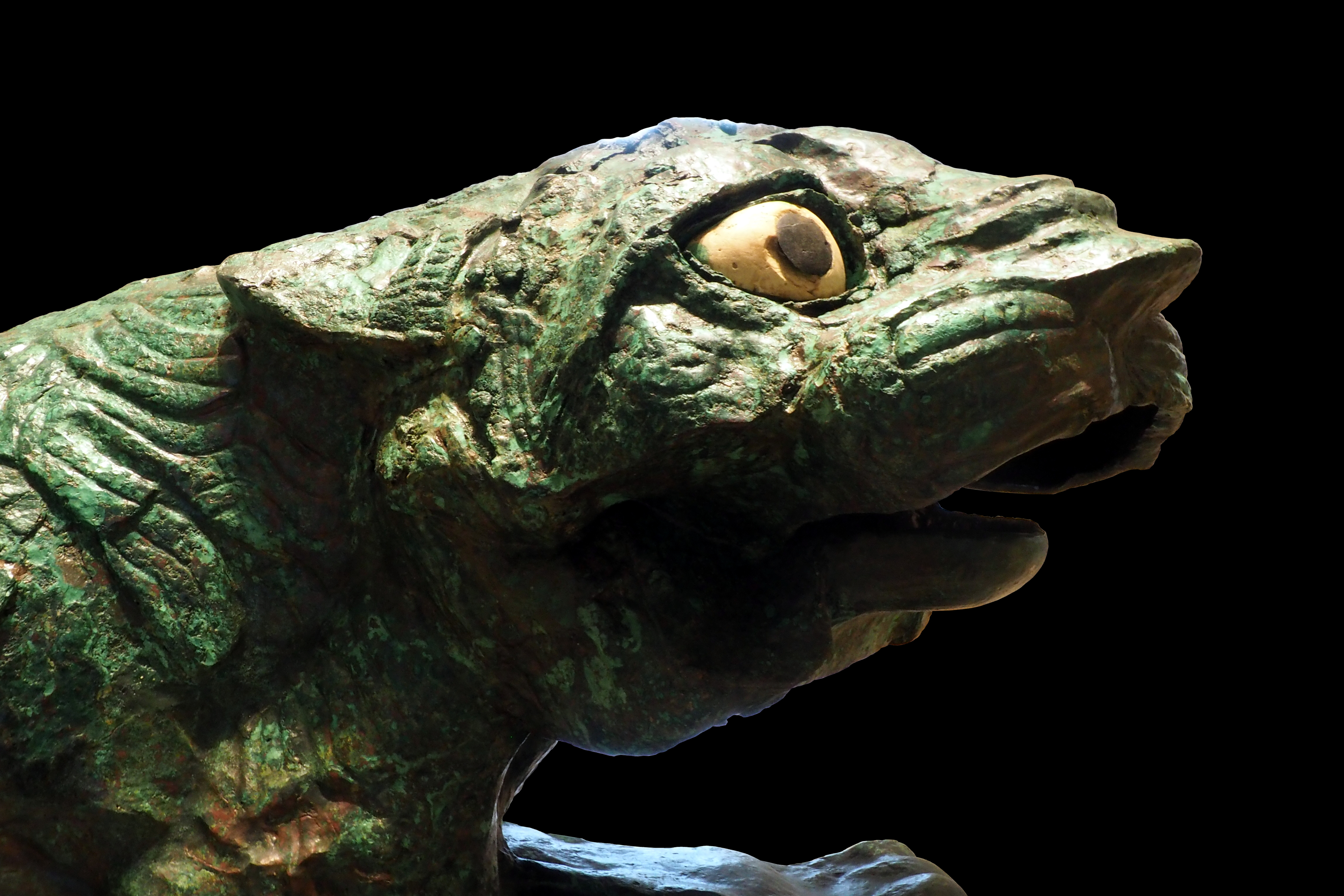
Leone di Mari (Louvre), particolare criniera ed orecchio destro

I due leoni furono trovati nelle loro posizioni originali: erano collocati fianco a fianco su un podio a due gradini appoggiato al muro all'interno del tempio, a sinistra dell'ingresso. I leoni sono rappresentati solo per la loro parte anteriore, la parte posteriore delle due sculture infatti era infatti incorporata nel muro in modo tale che i leoni sembravano balzare fuori da esso. Con i loro colli tesi e la testa rivolta verso destra, danno l'impressione di essere in allerta, pronti a balzare su chi era appena entrato nel tempio.
L'intarsio degli occhi dei leoni, di calcare e scisto, accentua l'intensità dello sguardo degli animali; i due leoni sono rappresentati con le fauci spalancate, ringhianti o ruggenti. Le loro labbra arricciate rivelavano denti fatti di ossa, di cui rimangono alcune tracce nella statua del Louvre. Accovacciati nell'ombra del tempio, continuarono a guardare mentre i visitatori andavano e venivano. Sebbene le statue di animali come guardiani siano ben documentate nel Vicino Oriente antico, era consuetudine collocarle all'esterno, come sculture portale su entrambi i lati dell'ingresso al tempio o palazzo che avrebbero dovuto proteggere. Il fatto che questi leoni si trovassero all'interno del santuario suggerisce che avevano un ruolo diverso rispetto alle altre statue di animali guardiani.

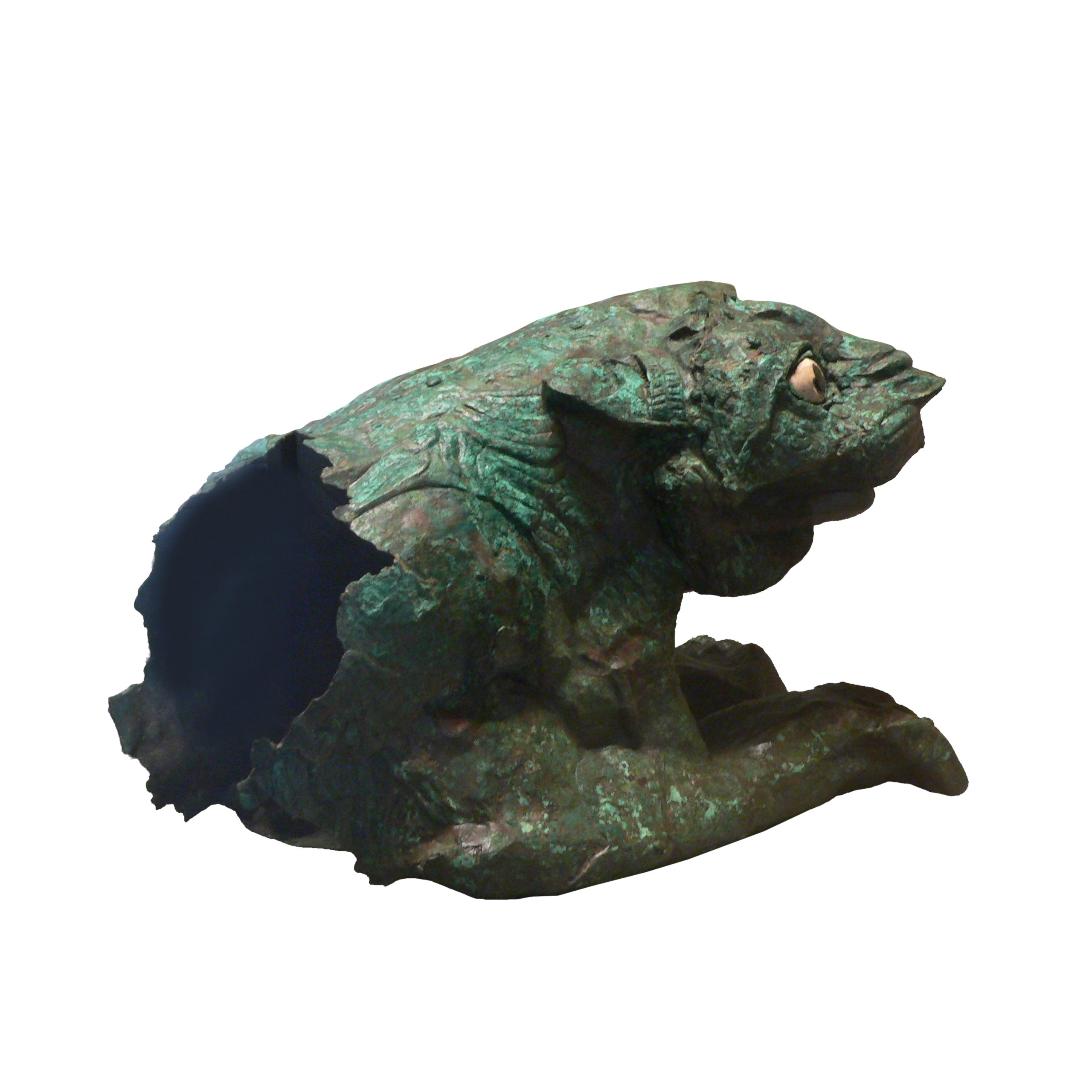
Leone di Mari (Louvre), particolare criniera posteriormente

Interessante la tecnica costruttiva utilizzata per produrre queste statue bronzee. Esemplificando una tecnica la cui pratica è ben documentata in Mesopotamia, queste due sculture sono state realizzate attaccando fogli di rame su un modello, probabilmente in legno, di cui non rimane traccia. Questa struttura di legno era stata scolpita a forma di animale, poi le lamiere di metallo martellate a freddo venivano fissate con dei rivetti di rame. Diciotto fogli di rame furono necessari per realizzare il leone del Louvre. I dettagli della criniera e dei baffi sono scolpiti meticolosamente. Sulla spalla sinistra dell'esemplare del Louvre è inciso un ciuffo di peli a forma di stella come per caratterizzare un animale giovane e vigoroso. Altri dettagli sono inseriti nella scultura come ad esempio il piccolo nastro alla base dell'orecchio destro dell'animale. Questo potrebbe indicare che questo leone era un animale tenuto in cattività, dedicato forse alla divinità.

### Il tempio di Ištar

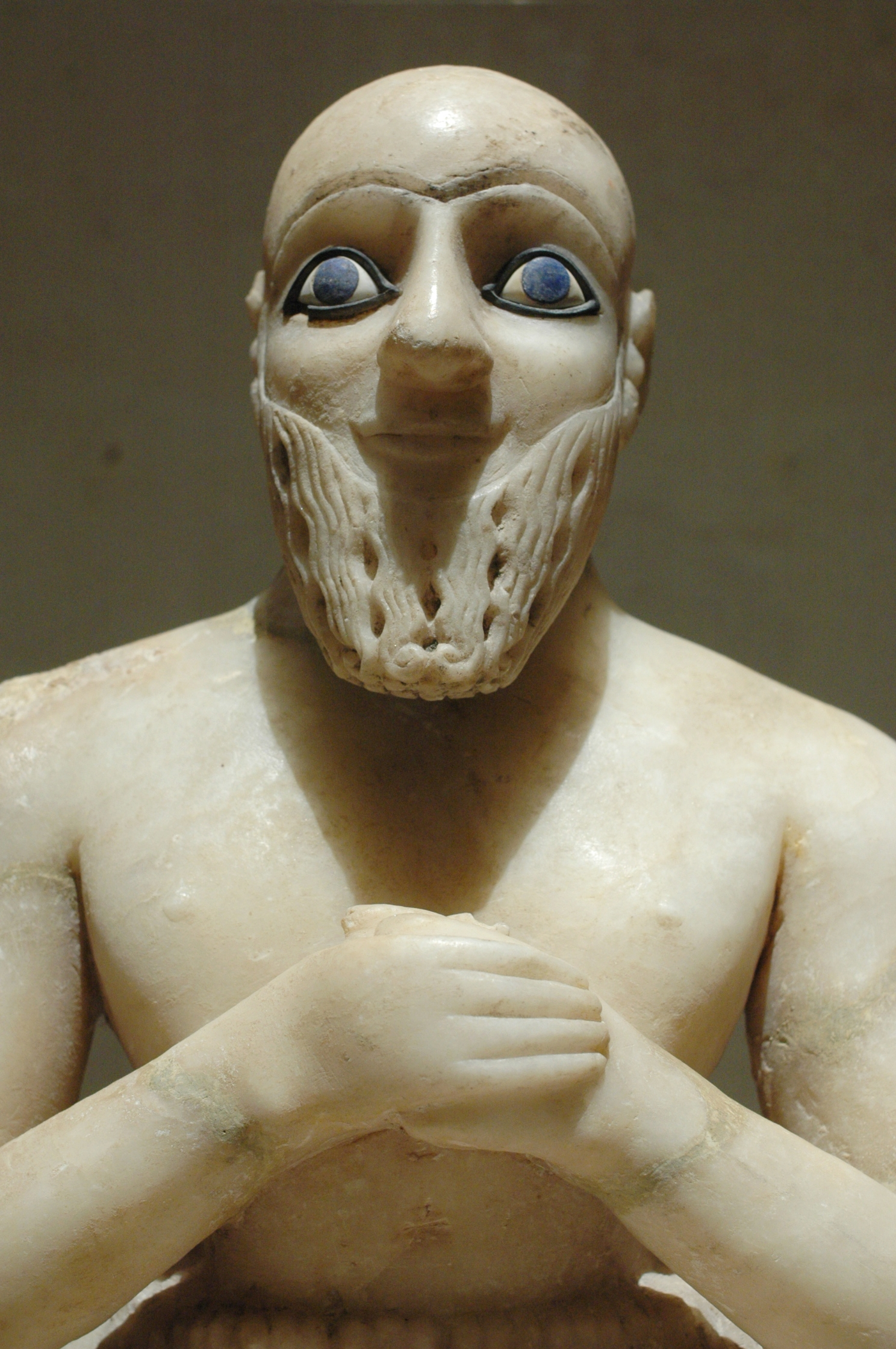
Statua dell'intendente reale Ebih-Il, rinvenuta nel tempio di Ištar.

Il tempio dedicato alla dea Ištar, nella zona occidentale del tell, fu continuamente ricostruito sullo stesso luogo, a partire dalle prime fasi della storia della città. La sovrapposizione degli strati archeologici relativi alle diverse fasi dell'edificio raggiunge uno spessore di 6 m.
È possibile che i successivi templi siano rimasti in uso per circa sei secoli.
Un primo edificio sacro è quasi sconosciuto, essendo stato obliterato dalle costruzioni successive. Successivamente venne costruito un tempio monumentale (area di circa 26 m x 25 m) su fondamenta in blocchi di alabastro.
Nella fase successiva il complesso sacro comprendeva un sacello sul lato occidentale e una casa per i sacerdoti su quello orientale; un podio a forma di barca inglobava ceramiche votive.
Il tempio vero e proprio fu quindi ospitato in una semplice cella rettangolare di 9 m x 7 m, i cui muri erano spessi non meno di 3 m.
Per le fasi successive furono rinvenute negli scavi tracce di resti combusti di sacrifici e una statua dedicata alla dea dal re "Lamgi-Mari", che si definiva "grande governatore del dio Enlil". Nel cortile del tempio si rinvenne inoltre una statuetta dell'intendente Ebih-Il, in gesso, con inserti di lapislazzuli e conchiglia.

### L'archivio di Mari
L'archivio del palazzo reale di Mari fu scoperto dagli archeologi francesi negli anni trenta e oggi la maggior parte di esso è stata pubblicata

.

Si tratta di un numero che va dalle 21.500 alle 23.500 tavolette e frammenti di tavoletta di argilla scritte in lingua accadica. Nel corso degli studi sono stati effettuati numerosi joint di frammenti così da restituire tavolette intere o parzialmente intere. In questo modo sono state ridotte a circa 13000 il numero di tavolette ritrovate e utilizzabili per lo studio. Questa era la lingua ufficiale dello stato, tuttavia i nomi propri e qualche indizio sintattico mostrano che la lingua comunemente parlata a Mari era una lingua semitica occidentale. Quasi tutte le tavolette risalgono agli ultimi cinquant'anni di indipendenza di Mari (ca. 1800 – 1750 a.C.). I testi riportano in dettaglio la presa del potere e il regno di Zimri-Lim.
Nell'edificio sono state ritrovate all'incirca 25.000 tavolette cuneiformi e molte statue.
Esse costituiscono l'archivio di stato del regno di Mari e forniscono informazioni circa le istituzioni e le tradizioni del regno e inoltre restituiscono i nomi delle persone che vissero in quel tempo. Più di ottomila tavolette sono rappresentate da lettere, le altre consistono in documenti amministrativi, giudiziari e contabili. La scoperta degli archivi ha portato a una completa revisione della cronologia del Vicino Oriente antico nell'epoca che precede il primo impero babilonese, e ha fornito più di cinquecento nomi di località tanto da ridisegnare la carta geografica della prima metà del secondo millennio a.C..